# Escultura del Renacimiento en España

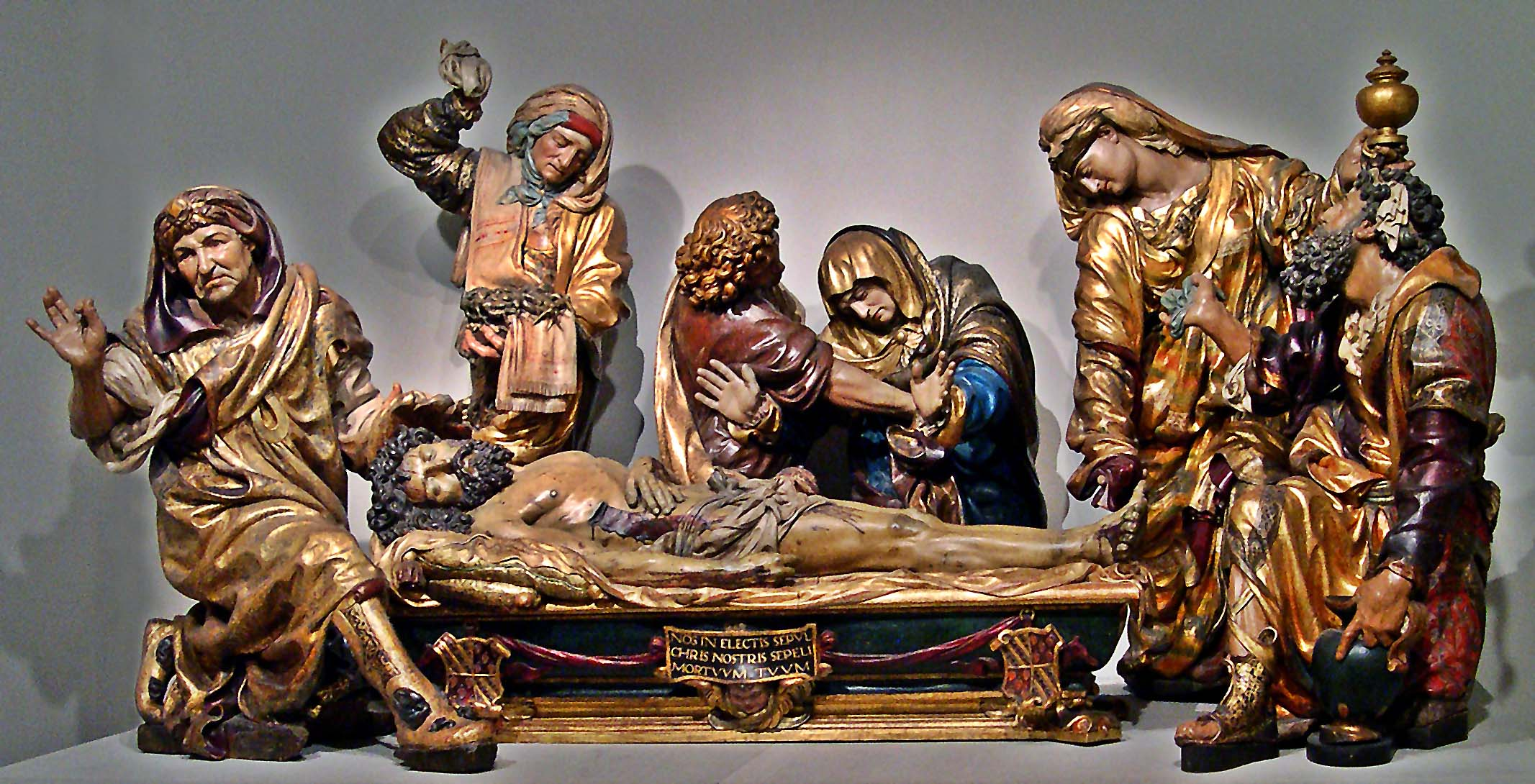
El entierro de Cristo de Juan de Juni (1541-1545)

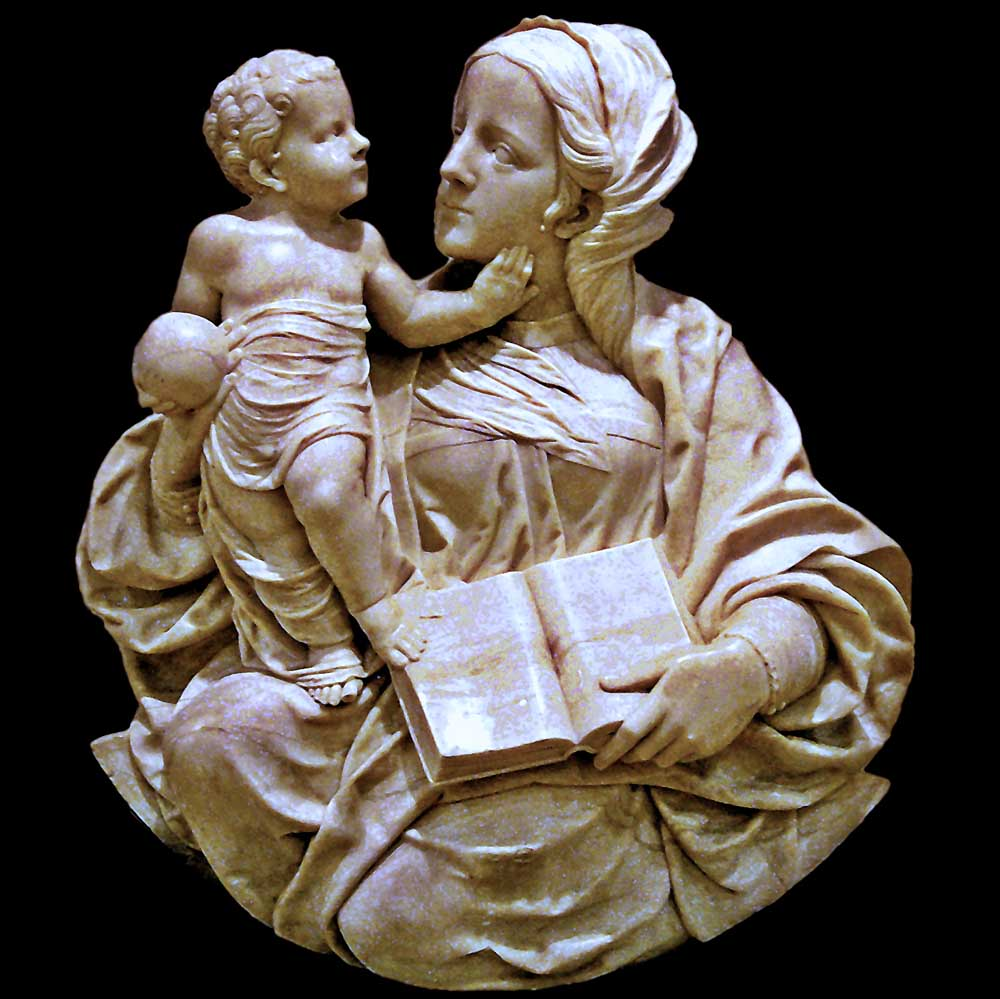
Virgen con niño atribuida a Felipe Bigarny, para el sepulcro del Obispo de Tuy (Don Diego de Avellaneda). Se encuentra en el Museo Nacional Colegio de San Gregorio de Valladolid.

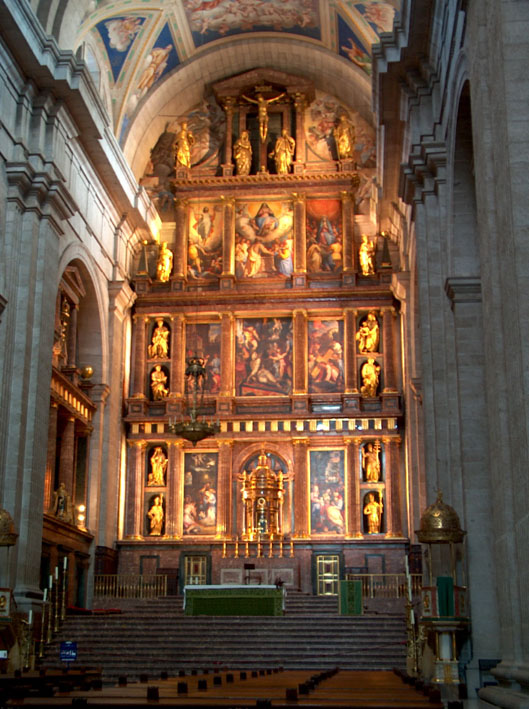
Retablo del altar mayor de la Basílica de El Escorial (1583-1586), una de las mayores empresas artísticas del siglo XVI, diseñado por Juan de Herrera y dirigido por Pedro Castello, con estructura y custodia de materiales nobles de Jacometrezo, esculturas en bronce de Leon Leoni y Pompeyo Leoni y pinturas de Federico Zuccaro y Pellegrino Tibaldi La bóveda tiene frescos de Luca Cambiasso, y los laterales acogen los cenotafios de la familia real obra de los Leoni.

La aparición de la escultura del Renacimiento en España y del arte renacentista en general tuvo lugar casi un siglo después de los comienzos de este estilo en Italia. El quattrocento no existió como tal estilo renacentista pues predominaban todavía las formas y el gusto por el gótico. Ya en 1339 había llegado a Cataluña el arte de los pisanos con el sepulcro de Santa Eulalia (catedral de Barcelona). Casi un siglo después, el florentino Giuliano de Nofri, discípulo de Ghiberti, junto con otros de mano española, labró en el trascoro de la catedral de Valencia algunos relieves. Pero estos ensayos y tentativas quedaron aislados hasta la verdadera penetración de las ideas y formas escultóricas del Renacimiento italiano con los artistas florentinos que vinieron a trabajar a España a finales del siglo XV y comienzos del XVI, extendiéndose el nuevo gusto por obra de extranjeros de varias nacionalidades y por algunos españoles que aprendieron en Italia. Aun así, no logró implantarse con firmeza el estilo hasta el reinado de Carlos V.
El estilo hispanoflamenco dominante durante todo el siglo XV evolucionó hasta confluir con el gusto italiano, proceso visible en las familias Egas —a la que pertenecen también Juan Guas, Sebastián de Almonacid y Alonso de Covarrubias— y Siloé —Gil de Siloé y su hijo Diego de Siloé, también arquitecto que había viajado a Italia— y el borgoñón Felipe Vigarni (relieves de la Pasión con adornos platerescos de sabor italiano en el trasaltar mayor de la catedral de Burgos, parte de la sillería del coro de la catedral de Toledo, con su retablo mayor —obra colectiva de un gran plantel de artistas, que marca la transición entre el Gótico y el Renacimiento español— y la parte escultórica del retablo de la catedral de Palencia).
En el siglo XVI, que corresponde al cinquecento italiano, aparecieron las primeras demostraciones, como consecuencia de las relaciones políticas y militares con Italia y bajo el mecenazgo y tutela de los reyes y de la nobleza. La escultura renacentista se hizo presente a través de tres vías distintas: 
- escultores italianos mandados llamar por los mecenas y que realizaron sus obras en España, como el gran marmolista Domenico Fancelli (1469-1519) —sepulcros del infante D. Juan (1497) en la iglesia de Santo Tomás de Ávila, de los Reyes Católicos en Granada y mausoleo mural de Diego Hurtado de Mendoza (1509) en la catedral de Sevilla)—, el especialista en terracota Pietro Torrigiano —San Jerónimo, Virgen— y Jacobo Florentino, llamado el Indaco, también arquitecto;
- obras importadas, procedentes de los talleres italianos, como el San Juanito del taller de Miguel Ángel para la ciudad de Úbeda y unos cuantos relieves del taller de la familia Della Robbia. También muy influyente fue el mausoleo del virrey Ramón Folc de Cardona-Anglesola (1522) realizado en Nápoles por Giovanni da Nola, y enviado a España por su viuda;
- primera generación de artistas españoles.[An. 1] compuesta por Vasco de la Zarza ( c. 1470-1524) (trascoro de la catedral de Ávila), Felipe Vigarny (c. 1475-1543) (retablo mayor de la catedral de Toledo), Bartolomé Ordóñez (ca. 1480-1520) (sillería del coro de la catedral de Barcelona, sepulcros de Cisneros en Alcalá de Henares y de Juana la Loca y Felipe el Hermoso en la capilla Real de Granada) y Diego de Siloé (c. 1495-1563) (sepulcro de don Alonso Fonseca en Iglesia de las Úrsulas de Salamanca).[a][An. 2]

Los escultores españoles del siglo XVI han sido etiquetados con diferentes denominaciones acuñadas inicialmente para la arquitectura: «isabelino» —o «Reyes Católicos»—, «cisneriano», «plateresco», «purismo» —o «Príncipe Felipe», o «fase serliana»—, «manierismo», «romanismo», «herreriano», etc.. Además de los ya citados destacan el catalán Juan Sanz de Tudelilla y el riojano Arnao de Bruselas (fl. 1536-1564) (trascoro de la Seo de Zaragoza), el navarro o francés Esteban de Obray (sillería del coro de El Pilar), los burgaleses Rodrigo (c.1520-1577) y Martín de la Haya (retablo mayor de la catedral de Burgos), y muchos otros (Jamete, Diego Guillén, Andrés de Nájera, Pedro Arbulo Marguvete, Juan Miguel de Urliéns). Gran fama alcanzaron los plateros y broncistas Vergara el Viejo, Cristóbal de Andino (c. 1490-1543), la familia de los Becerril (Alonso, Francisco, Cristóbal, etc.) y los Arfe (especialmente, Juan de Arfe) a quienes se deben primorosas obras de mobiliario eclesiástico. En Santiago de Compostela se desarrolló durante el siglo XVI un notable trabajo de los maestros azabacheros.
En el segundo tercio del siglo XVI, destacan: 
- en la escuela castellana,  el palentino Alonso Berruguete (c. 1490-1561) (sillas altas del coro de la catedral de Toledo —en competencia con las de Vigarni, las de Berruguete son de un estilo más visiblemente clásico-italiano—, sepulcro del cardenal Tavera, busto de Juanelo —de atribución debatida—[6]), el francés Juan de Juni (1506-1577) (retablos mayores de las iglesias de Santiago y la Antigua en Valladolid y otras obras en Segovia, Ciudad Rodrigo y otras poblaciones de Castilla), Inocencio Berruguete y Francisco Giralte;

- en Aragón, Gil Morlanes el Viejo (c. 1445-1517) y Gil Morlanes el Joven (fl. siglo XV-1547), padre e hijo (portada de Santa Engracia de Zaragoza, retablo y sepulcros de la capilla de San Bernardo en la Seo). Morlanes el Viejo fue desde 1493 «escultor de Fernando el Católico».[Ca. 1] Pero los tres grandes escultores renacentistas fueron el valenciano Damián Forment (c. 1480-1540) (basamento del retablo mayor de la catedral de Barbastro y los de la catedral de Santo Domingo de la Calzada y de El Pilar de Zaragoza), Gabriel Joli y Juan de Moreto.

En el último tercio cambió por completo el gusto renacentista español que se inclinó al clasicismo representado sobre todo en la figura del arquitecto Juan de Herrera. Fueron llamados a la corte de Felipe II y a la obra de El Escorial los italianos Leoni (León y Pompeyo, padre e hijo) y Jacome da Trezzo (1515-1589), además del español Juan Bautista Monegro (ca. 1545-1621) (estatuas de los reyes de Judá en el patio de los Reyes).  A partir de ese segundo tercio surgieron en distintas regiones españolas unos artistas que llegaron a ser los grandes maestros de Renacimiento español, que aunque siguieron las normas italianas, supieron dar a sus obras un carácter puramente español, creando escuela en las distintas regiones del ámbito nacional. El material utilizado fue el mármol y el bronce, pero sobre todo la madera policromada y estofada. De los talleres de los grandes maestros salieron gran cantidad de retablos, sillerías de coro, imágenes y escultura funeraria.
También en esta etapa trabajaron el andaluz Gaspar Becerra (1520-1568) (Virgen de la Soledad del convento de Nuestra Señora de la Victoria (Madrid), destruida por un incendio en 1936, antiguo retablo de las Descalzas Reales —destruido por un incendio en 1862—, retablo mayor de la catedral de Astorga (1558-1584), el vallisoletano Esteban Jordán (1530-1598) (retablo mayor y sepulcro del obispo Lagasca en la iglesia de la Magdalena de Valladolid, retablo mayor de Santa María de Medina de Rioseco), Pedro López de Gámiz y el guipuzcoano  Juan de Ancheta (1533-1588) (retablo mayor de Santa María de Tafalla).).

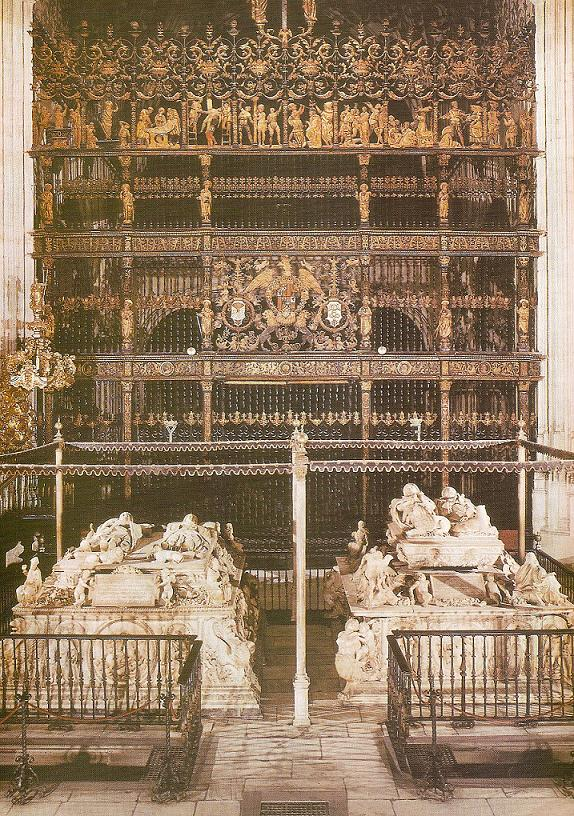
Sepulcro de los Reyes Católicos, de Domenico Fancelli, y de Juana la Loca y Felipe I el Hermoso, de Bartolomé Ordóñez, en la capilla real de Granada.
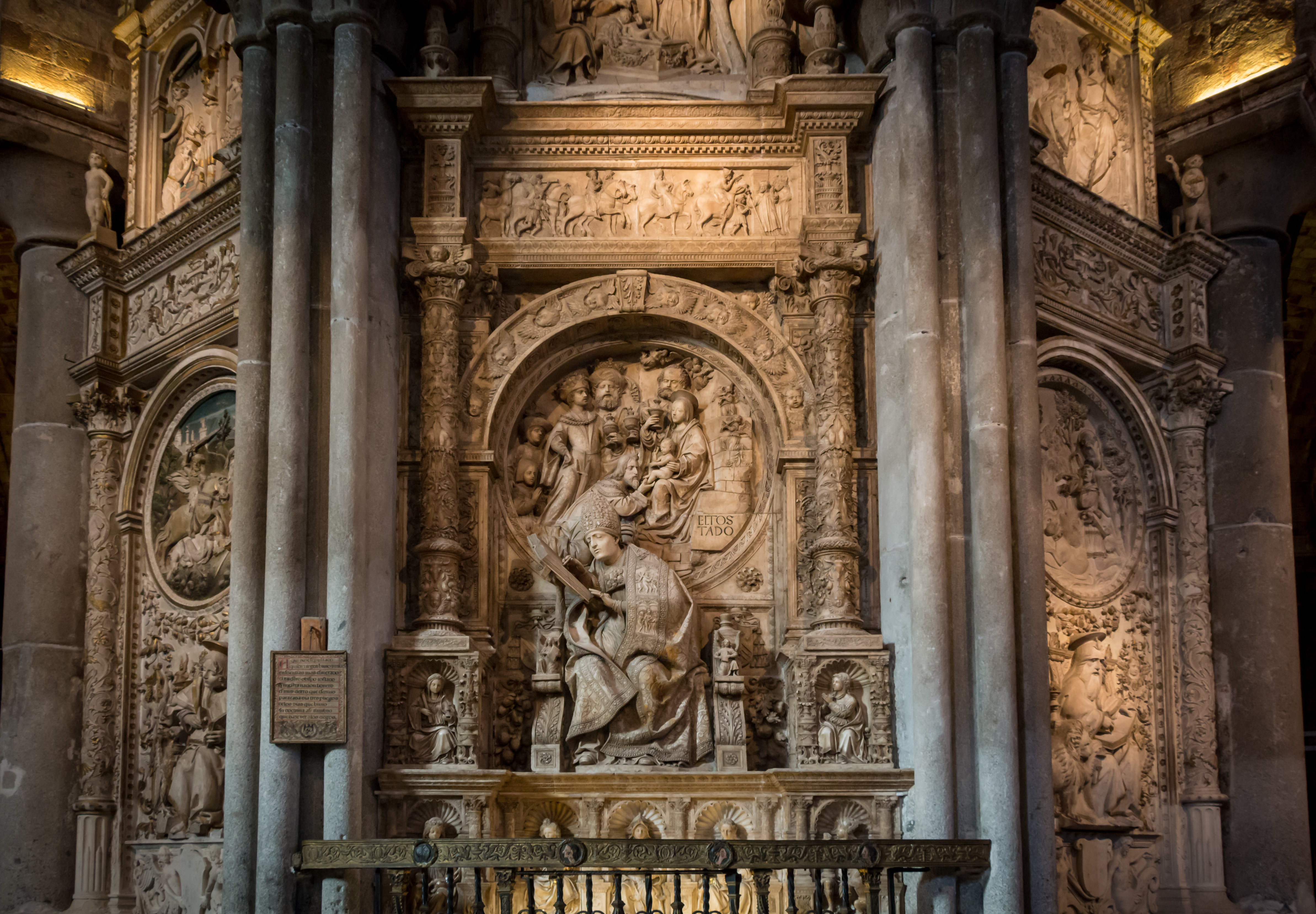
Sepulcro de El Tostado (1520-1524), de Vasco de Zarza
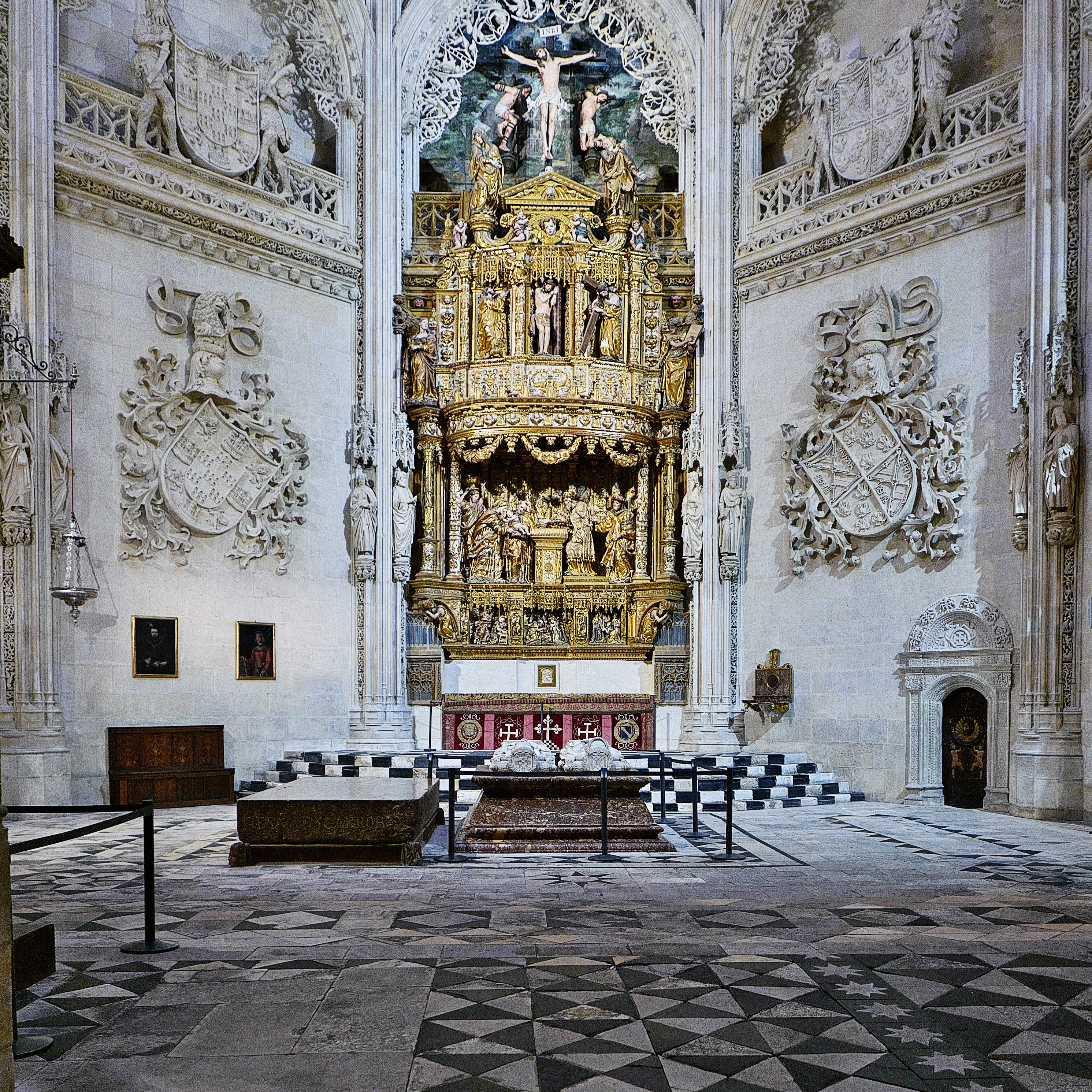
Capilla del Condestable (1524-1525), de Felipe Bigarny en colaboración con Diego de Siloé (catedral de Burgos)
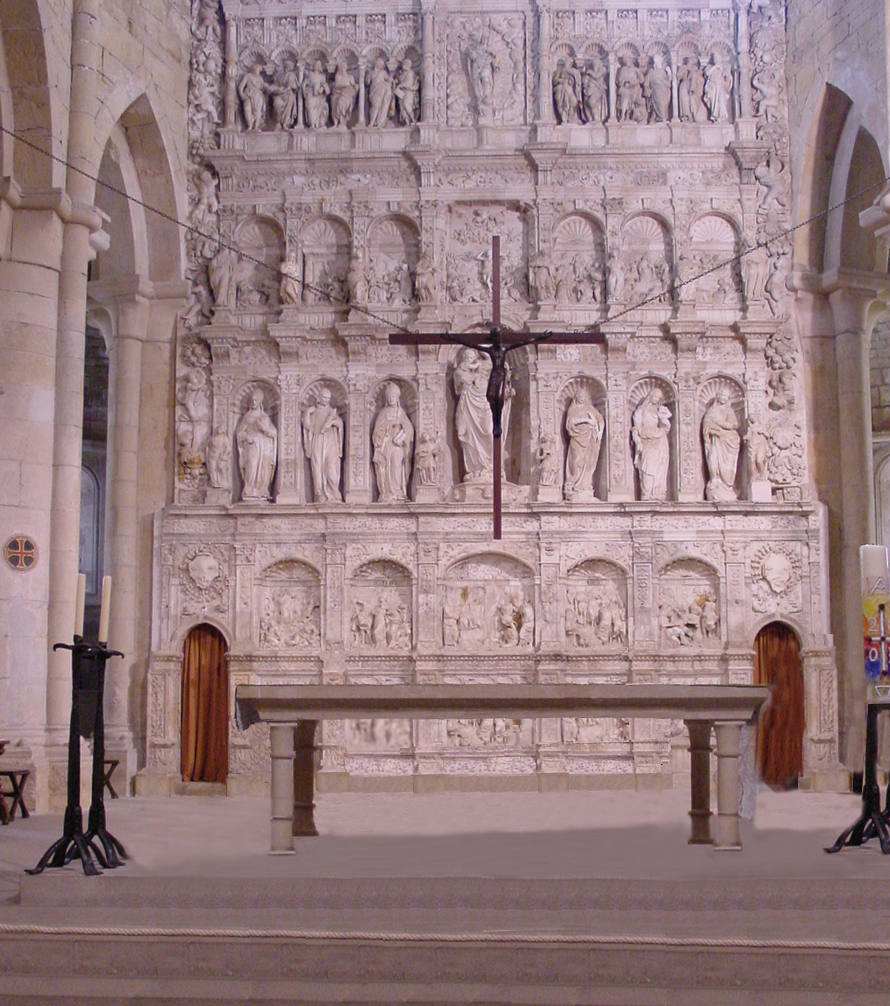
Retablo en alabastro del monasterio de Santa María de Poblet (1527-1529), de Damián Forment
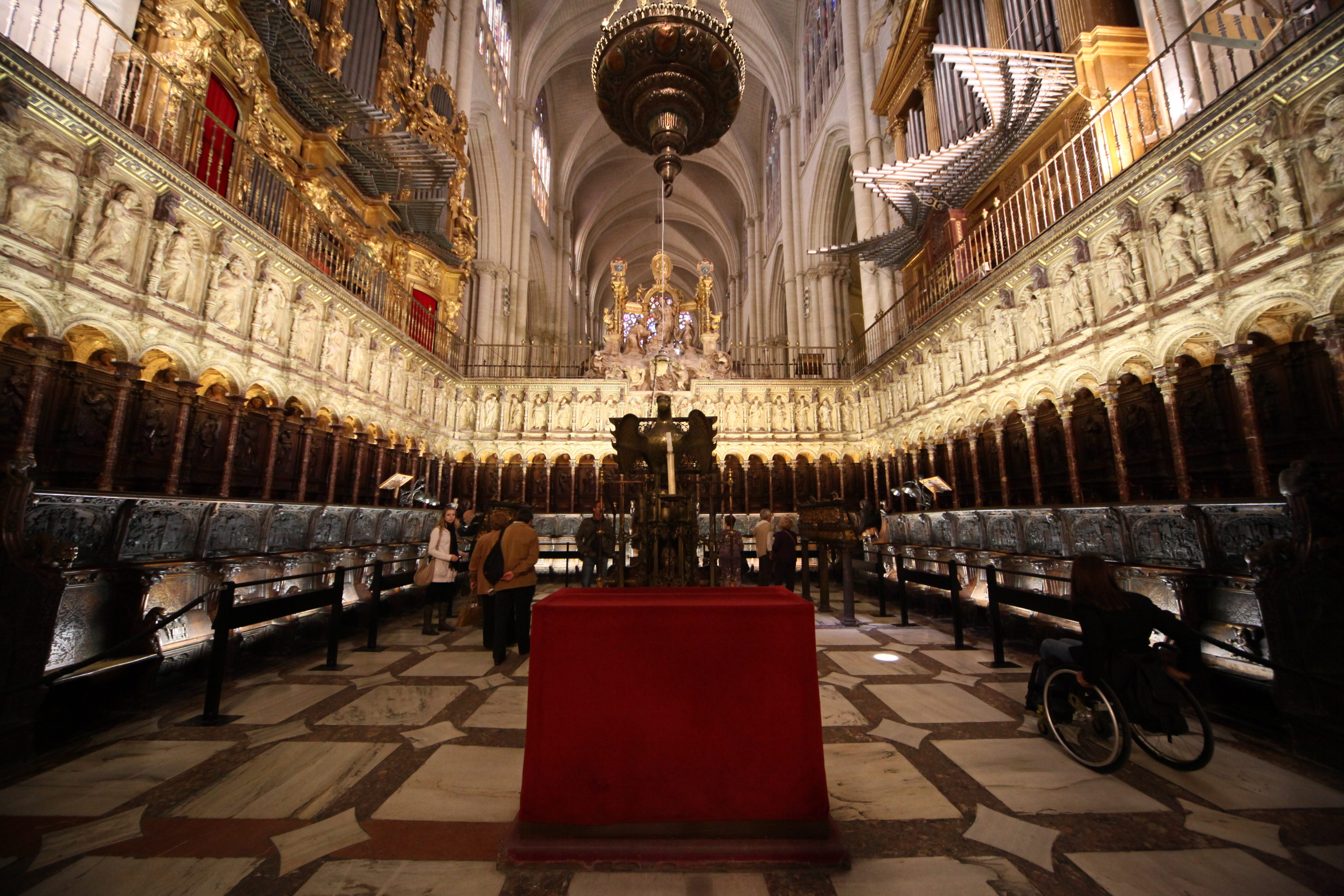
Sillería del coro de la catedral de Toledo (1495-1498 y 1539-1543), obra de Rodrigo Alemán, Alonso Berruguete y Felipe Bigarny
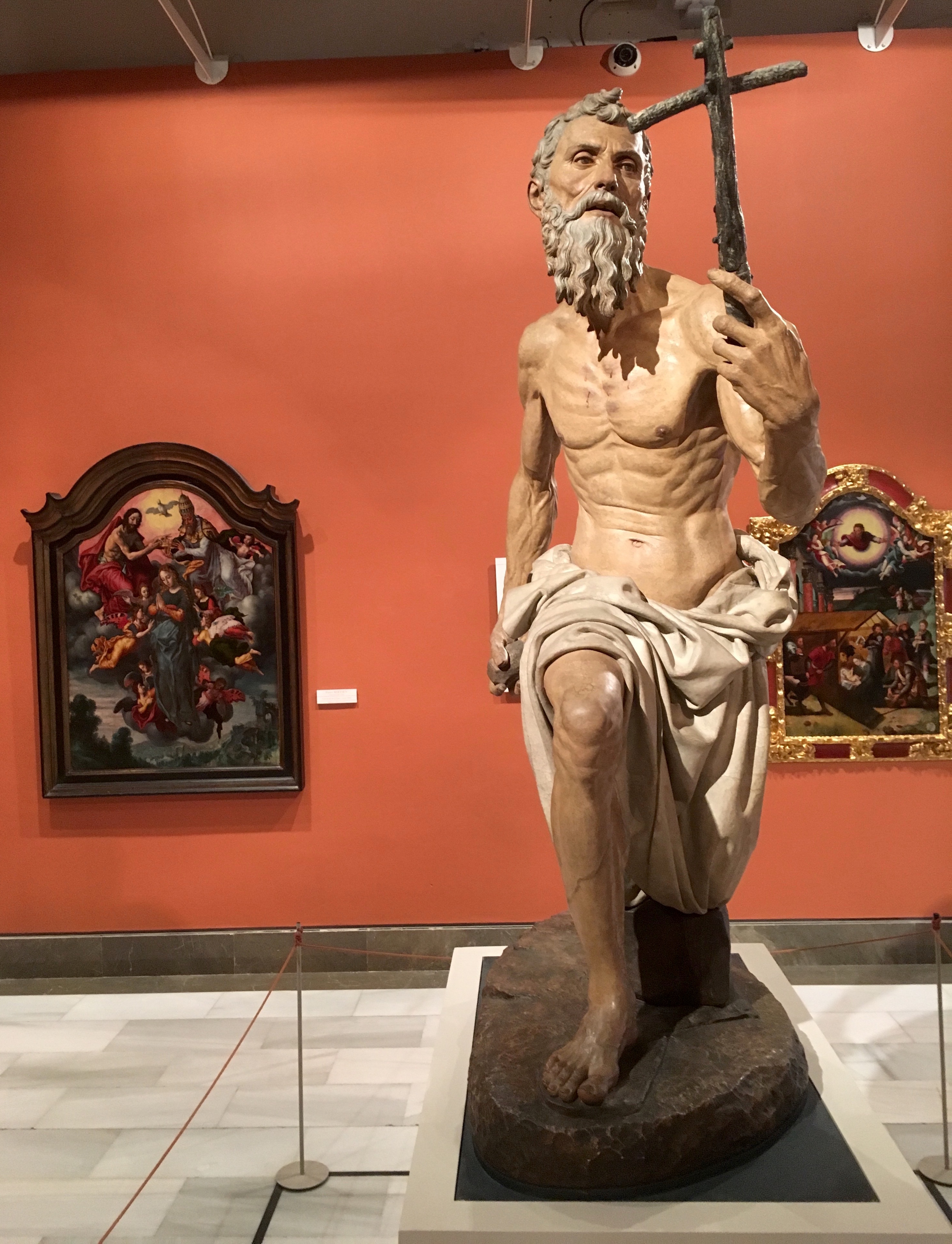
San Jerónimo (ca. 1525), obra maestra de Pietro Torrigiano (Museo de Bellas Artes de Sevilla)[Pe. 1]
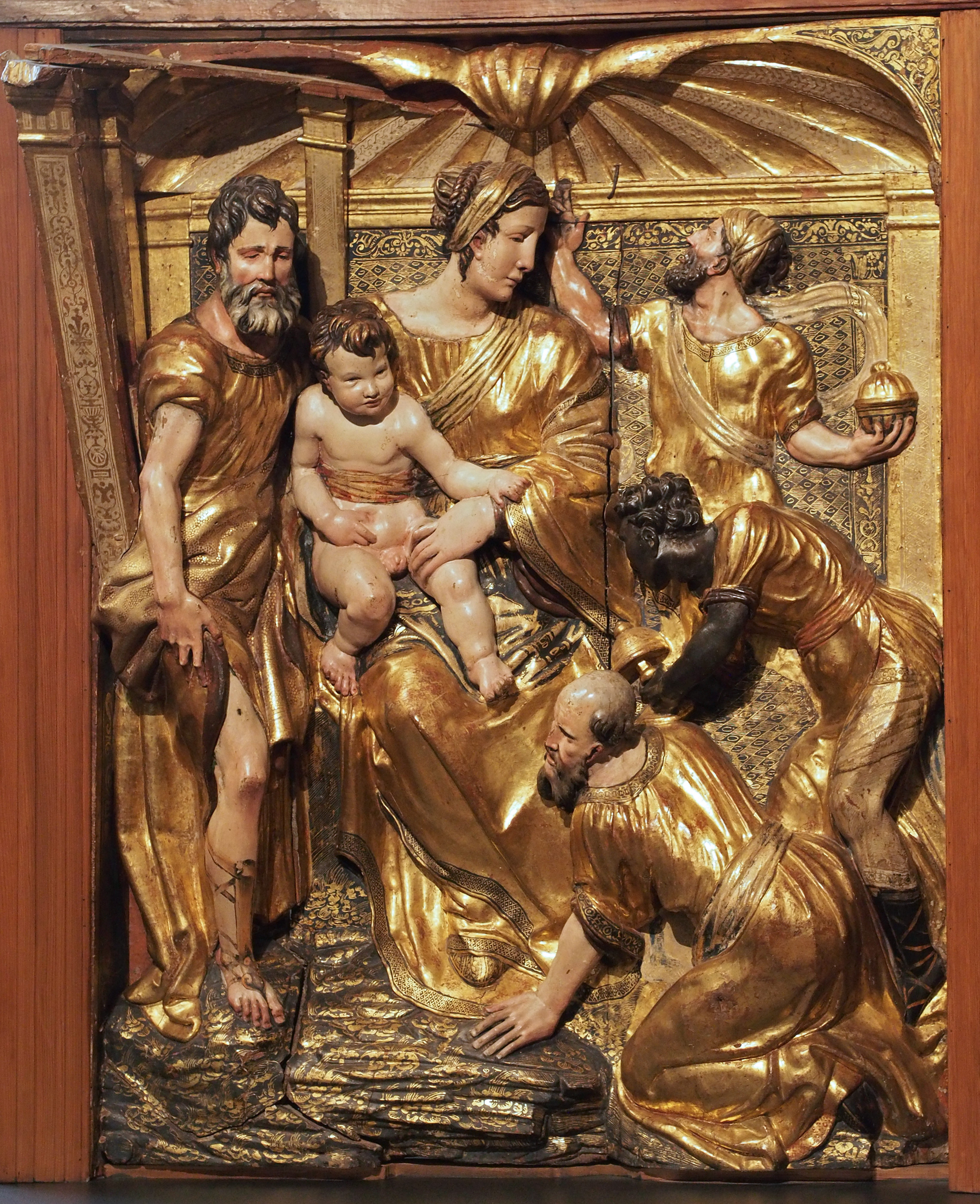
Retablo de San Benito el Real (Valladolid) (1527-1532), de Alonso Berruguete

## Contexto histórico

Escudo pontificio de Su Santidad el papa Calixto III, con las armas de los de Borja o Borgia.

La causa primordial del movimiento renacentista en España se originó en primer lugar por la situación de relaciones económicas y sociales con Italia que desde hacía ya tiempo mantenía la península ibérica por sus dominios en los reinos de Nápoles, Sicilia y Cerdeña, que se acrecentaron con la fijación de la residencia de Alfonso V de Aragón en Nápoles y el papado de la familia de Borja o Borgia de Calixto III (1455-1458) y Alejandro VI (1492-1503) ambos de origen valenciano. Esta situación facilitó la vida artística con un constante intercambio de obras, materiales y artistas con Italia que se fue acrecentado con los Reyes Católicos, Felipe II y a los que se fueron añadiendo durante el reinado de Carlos I, aunque en menor proporción, los procedentes de Francia, Flandes y países germánicos, que huyendo de las guerras de religión, buscaban la prosperidad del reino español. Las aportaciones extranjeras consiguieron enriquecer la experiencia escultórica española hasta convertirla en la gran exuberancia del plateresco, donde la decoración de las fachadas arquitectónicas se cubrían totalmente de elementos escultóricos. Dentro del Renacimiento el plateresco es una variedad puramente española, que se corresponde con el estilo manuelino portugués. Se llama también estilo Reyes Católicos. Se caracteriza por mantener ciertos componentes góticos y mudéjares dentro del hacer renacentista. Las fachadas se esculpen como si fueran retablos y junto al almohadillado típico del Renacimiento se muestran las columnas abalaustradas con grutescos y llenas de decoración. Proliferan los tondos o medallones y los escudos colocados en las claves de las bóvedas y en las enjutas de los arcos. Se trata de un género muy decorativo.

## Religión e ideología

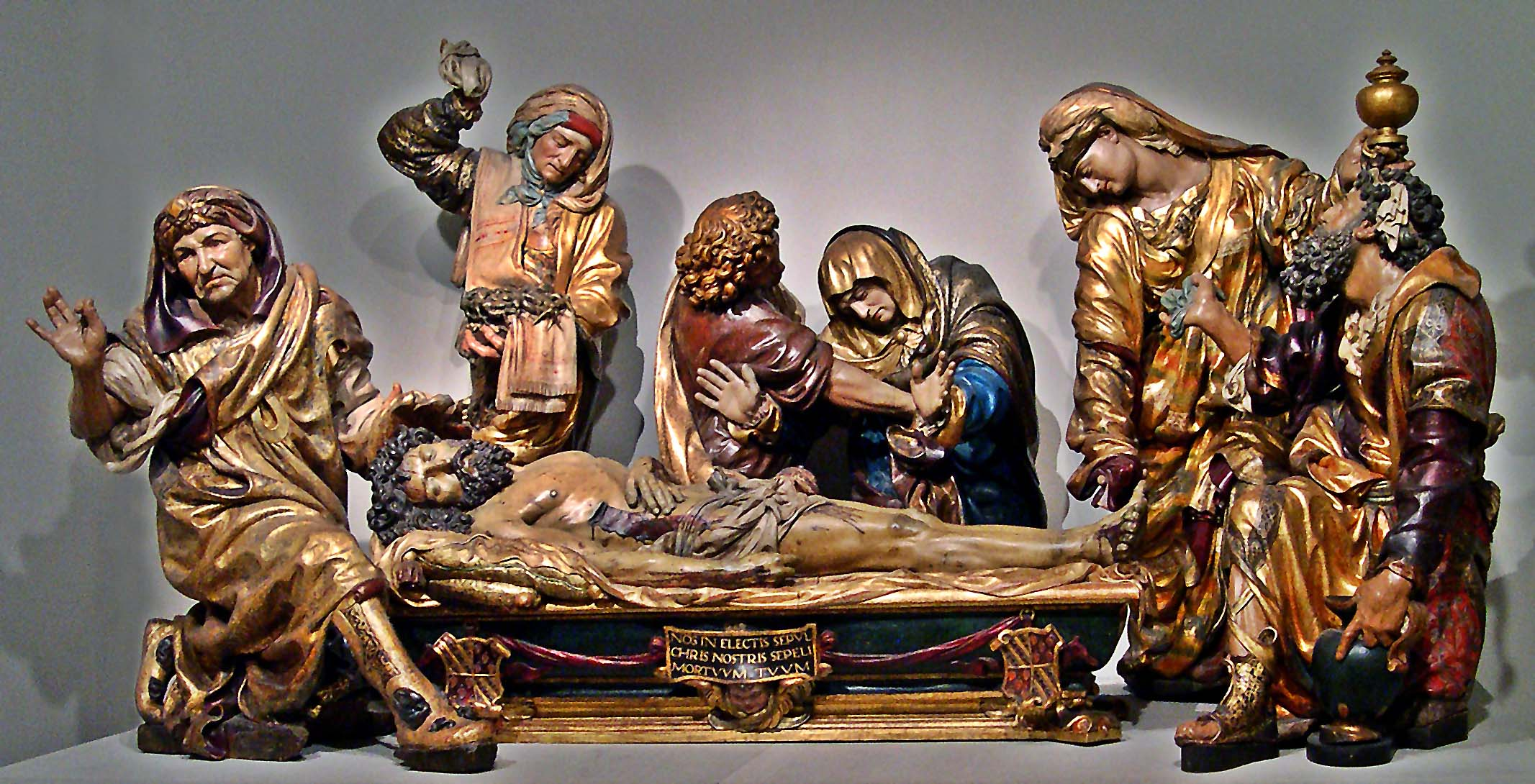
Entierro de Cristo de Juan de Juni.

Desde el principio la influencia de la iglesia hizo que el tema del desnudo en el arte, que se había impuesto en Italia, no tuviera éxito en España donde la escultura se dirigió principalmente hacia temas funerarios o religiosos. La temática era en su mayor parte religiosa, heredera de la imaginería gótica pero con una mayor expresión y conocimiento anatómico del cuerpo humano. Con la evolución de la doctrina de la iglesia, apareció la Reforma y la Contrarreforma donde surgieron nuevas devociones y concepciones teológicas; la iconografía de las imágenes iba cambiando y más tarde, el Concilio de Trento (1545-1563) preconizó una imaginería con rasgos individuales y vestiduras realistas y se pidió a los escultores la creación de imágenes religiosas comprensibles y llanas, para que el pueblo se conmoviera ante su visión. Así surgieron en el Renacimiento grandes grupos escultóricos, entre otros, el tema del Entierro de Cristo que realizaron con gran maestría Juan de Juni en 1541, Martín Díez de Liatzasolo entre 1539 y 1544 y Andreu Ramírez en 1580.

## Características de la escultura renacentista

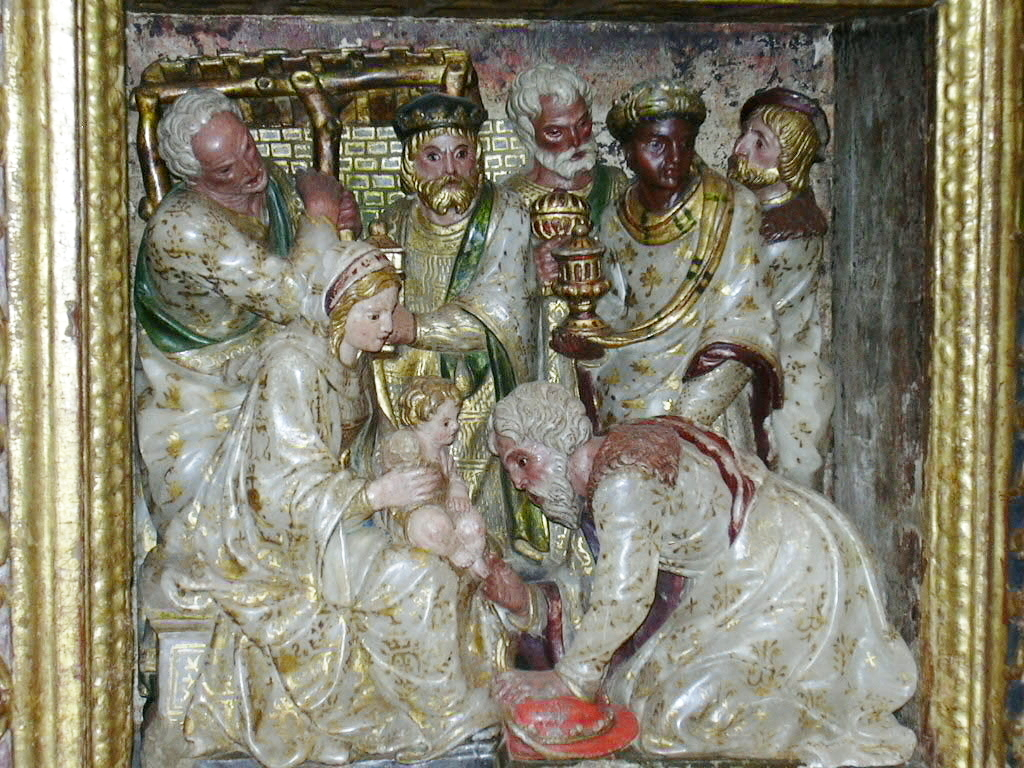
Ofrenda de los Reyes Magos. Detalle del retablo de Santiago en la colegiata de Bolea (Huesca).

Se desarrolló la escultura renacentista española en los géneros de sepulcros, sillerías de coro, imaginería y retablos, en escultura aplicada a la arquitectura y el retrato en círculos de la nobleza. Se combinó el antiguo estilo gótico con el nuevo Renacimiento venido de tierras de Italia, aunque sin la introducción del tema mitológico y mostrando en sus esculturas más los sentimientos anímicos que la belleza formal que daban los escultores italianos.
La piedra fue uno de los materiales empleados más habituales en las fachadas, con un amplio repertorio ornamental de guirnaldas de frutos y follajes, volutas, medallones y grutescos. El mármol y el bronce se utilizaron para obras exclusivas de los grandes comitentes. El material más trabajado y más representativo en el renacimiento español fue la madera con acabado de policromía, cuyo proceso es el de dorado y estofado. Se recubrían con panes de oro las imágenes y los retablos que, aunque encarecían el coste de las obras, lograban un acabado rico y llamativo que se completaba con la aplicación de pintura de color con el que se conseguía el parecido a diversas telas en las vestiduras; en las partes del cuerpo descubierto se aplicaba la «encarnación», consiguiendo un color similar al de la carne. Algunos retablos se hicieron en madera blanca, es decir, madera sin pintar, encerada o barnizada lo mismo que las sillerías de los coros.
Los sepulcros se representaron con la imagen en posición yacente u orante, en construcciones arquitectónicas adosadas a los muros o en monumentos exentos y reflejando el concepto del Renacimiento del «triunfo sobre la muerte» a través de la «Fama», o sea, el recuerdo de las obras realizadas por el difunto, que son narradas normalmente mediante relieves en dichos monumentos funerarios.

## El retablo renacentista
En el siglo XVI se tenía una gran admiración por los retablos existentes anteriores realizados en estilo gótico o hispano-flamenco. Pero dado el cambio de mentalidad y la imposición de las nuevas modas renacentistas los retablos de nueva factura se hicieron ya con esta tendencia y muchos viejos retablos góticos fueron sustituidos por los renacentistas. El retablo se volvió imprescindible y adquirió tal importancia que las catedrales, conventos, iglesias y capillas particulares se poblaron con estas obras artísticas, algunas de dimensiones extraordinarias.
En el Renacimiento se tuvo preferencia por los retablos escultóricos frente a los pictóricos del periodo anterior, aunque en bastantes ocasiones se conjugaron ambas artes. Pintura y escultura necesitaban un soporte arquitectónico que serían los ensamblajes tallados al nuevo estilo en los que trabajaron una serie de escultores-entalladores dando forma al resultado final de la obra. Estos artistas fueron verdaderos profesionales que conocían muy bien su oficio y las nuevas tendencias y que en muchos casos quedaron en la sombra ante la intervención de los grandes genios.

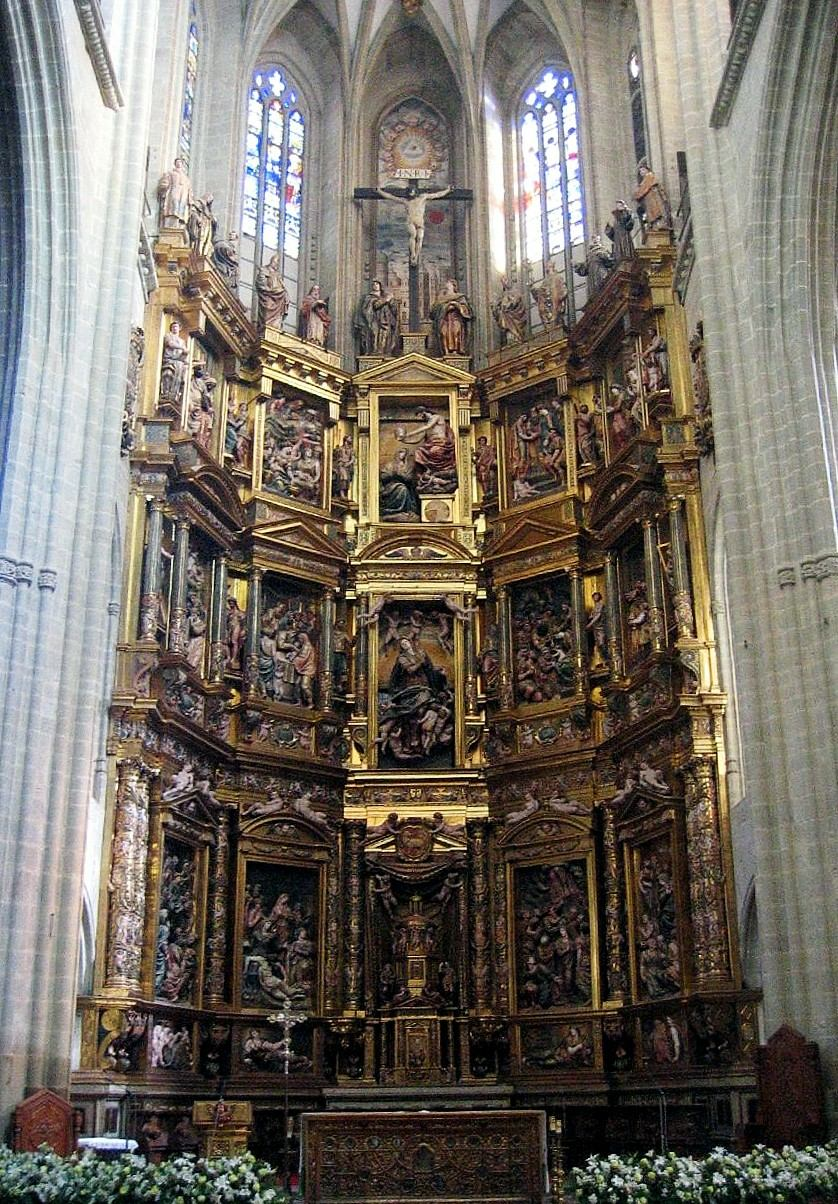
Retablo mayor de la catedral de Astorga, realizado por Gaspar Becerra y obra maestra del Romanismo en España.

En la primera mitad del siglo XVI, los retablos se adaptaron a las formas renacentistas del momento, con adornos de grutescos y mucha y variada ornamentación. A partir de 1558 y con el ejemplo del retablo mayor de la catedral de Astorga, realizado por Gaspar Becerra, se dio un cambio total hacia el romanismo. La arquitectura cambió considerablemente con una estructura mucho más clara una superposición de órdenes clásicos y una limpieza en la decoración.
Los triglifos, las metopas, las cartelas, los atlantes, los niños recostados y los modillones sustituyeron a la profusión de grutescos de la etapa anterior y las columnas clásicas de fuste estriado sustituyeron a las abalaustradas, aunque en muchos casos se dio una supervivencia de ornamentación en el tercio bajo de estas nuevas columnas, a petición de los clientes, si bien el nuevo modelo de ornato ya no es el grutesco sino el rameado (dibujo que representa ramas o ramos vegetales). Los retablos se llenaron además de frontones curvos y triangulares, demostrando el más puro clasicismo. Es importante destacar también la gran relevancia que cobró en esta segunda mitad (y como consecuencia del Concilio de Trento) el espacio destinado al Sagrario. Llegó a ser un cuerpo muy especial dentro del conjunto del retablo, hasta el punto que en la mayoría de los casos se construyó aparte e incluso fue lo primero en realizarse y policromarse.
Disposición de un retablo
Se da siempre una distribución de banco, calles y cuerpos. Pero dentro de esta división hay toda una gama de tipología y de adaptación de los espacios interiores. También depende del tamaño que se le quiera dar.
El primer espacio se ocupa en ocasiones con el llamado sotabanco, que es un basamento de apoyo sobre el que se construye todo lo demás. Ese basamento puede llevar talla o pintura o nada. Sobre el basamento se coloca el banco (o predela), también en horizontal, de una altura bastante menor al resto de los cuerpos. El banco o predela va tallado y dividido en secciones, o bien adornado con tablas pictóricas.
Sobre el banco, las divisiones horizontales se llaman cuerpos, y las divisiones verticales se llaman calles. Esta distribución suele separarse con ayuda de frisos y columnas o columnillas, dejando espacios especialmente preparados para recibir las esculturas. El número de cuerpos es variable y el de calles también. Nunca estuvo reglamentada la conjunción de unos y otras, de manera que se podían dar múltiples resultados plásticos.
Sobre el último cuerpo se coloca generalmente el ático, siempre o casi siempre ocupado por un Calvario. El ático es un coronamiento de menor anchura horizontal que el resto del retablo.
Las calles o divisiones verticales están destinadas por lo general a recibir ciclos temáticos de la Historia Sagrada. A veces entre estas calles puede haber divisiones más estrechas que son las llamadas entrecalles. Era costumbre colocar en las entrecalles esculturas de bulto redondo representando a padres de la Iglesia, evangelistas, apóstoles o patriarcas.
A los lados del retablo a veces van añadidas unas piezas verticales ricamente adornadas, llamadas guardapolvos o polseras. A partir de los años 30 del siglo XVI se fue añadiendo en cada extremo del retablo una columna de orden gigante que recibió el nombre de pulsera (no confundir con polsera).

## Mecenazgo

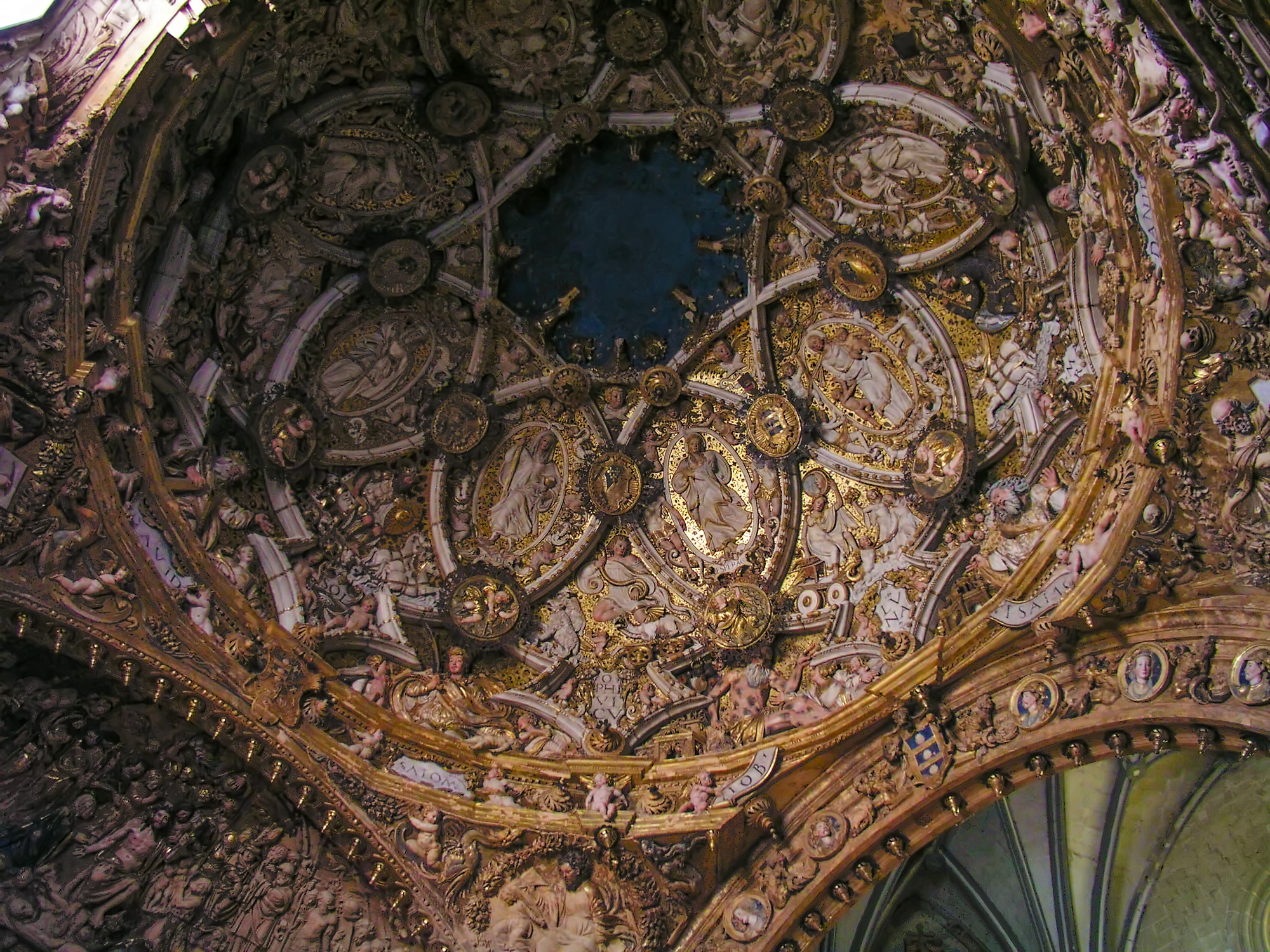
Cúpula de la capilla de los Benavente (mecenas) obra de Jerónimo Corral de Villalpando

Los grandes mecenas de las obras artísticas se inclinaron definitivamente por el nuevo estilo renacentista procedente de Italia. El foco impulsor se detectó en la Corte, especialmente en época de Carlos I. Tomando el ejemplo de la Corte, la nobleza asumió una gran protección y deferencia por las obras de arte. Los Condestables de Castilla, las familias leonesas de Luna y Quiñones, la nobleza del resto de España, asumieron el mecenazgo de obras renacentistas. La alta burguesía o aristocracia local demostró también el gusto por el nuevo arte, patrocinando y haciéndose cargo de capillas funerarias. Un ejemplo de estas capillas es la del comerciante Álvaro Alfonso de Benavente en la iglesia de Santa María de Mediavilla en Medina de Rioseco.

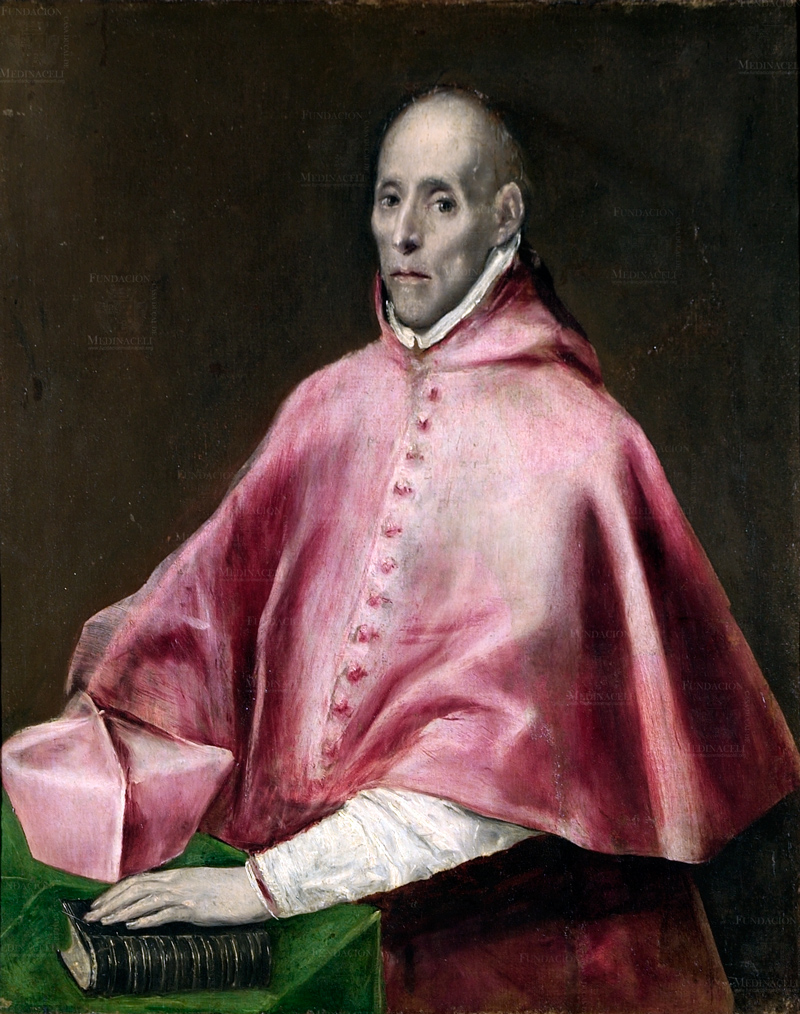
El Cardenal Juan Pardo de Tavera (mecenas), por El Greco

El clero, como en épocas anteriores, siguió siendo el gran mecenas y contratista de obras de arte, siempre con temas relacionados con la religión. No sólo fueron mecenas los altos cargos eclesiásticos (cardenal Mendoza, cardenal Tavera, archidiácono mayor Lluís Desplà i d'Oms, arzobispo Antonio Agustín), sino que hubo una gran demanda por parte de las parroquias rurales que en muchos de los casos alcanzaron a poseer imágenes y esculturas labradas en los más prestigiosos talleres o por la mano de los propios maestros escultores. En los lugares más insospechados, en los pueblos que actualmente pueden parecer muy pobres, se encuentran fácilmente obras de Berruguete, Juan de Juni, Alejo de Vahía, Ordóñez y un sinfín de buenos autores.

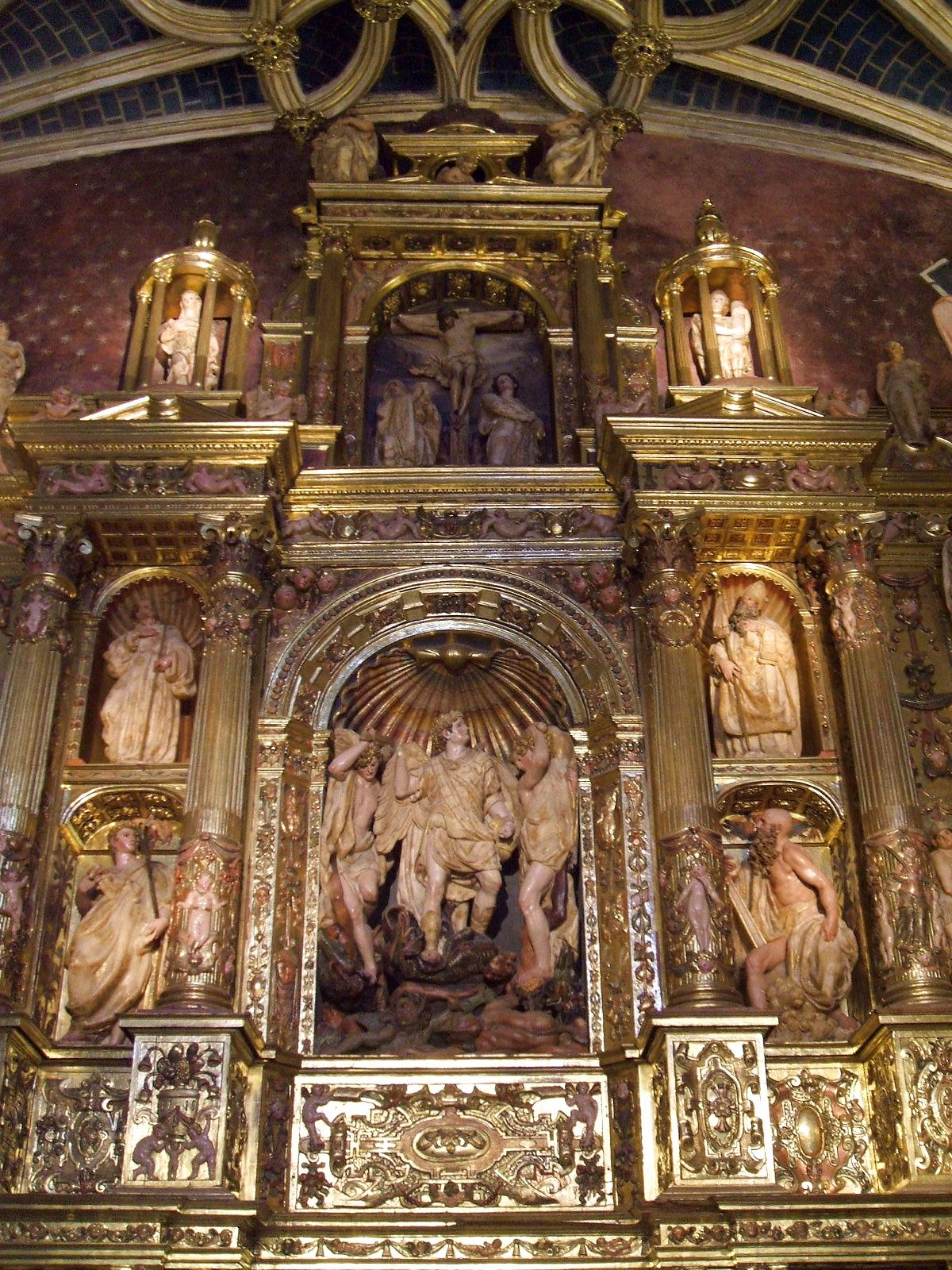
Retablo de la capilla de San Miguel (encargo del banquero Gabriel Zaporta), con escultura de Juan de Ancheta

En la segunda etapa, con el Renacimiento romanista, cuando la obra imperante por excelencia era el retablo, los obispos fueron los principales mecenas y difusores: Diego Sarmiento de Sotomayor fue el promotor del retablo mayor de la catedral de Astorga (realizado por Gaspar Becerra); Francisco Pacheco de Córdoba del retablo de la catedral de Burgos; Pedro de Lafuente (1578-1587), obispo de Pamplona, encargó a Juan de Ancheta un retablo para la iglesia de Moneo (Burgos), de donde era oriundo; Antonio Zapata y Cisneros (1596-1600), también obispo de Pamplona, fue promotor y mecenas del retablo de la catedral de Pamplona (y del templete de plata para la procesión del Corpus); Juan de Muñatones, obispo de Segorbe patrocinó el retablo de Santa Casilda en Santa María de Briviesca (obra de Pedro López de Gámiz), que junto con el de Astorga supuso el lanzamiento y ejemplo a seguir del retablo romanista.
Hubo también algunos mecenas pertenecientes a otras clases sociales: Gabriel Zaporta (banquero), que encargó a Ancheta el retablo de su propia capilla de San Miguel en la Seo de Zaragoza; familia Salamanca, que mandó construir el retablo de la capilla de la Natividad en la catedral de Burgos (fundada como capilla funeraria por Ana de Espinosa, viuda de Pedro González de Salamanca) a los escultores Martín de la Haya y Domingo de Bérriz.

## Primer tercio delsigloXVI
A lo largo de los primeros 30 años del siglo XVI fueron introduciéndose en España las formas renacentistas con obras italianas importadas o hechas por autores italianos residentes en España. Poco a poco fueron apareciendo escultores españoles bebiendo en las fuentes y enseñanzas del Renacimiento italiano.

### Escultores florentinos en España
Durante este periodo trabajaron en España artistas llegados de Italia a los que se les había encargado alguna obra y que demostrando ser unos escultores de primera fila, fueron obteniendo más encargos, de manera que nunca más salieron de la península ibérica. Pertenecientes a este grupo de florentinos fueron los escultores Domenico Fancelli, Pietro Torrigiano y Jacopo Florentino apodado por Vasari el Indaco.

#### Domenico Fancelli

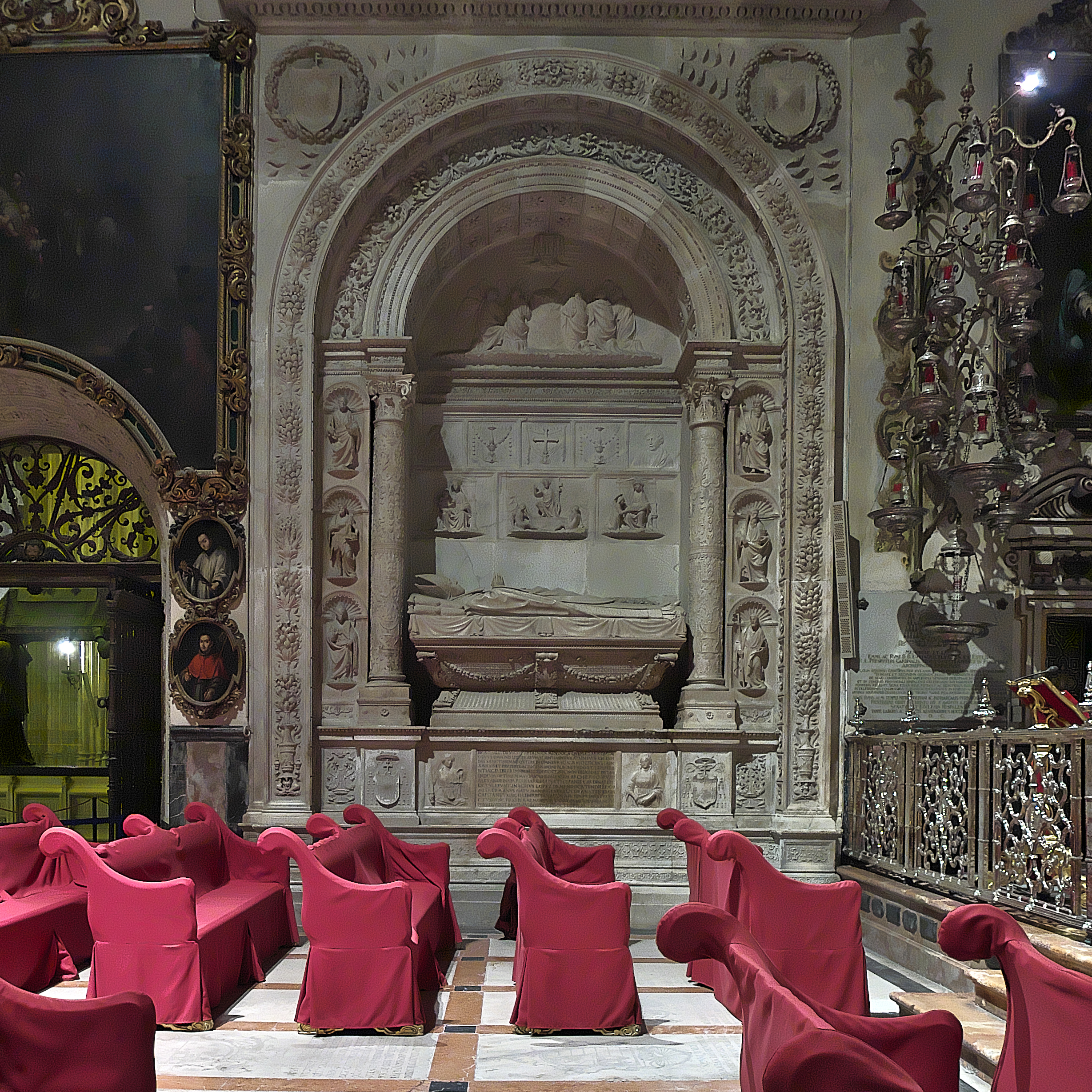
Diego Hurtado de Mendoza y Quiñones. Capilla de la Virgen de la Antigua (Catedral de Sevilla)

Se desconoce bastante sobre su vida en Italia antes de su llegada a España. Perteneció a una familia de escultores y se le supone trabajando y aprendiendo en el taller de su pariente Luca Fancelli, muy cercano al arte de Benedetto da Maiano que probablemente influyó en la manera de hacer los relieves delicados y poco pronunciados.
Por un documento del 7 de agosto de 1508 se sabe que en ese año era vecino de Carrara donde trabajaba como escultor, y que en esos días compró en las canteras 55 carretadas de mármol. Otros documentos le testifican como escultor muy prestigioso y muy relacionado con otros artistas ilustres.
El primer contacto de Fancelli con España fue a través del conde de Tendilla (Íñigo López de Mendoza y Quiñones) que pasó la mayor parte de su vida en Italia. Hizo su primer contrato para esculpir el sepulcro de Diego Hurtado de Mendoza y Quiñones (hermano de Íñigo López de Mendoza y Quiñones), cardenal de España y arzobispo de Sevilla, que había muerto en 1502. Se encuentra en la capilla de la Antigua, de la catedral de Sevilla. Allí fueron trasladados los restos del cardenal en el año 1504. En el centro del zócalo está escrito un epitafio con el resumen de su vida. En hornacinas aveneradas se encuentran las esculturas de San Pedro, San Juan, San Isidoro, San Pablo, Santiago y San Andrés. Sobre el sepulcro está la estatua yacente, esculpida con suaves líneas y planos.
El cabildo de la catedral de Sevilla quedó tan satisfecho con esta obra de Fancelli que llegó a mandar un propio al escultor para convencerle de que se quedara en la ciudad sevillana para hacer futuros trabajos.

[...] hablar con el florentin que hizo el enterramiento del cardenal D. Diego Furtado, para ver si le podían detener que no se vaya, e que quede para facer obra para la iglesia [...]

Pero Fancelli no quiso quedarse en Sevilla y en julio de 1511 partió para Granada donde vivía el conde de Tendilla que de nuevo le propuso un contrato. Proporcionó al escultor un retrato del príncipe don Juan, primogénito de los Reyes Católicos que le serviría para esculpir su sarcófago. Desde Granada marchó a Carrara donde adquirió 25 carretadas de mármol para su nueva obra, que terminó a finales del año 1513. El sepulcro está situado bajo el altar mayor de la iglesia de Santo Tomás de la ciudad de Ávila, en lugar preferente. Las paredes son en talud, en tronco piramidal, como la tumba del papa Sixto IV realizada por Pollaiuolo. Sobre el lecho de esa pirámide truncada está la estatua yacente. A los pies hay un epitafio en que se describe de forma resumida la vida y cualidades del príncipe, fallecido a los 19 años, en 1497.

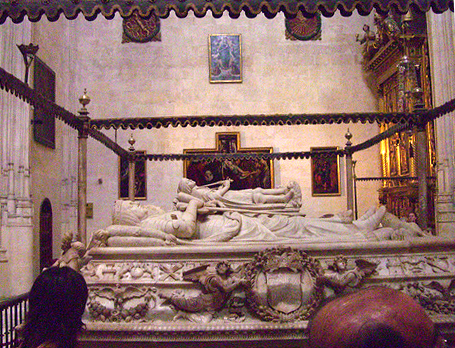
Sepulcro de los Reyes Católicos en primer término. Al fondo el de Felipe el Hermoso y Juana de Castilla.

Tras el éxito de esta obra, Fancelli recibió el encargo más importante de su vida: el sepulcro de los Reyes Católicos para la Capilla Real de Granada. Para su realización, el artista viajó otra vez a Carrara, labrando allí los mármoles, empleando en la empresa varios años. En 1517 regresó a Granada donde trabajó varios meses en retocar y terminar el sepulcro.
La fama de Fancelli se extendió por toda España. Los albaceas del Cardenal Cisneros quisieron también para la tumba de este personaje una obra semejante en calidad y belleza para colocarla en la capilla de San Ildefonso, en Alcalá de Henares. Como en otras ocasiones, el escultor emprendió el viaje a Carrara, pero estando en Zaragoza enfermó gravemente y murió. Sin embargo ya había diseñado el monumento cuyas trazas se encargó de seguir el escultor Bartolomé Ordóñez.

#### Pietro Torrigiano
Escultor italiano, de vida borrascosa y temperamento impulsivo, según Giorgio Vasari, apareció en la ciudad española de Granada en 1521, tras una larga estancia en Inglaterra, pasando luego a Sevilla. No está muy claro el por qué llegó hasta España, aunque se supone que lo hizo al enterarse de la gran demanda de obras renacentistas italianas que había en este país.
En Sevilla hizo un busto de barro retratando a la emperatriz Isabel, que fue un encargo con ocasión de su boda en 1526. El busto está desaparecido pero se tiene noticia de él gracias a la descripción del pintor y humanista Francisco de Holanda. Según Vasari, el escultor realizó en esta ciudad varios trabajos en barro cocido, citando entre ellos dos crucifijos perdidos, uno de ellos para el monasterio de San Jerónimo de Buenavista, ubicado en las afueras de Sevilla. Antonio Palomino (pintor y tratadista), recoge la información de Vasari, diciendo del Crucifijo de barro que es «cosa estupenda». Pero Juan Agustín Ceán Bermúdez decía de estos crucifijos, y de la Virgen con el Niño que según Vasari habría hecho para el mismo monasterio, que no se conservaban y no había en Sevilla «ni aun tradición de haberlas habido jamás».
En el Museo de Bellas Artes de Sevilla se conserva también una imagen de la Virgen con el Niño en barro cocido y. al parecer, a pesar de lo afirmado por Ceán Bermúdez, procedente del citado monasterio jerónimo, atribuida a Torrigiano; está sentada de frente, con la mirada distraída y con aspecto de frialdad, cosa que puede extrañar viniendo de un escultor tan vehemente en la vida real. Otra figura de la Virgen se conserva en la Universidad de Sevilla, aunque hay críticos que la consideran una copia. El duque de Arcos le encargó otra escultura de la Virgen que, según Vasari fue el motivo del desenlace final y fatal de la vida del escultor. Cuando el duque pagó la obra lo hizo en dinero suelto (muchas monedas), dando la impresión de que era mucho. Pero cuando Torrigiano se dio cuenta del valor de las monedas lo consideró un ultraje y en un arrebato de cólera hizo pedazos su obra con un hacha. El duque lo acusó de hereje ante la Inquisición y fue arrestado y conducido al calabozo donde murió después de una huelga de hambre en 1522, según cuenta Vasari. Sin embargo, existe constancia documental de que el artista vivió hasta 1528.

#### Jacopo Florentino
Fue el tercero de los escultores renacentistas que llegaron desde Florencia para trabajar en España. Además de escultor llegó a ser un buen pintor, excelente arquitecto y reconocido maestro. Vasari escribió también su biografía que no coincide en algunos datos con los archivos y documentos españoles. Vasari asegura que este escultor murió en Roma; debió confundirse con un hermano del artista, Francisco, y mezclar así sus biografías. De Jacopo Florentino (o Torni), de su estancia y muerte en España se tiene bastante noticia y documentación a través de su propio hijo Lázaro de Velasco, que también habla de su tío, micer Francisco el Indaco, hermano menor de Jacopo.
Como escultor dejó en Granada el grupo de la Anunciación en la capilla Real de la catedral. Está realizado en piedra policromada; son de destacar los ricos y abundantes pliegues de las vestiduras. Se considera esta obra como una de las joyas de la escultura renacentista en España, del primer tercio del siglo XVI. Otra buena escultura es el Entierro de Cristo, con la técnica del estofado, que estaba colocada sobre un rico frontal de mármol labrado con bajorrelieves en el claustro del que fue convento de San Jerónimo en Granada. (Hoy este edificio es el museo de Granada). Se le atribuye también un Crucifijo llamado de San Agustín, de anatomía muy estudiada.

### Obras importadas de Italia

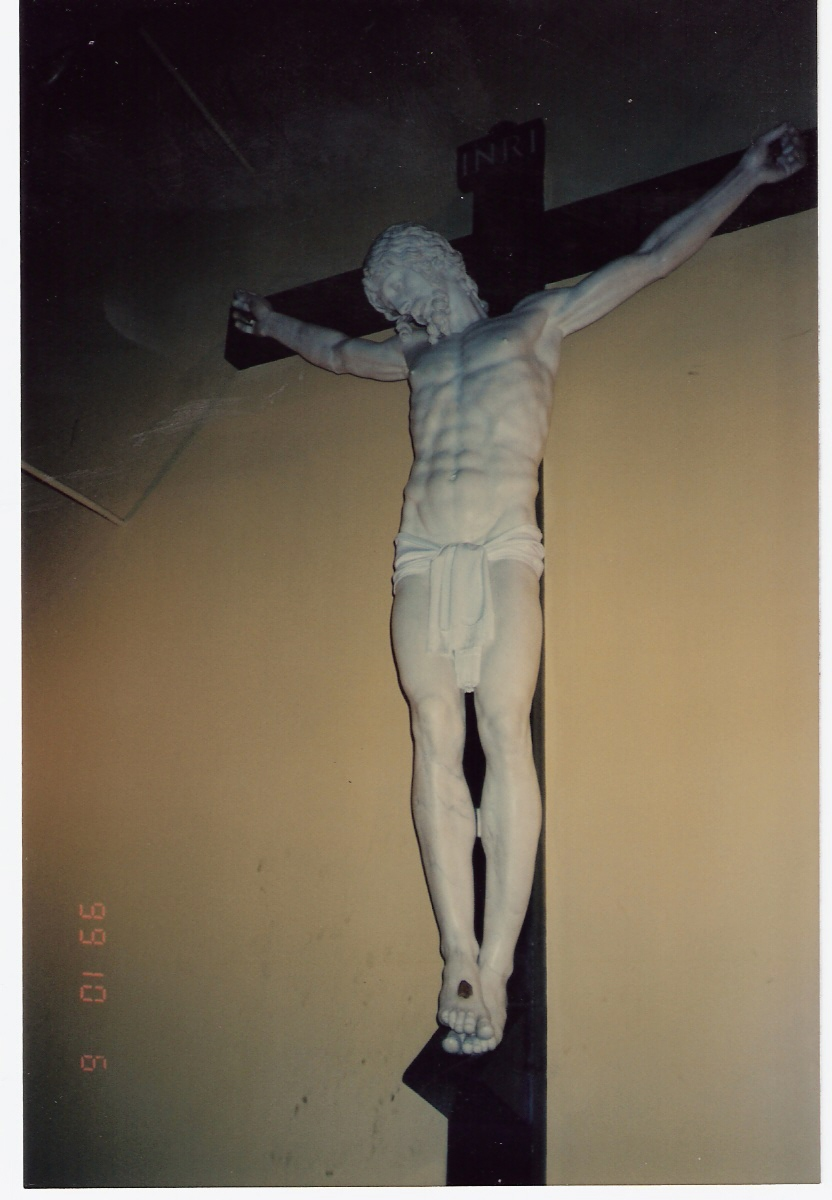
Crucifijo de Benvenuto Cellini

La escultura renacentista había calado fuertemente en toda la Península de forma que la demanda fue cuantiosa. Se encargaban obras a determinados artistas pero sobre todo las peticiones fueron hechas a los distintos talleres italianos de donde llegó un buen número de esculturas y relieves destinados a diversas ciudades españolas. Se hicieron famosos los talleres de la familia Robbia en Florencia, Gazini y Aprili en Génova y los talleres de Nápoles.
Se pueden dar algunos ejemplos representativos de estas obras que llegaron desde Italia a petición de mecenas y promotores:
- San Juanito de la Capilla del Salvador en la ciudad de Úbeda, esculpido en el taller de Miguel Ángel.
- Relieves y retablo de cerámica vidriada para la catedral de Sevilla, provenientes del taller de la familia Robbia. Algunas de estas obras se conservan en el museo de Madrid.
- Relieves en alabastro procedentes de Florencia de la Virgen y el Niño, de carácter donatelliano y que se encuentran en las catedral de Gerona, Badajoz y Segorbe.[13]
- Elementos de decoración importados para el castillo de la Calahorra y para el de Vélez Blanco.
- Desde Venecia  y para la catedral de Badajoz, se importó una lauda sepulcral de bronce de Lorenzo Suárez de Figueroa y Mendoza, que se atribuye al escultor veneciano Alejandro Leopardi.[14]

- Crucifijo de Benvenuto Cellini del año 1562, que fue regalado por Francisco I de Médici a Felipe II en 1576 y se encuentra en Monasterio de El Escorial.[13]
- Decoraciones varias añadidas en diversos edificios: puertas, fuentes, ventanas, columnas, etc.

#### Sepulcros marmóreos importados de Italia

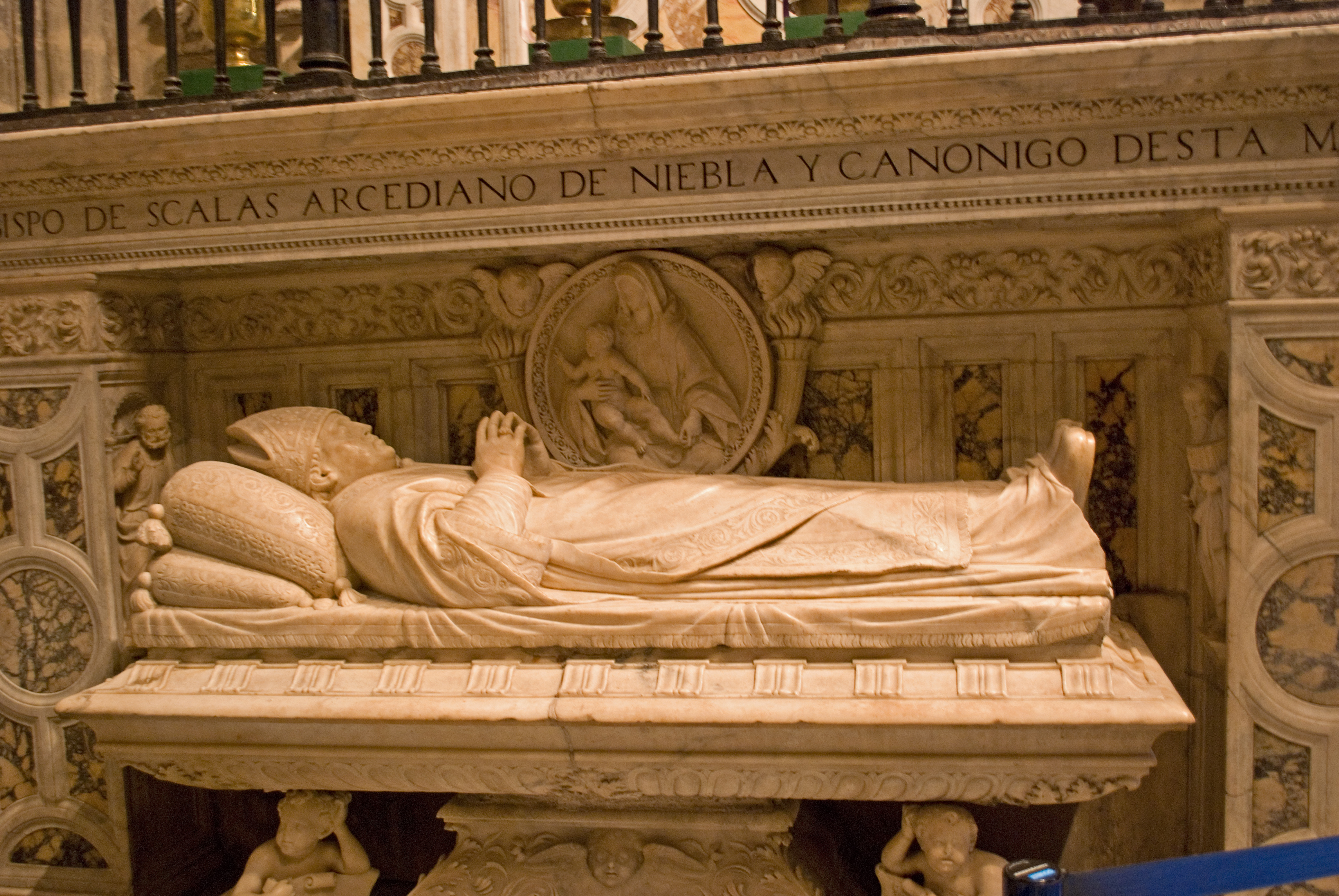
Cenotafio sin enterramiento del canónigo Baltasar del Río, obispo de Scala (Salerno), en la catedral de Sevilla, de 1521.

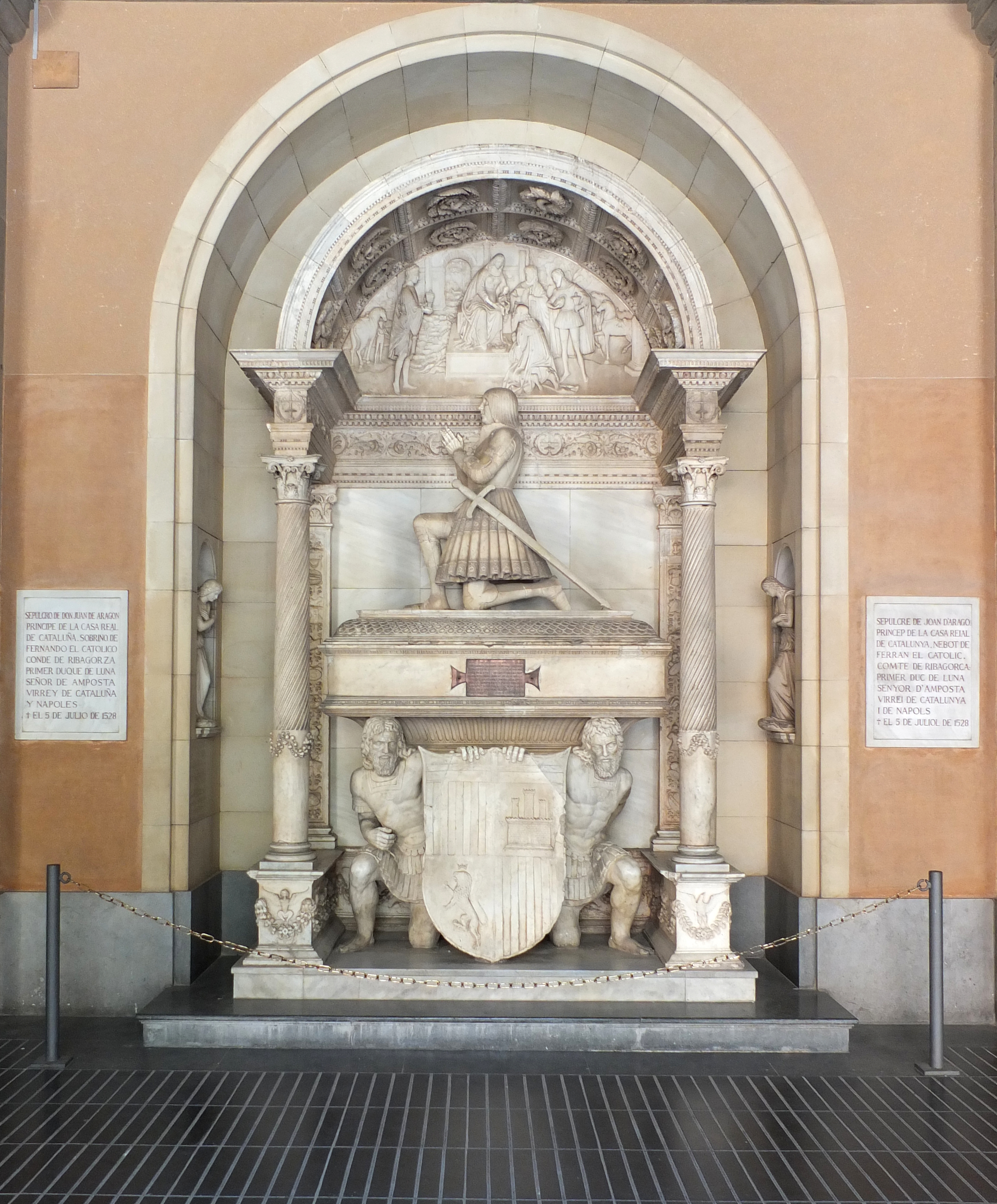
Sarcófago de Juan II de Ribagorza.

La introducción de tipologías renacentistas italianas tuvieron que ver con las importaciones de obras ejecutadas en ese país, a pesar de que fueron de diversa índole, como medallones, retratos, incluso patios con sus columnas y portadas palaciegas como las del castillo de la Calahorra en la provincia de Granada; el tema de mayor importación fue el de los sepulcros.
Entre 1493 y 1504 fue realizado el sepulcro del cardenal Pedro González de Mendoza, para la catedral de Toledo, con una estructura de arco de triunfo de tipo romano. Su autoría es desconocida como también se duda si fue importado o realizado por un escultor italiano in situ.

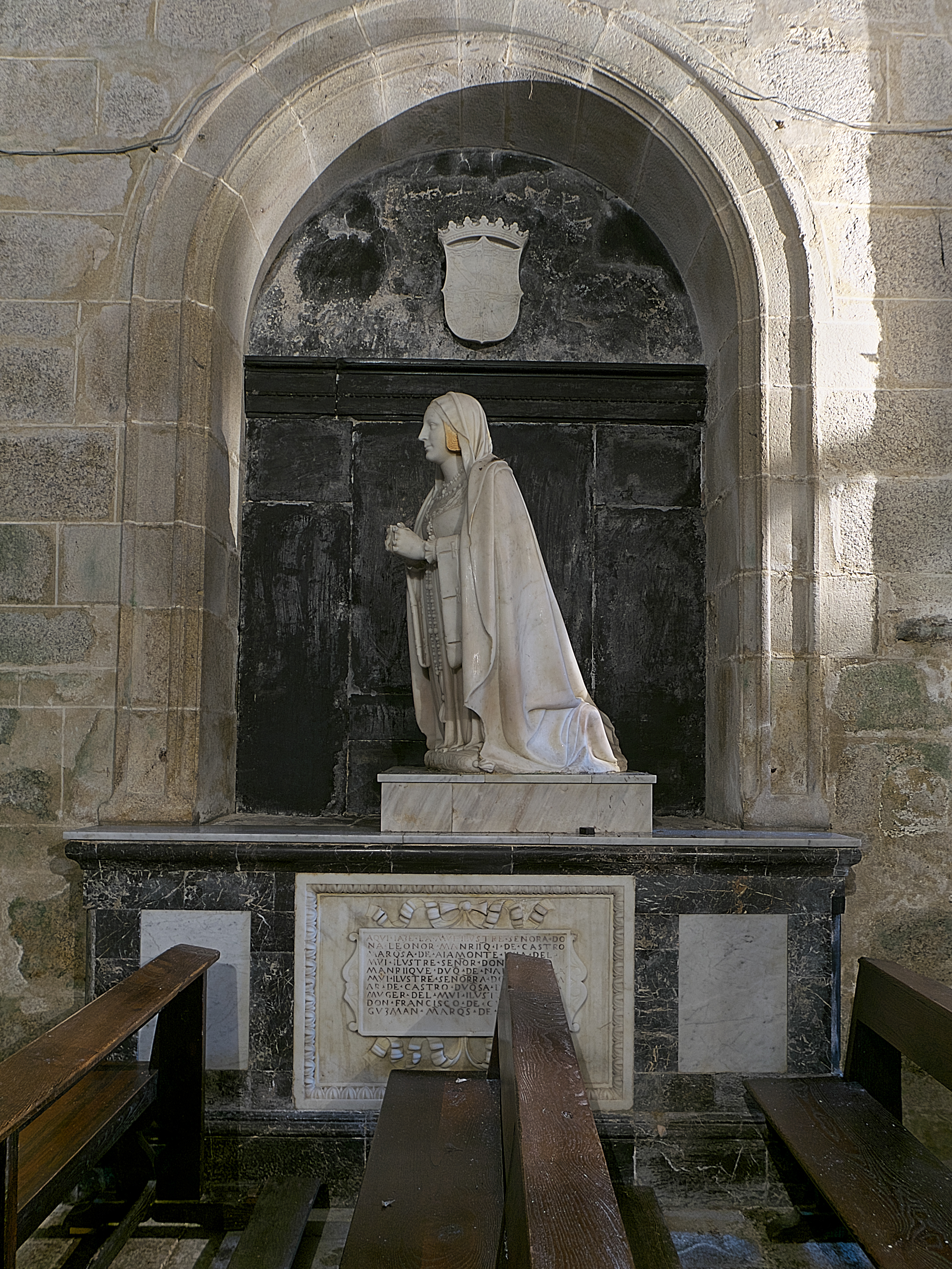
Estatua orante, mármol de Carrara, de Leonor Manrique de Lara y Castro, esposa de Francisco de Zúñiga y Pérez de Guzmán (Santiago de Compostela). Autor Antonio María Aprile

El taller Gazzini y Aprile de Génova exportó grandes mármoles labrados para la nobleza española. Los sepulcros de Pedro Enríquez y Catalina de Ribera para la cartuja de las Cuevas de Sevilla (1520), con motivos lombardos, presenta unas escenas con alusión a la Redención y otras escenas con las buenas obras realizadas en vida por los difuntos. Es un monumento adosado con arco triunfal y con clara inspiración en la tumba del papa Paulo II situada en las grutas vaticanas, bajo la basílica de San Pedro de la Ciudad del Vaticano. También de talleres genoveses son los sepulcros de Fray Francisco Ruiz obispo de Ávila del año 1524; esta obra que se encuentra desaparecida, tenía la figura del yacente bajo cortinajes sostenidos por ángeles y tres figuras representando las Virtudes. Otras obras son el sepulcro de Baltasar del Río, obispo de Scala (Salerno) que se encuentra en la catedral de Sevilla y en el convento de San Francisco de esta ciudad los sepulcros de los marqueses de Ayamonte, en el que se presenta a los marqueses como estatuas orantes.
Los sepulcros procedentes de Nápoles tienen en común el hecho de que los personajes habían tenido cargos políticos en esa ciudad y por lo tanto habían vivido en ella. Uno de los primeros encargos fue el construido hacia 1508 para el sepulcro de Juan II de Ribagorza situado en el monasterio de Montserrat y que representa al fallecido en actitud orante; bajo la urna se encuentran dos atlantes mostrado su escudo de armas. 
Realizado en 1525 por el escultor Giovanni da Nola, se importó a Bellpuig en Lérida, el sepulcro de Ramón Folc de Cardona-Anglesola, que había sido virrey de Nápoles. Muestra una estructura de arco triunfal donde se encuentra la urna con el virrey vestido de guerrero y en la base se ven esculpidos relieves de sus hazañas militares. Unos medallones representan la Gloria y la Fama; hay otras figuras en ambos lados de la Piedad y la Paz. Se remata en el ático con una imagen de la Virgen con Niño.

### Primera generación de artistas españoles. Escultura castellana
En este periodo destacaron tres escultores, algunas de cuyas obras están todavía a caballo entre los elementos góticos y la moda renacentista. Son Vasco de la Zarza, muerto en 1524, Felipe Vigarny, muerto en 1543 y Bartolomé Ordóñez, muerto en 1520. A este grupo habría que añadir a Diego de Siloé que aunque tuvo una corta producción escultórica al dedicarse más extensamente a la arquitectura, dejó huella con sus importantes trabajos.

#### Vasco de la Zarza

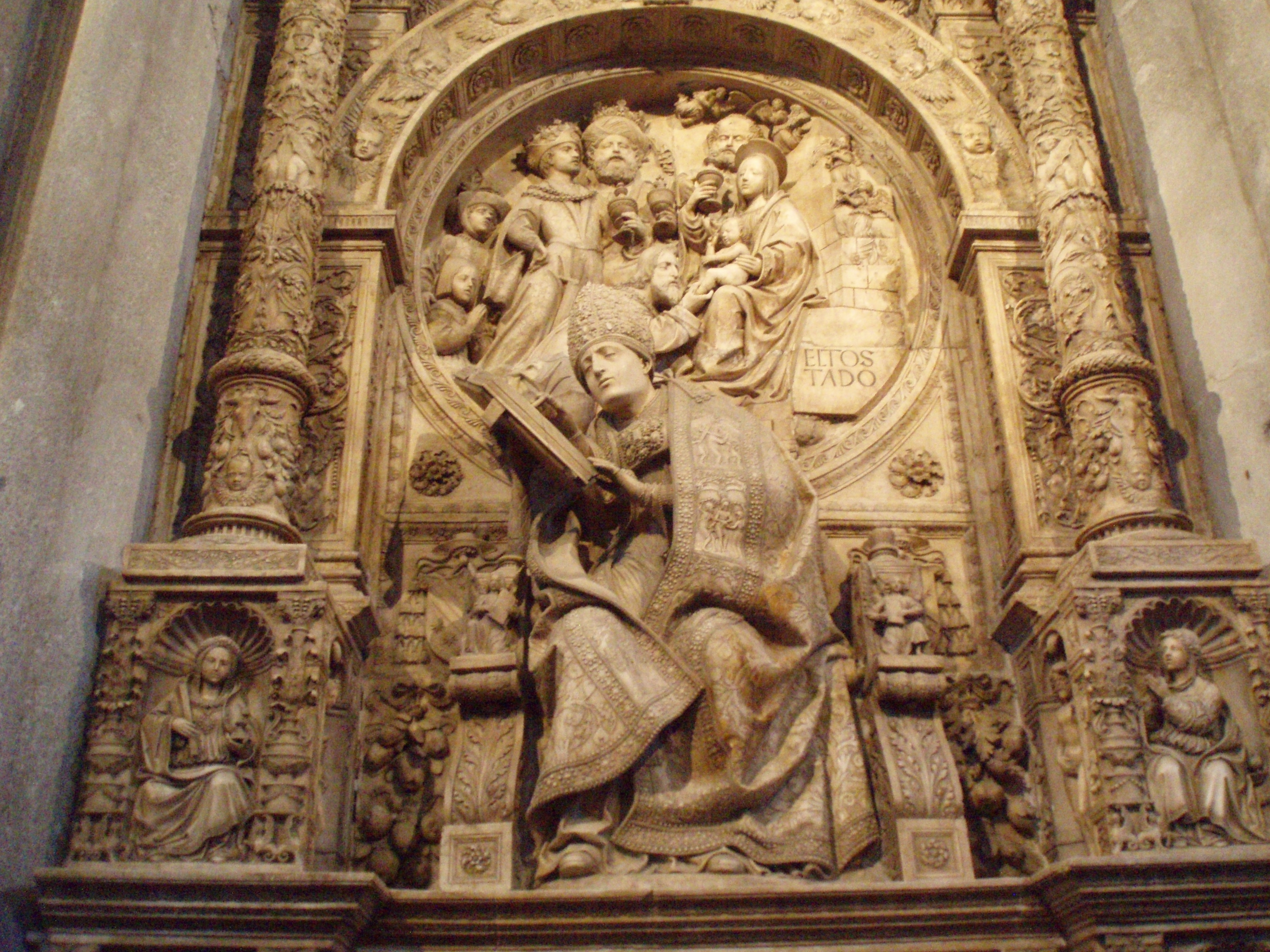
Detalle central del sepulcro de Alonso Fernández de Madrigal, obra de Vasco de la Zarza.

Este artista, ejemplo del Renacimiento temprano, fue sobre todo un decorador, muy influenciado por las formas ornamentales del quattrocento de los maestros escultores de la Cartuja de Pavía. Trabajó con Alonso Berruguete en el retablo del Monasterio de Santa María de la Mejorada de Olmedo (Valladolid). Sus obras ejemplares son:
- Sepulcro del obispo Alonso Carrillo de Albornoz (muerto en 1364) para la capilla de San Ildefonso en la catedral de Toledo.
- Sepulcro de Alonso Fernández de Madrigal (el Tostado), en la catedral de Ávila con decoración del trascoro, lugar donde se encuentra este monumento. Es obra de 1518.
- Sagrario del altar mayor de la catedral de Ávila donde muestra una gran influencia italiana.
- Retablo de la iglesia del convento de La Mejorada de Olmedo (Valladolid) en colaboración con Berruguete. Este retablo se encuentra ahora en la capilla del Colegio de San Gregorio (Museo de Escultura) de Valladolid.

#### Vasco de la Zarza y la escuela de Ávila
Al morir Vasco de la Zarza en 1524 sus discípulos y seguidores continuaron su labor. La escuela de Ávila con este escultor al frente es quizás la que mejor refleja la estética del plateresco español fundido con el incipiente Renacimiento. Hubo una tendencia a cubrir las superficies llenándolas de ornamentación plateresco-renacentista. Los discípulos de Vasco de la Zarza, representantes de la escuela de Ávila, trabajaron en equipo y tal vez sea ésta la razón por la que exista tal cantidad y variedad de ornamentos en sus obras.

#### Juan Rodríguez
Fue el más representativo de los discípulos de Vasco de la Zarza y el máximo representante de la escuela de Ávila. Su obra maestra fue el retablo de la iglesia del  monasterio de El Parral de Segovia, (1528). Se trata de un retablo gigantesco que llega a alcanzar la altura de las bóvedas, en el que se reparten escenas bíblicas, columnas, frisos, y gran profusión de ornamentos cubriendo materialmente toda la superficie. Las otras obras de encargo para esta iglesia fueron los sepulcros de los fundadores y patronos de la capilla mayor:
- Sepulcro de Juan Fernández Pacheco (marqués de Villena)
- Sepulcro de María de Portocarrero su esposa)

Lo mismo que ocurre con el retablo, estas obras están profusamente adornadas; son sepulcros en arcosolio, con las estatuas de los fundadores arrodilladas, labradas las paredes del fondo con los temas del Llanto sobre Cristo muerto y la Piedad. Abundan las cabezas de angelitos, representaciones de monjes y santos, veneras, columnas, balaustres, escudos, hojarasca y molduras.
Trabajó también en la catedral de Ávila junto con Lucas Giraldo. De 1529 es el Altar de Santa Catalina de dicha catedral, de influencia claramente italiana.

#### Felipe Vigarny

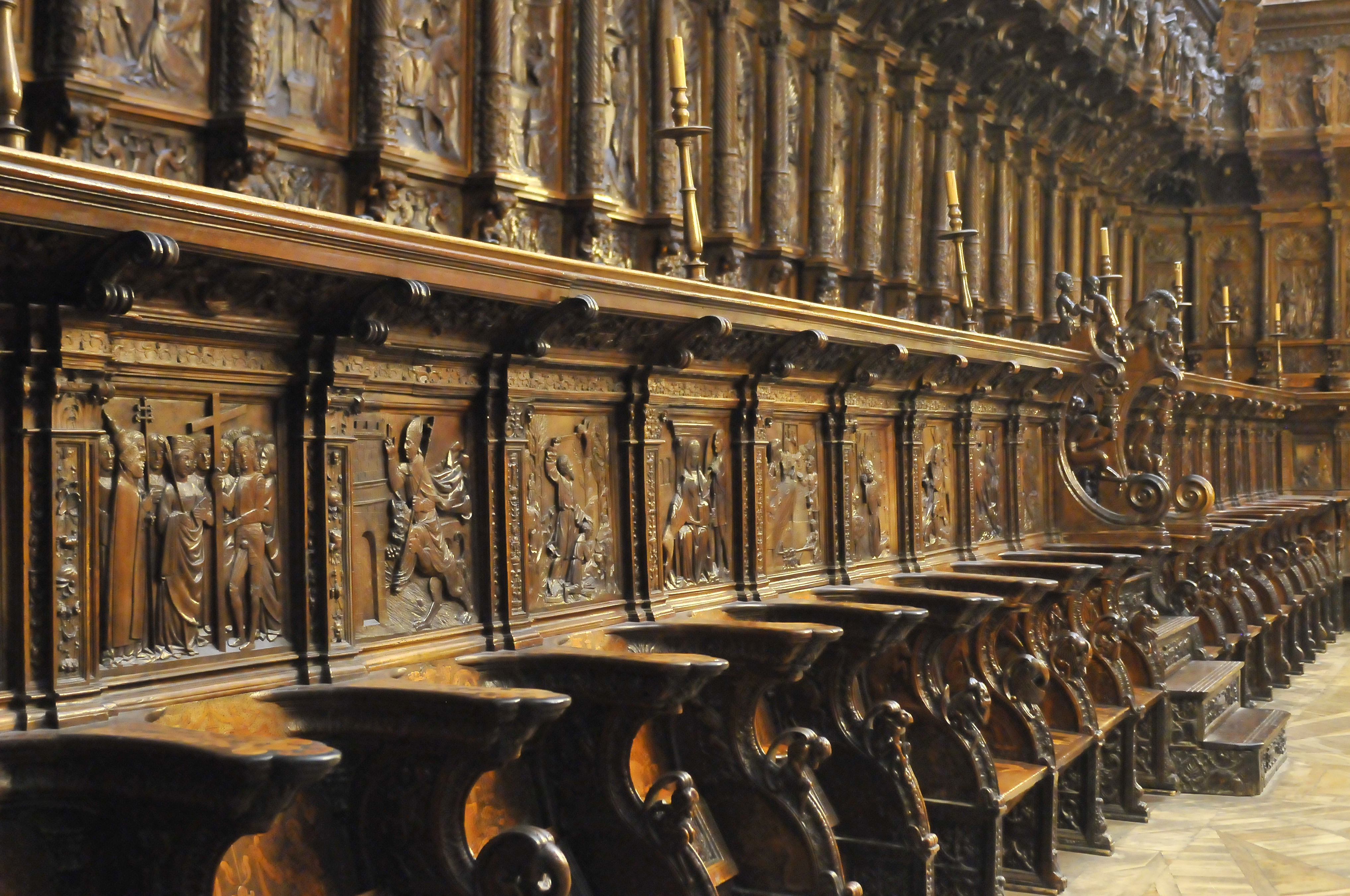
Sillería del coro de la catedral de Burgos, de Felipe Vigarny

Como escultor se movió entre las últimas formas góticas y la novedad del Renacimiento, cuyos procedimientos fue asimilando poco a poco. Se adivina en su obra una gran influencia francesa, borgoñona. Famoso en su tiempo, tuvo un sinfín de encargos. Sus obras más representativas son:
- Relieves del trasaltar de la catedral de Burgos, de 1498, con gran influencia gótica.
- Sillería del coro de la Catedral de Burgos.
- Retablo de la capilla del Condestable de la catedral de Burgos, de 1525, en colaboración con Diego de Siloé.
- Sepulcro de los condestables Pedro Fernández de Velasco y Mencía de Mendoza en la capilla del Condestable.
- Sepulcro de Gonzalo de Lerma, canónigo de la catedral de Burgos, en la capilla de la Consolación.
- Parte del retablo mayor de la catedral de Toledo, donde también se advierte el goticismo.
- Retablo de la capilla Real de Granada, de 1521, en que puede verse ya la influencia del Renacimiento italiano.
- Sillería alta del coro de la catedral de Toledo (lado del Evangelio), donde las formas renacentistas se muestran en pleno vigor. Este fue su último trabajo como escultor.

#### Bartolomé Ordóñez

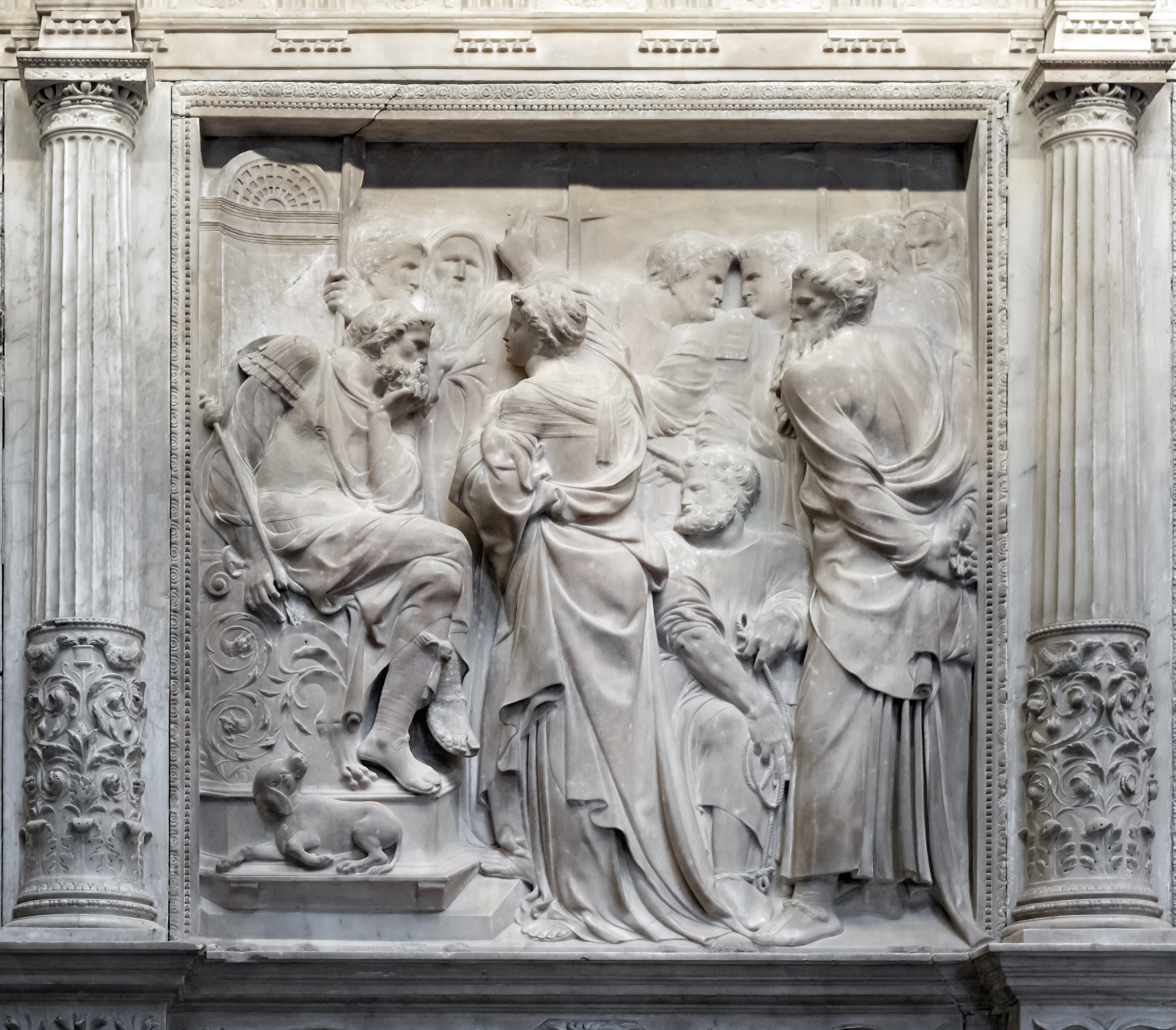
Santa Eulalia ante el Magistrado, relieve en el trascoro de la catedral de Barcelona, obra de Bartolomé Ordóñez.

Los burgaleses Bartolomé Ordóñez y Diego de Siloé fueron dos escultores clave en este primer tercio de siglo. Ellos determinaron la transición entre este primer periodo y los grandes maestros de la escuela renacentista en España. Su obra está entre la tradición cuatrocentista que todavía imperaba en España y las nuevas formas renacentistas introducidas por Miguel Ángel. Ellos fueron en definitiva los propagadores del nuevo estilo.
Bartolomé Ordóñez corresponde desde el punto de vista cronológico, a este primer tercio del siglo de la escultura en España, pero por su obra y su estilo se le puede incluir en la escultura general del segundo tercio.
Trabajó en Italia junto con Diego de Siloé en el año 1517, en el retablo de mármol dedicado a la Epifanía, en la capilla Caracciolo de San Giovanni in Carbonara (Nápoles). Su aportación en este retablo fue el gran relieve principal, Adoración de los Reyes, una composición equilibrada, con buena perspectiva y fino modelado.
Fue un gran seguidor de Miguel Ángel siendo su estilo renacentista mucho más avanzado que el de sus compañeros y así lo demostró en su obra de la sillería del coro de la catedral de Barcelona donde destaca el Entierro de Cristo, un trabajo realizado junto a Diego de Siloé. También realizó los relieves del trascoro de esta misma catedral, donde descuella el relieve de Santa Eulalia ante el Magistrado (también titulado Santa Eulalia juzgada por Daciano).
Bartolomé Ordóñez tuvo dos encargos de cenotafios: uno fue el sepulcro de don Felipe y doña Juana para la capilla Real de Granada. El otro cenotafio fue el sepulcro del Cardenal Cisneros, para Alcalá de Henares, que Fancelli había dejado inconcluso. En ambos empleó un túmulo de lados verticales, rompiendo así con la novedad de Fancelli que había introducido los túmulos en talud. Sobre ese primer cuerpo agregó otro de menores dimensiones sobre el cual dispuso la figura yacente. Los túmulos fueron decorados con relieves bellísimos, de la misma calidad artística que los ejecutados anteriormente en Barcelona.

#### Diego de Siloé y Juan de Balmaseda
Diego de Siloé es un escultor que se incluye también en el grupo de transición entre el Renacimiento del primer tercio y el pleno Renacimiento español del segundo tercio del siglo XVI. Comenzó su carrera artística como escultor en Burgos, donde creó escuela hasta que el Duque de Sessa le llamó a Granada en 1528 para que terminase la iglesia de San Jerónimo y fue en esta ciudad donde centró desde entonces su actividad como arquitecto. Diego de Siloé fue el protagonista y gran maestro del Renacimiento burgalés y granadino.

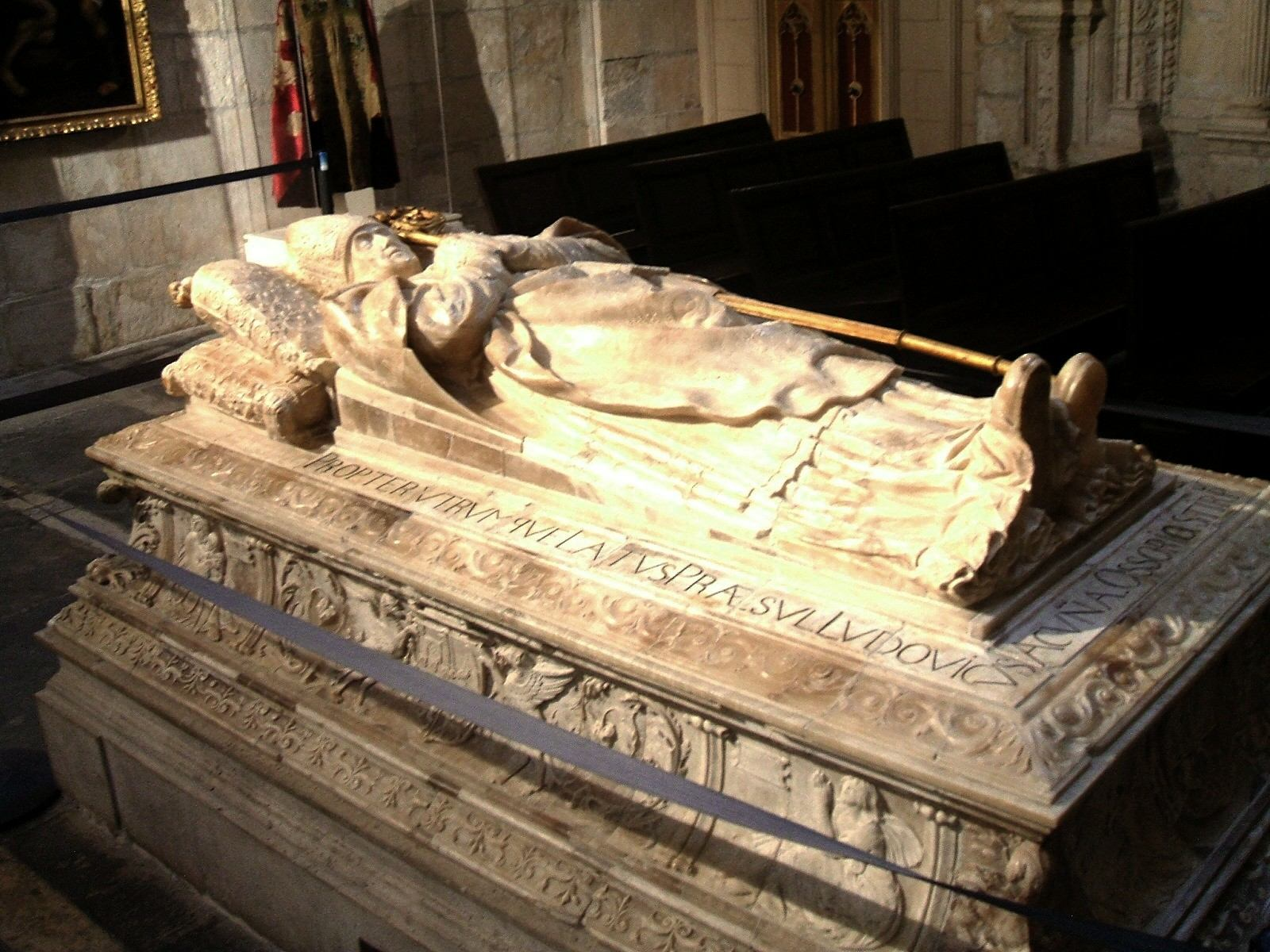
Sepulcro del obispo Luis Acuña en la catedral de Burgos.

Trabajó ampliamente en la catedral de Burgos, en la capilla de los Condestables, junto con Felipe Vigarny, en los retablos laterales donde esculpió un Cristo muerto y un San Jerónimo penitente de perfecta anatomía. En esta misma capilla de los Condestables trabajó en el retablo central en 1524 en los relieves de la Presentación, Niño Jesús, Virgen, San José y la esclava con la paloma, Natividad y Visitación. También decoró la monumental Escalera Dorada y se ocupó de otras muchas imágenes repartidas por todo el edificio, además de algún sepulcro, como el del obispo Luis de Acuña en 1519, para la Capilla de Santa Ana también en la Catedral de Burgos. Su labor se repartió por otros lugares de la provincia de Burgos dejando constancia de su buen hacer como escultor renacentista.
Cuando llegó a Granada se dedicó por algún tiempo a esculpir encargos, aunque pronto tomó las riendas de la arquitectura. Su primer trabajo como escultor fueron las figuras de los Reyes Católicos que están junto al altar mayor de la capilla Real y que fueron sustituidas por las anteriores que había labrado Vigarny. El propio Siloé lo comenta así:

[...] para ir al reyno de Granada para hazer ciertos bultos en obra que complía a sus majestades.

Después siguió con la serie de crucifijos y con más obras para el monasterio de San Jerónimo. Aun cuando se dedicó plenamente a la arquitectura, nunca dejó de ser escultor y decorador dejando su trabajo en bóvedas, puertas, etc. Se dice de él que es imposible separar al arquitecto del escultor. El taller de Siloé fue famoso en Granada y en él trabajaron bastantes profesionales que a su muerte divulgaron su arte por cada rincón no solo de Andalucía sino del resto de la península.

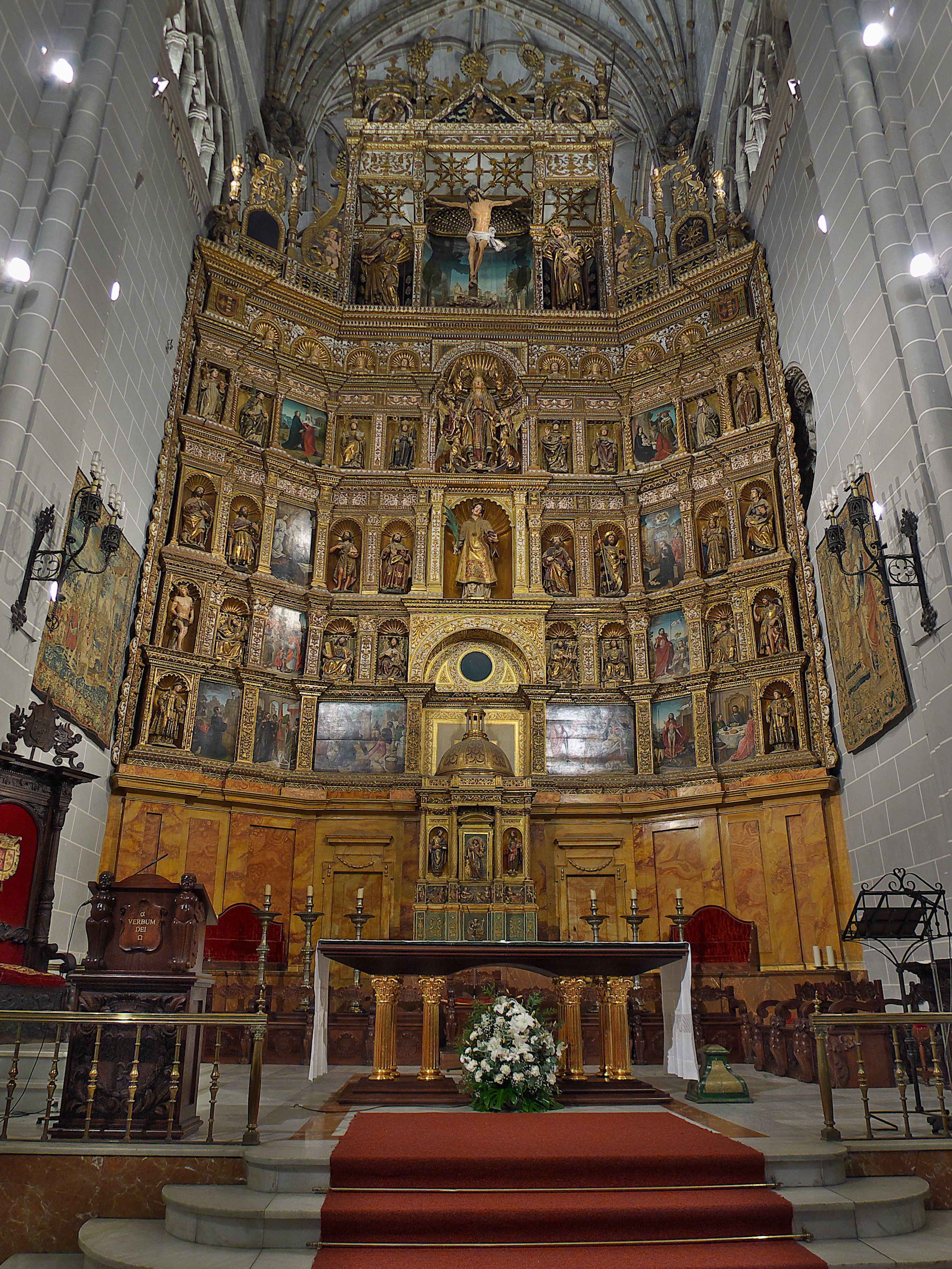
Retablo mayor de la catedral de Palencia

El escultor Juan de Balmaseda o Valmaseda, de la escuela palentina, coincidió en Burgos con Felipe Vigarny y Diego de Siloé. De estos dos maestros aprendió a tratar los pliegues de sus esculturas, las líneas curvas y los elementos del Renacimiento; la influencia de Siloé se advierte con claridad en toda su obra, sobre todo a partir de 1520. Balmaseda fue un escultor formado en el último gótico, estilo que no abandonó nunca como fondo de sus esculturas, aun cuando asimilara con facilidad los nuevos gustos renacentistas. Como característica de su manera de trabajar se señala siempre los rasgos dulces y poéticos de sus personajes, a veces incluso aniñados. Fue el gran intérprete de la religiosidad castellana adaptada a las nuevas formas renacientes. Una de sus pocas obras documentadas es el Calvario del ático del retablo mayor de la catedral de Palencia. El estilo característico de esta obra permitió a los estudiosos encontrar obras suyas no firmadas, en trabajos semejantes. En Burgos realizó obras importantes como la imaginería del retablo de San Pedro en la capilla del Condestable y las Puertas de la capilla del Hospital del rey en las que se lució con todo su saber renacentista: contrapostos, actitudes, suave modelado. Hacia 1530 realizó el retablo de la capilla de San Ildefonso de la catedral de Palencia, obra muy italiana que demuestra la gran influencia y su gran admiración por Diego de Siloé. Es un retablo donde se puede hacer un verdadero estudio del Renacimiento-plateresco español en que se muestran balaustres, cartelas, angelitos, niños con delfines, veneras, escudos, calaveras, tondos y toda una ornamentación renacentista tratada con gran desenvoltura. Balmaseda fue a su vez el gran maestro de Berruguete.

### Maestros entalladores
En la ejecución de los retablos y de las sillerías de coro intervenían distintos artistas y cada uno tenía su cometido: escultores, entalladores, ensambladores, pintores y doradores.
Los maestros decoradores y entalladores cuyas obras introdujeron en los primeros años del siglo XVI el arte renacentista tuvieron gran importancia sobre todo en la organización de retablos. Era costumbre que la obra de un retablo se encargase a un entallador y que éste fuera el responsable de contratar a los escultores o pintores que lo rematarían con su trabajo artístico. En algunos casos puede verse cómo su labor arrastraba todavía un cierto goticismo de años anteriores. El número de escultores-entalladores es bastante extenso. Aunque no están catalogados como "genios" fueron muy buenos profesionales y sobre todo muy buenos en el trabajo en equipo. Entre todos ellos destacan los siguientes: Giraldo de Flugo (seguidor de Berruguete), Alonso de Esquinas el Viejo, Pedro de Villadiego, Tomás Vázquez.
Uno de los artistas de este género que más influencia tuvo y que más colaboró con escultores y pintores fue Andrés de Nájera. Los cuatro siguientes que van a continuación fueron maestros muy considerados y que llegaron a tallar obras importantes.

#### Andrés de Nájera
También conocido como Andrés de San Juan, fue un escultor y maestro, figura prácticamente ignorada y que sin embargo los historiadores de arte le consideran como uno de los iniciadores del estilo renacentista que influyó en gran medida entre sus contemporáneos con sus trazas y dibujos. No trabajó en solitario sino siempre en colaboración, siendo su principal compañero Guillén de Holanda. Su primera obra conocida es una parte de la sillería del coro de Santa María la Real de Nájera donde desarrolló un estilo gótico final. En colaboración con Vigarny labró la sillería del coro de la catedral de Burgos. En esta obra ya demostró su interés y conocimiento de las formas renacentistas de la Toscana.

#### Bartolomé Fernández

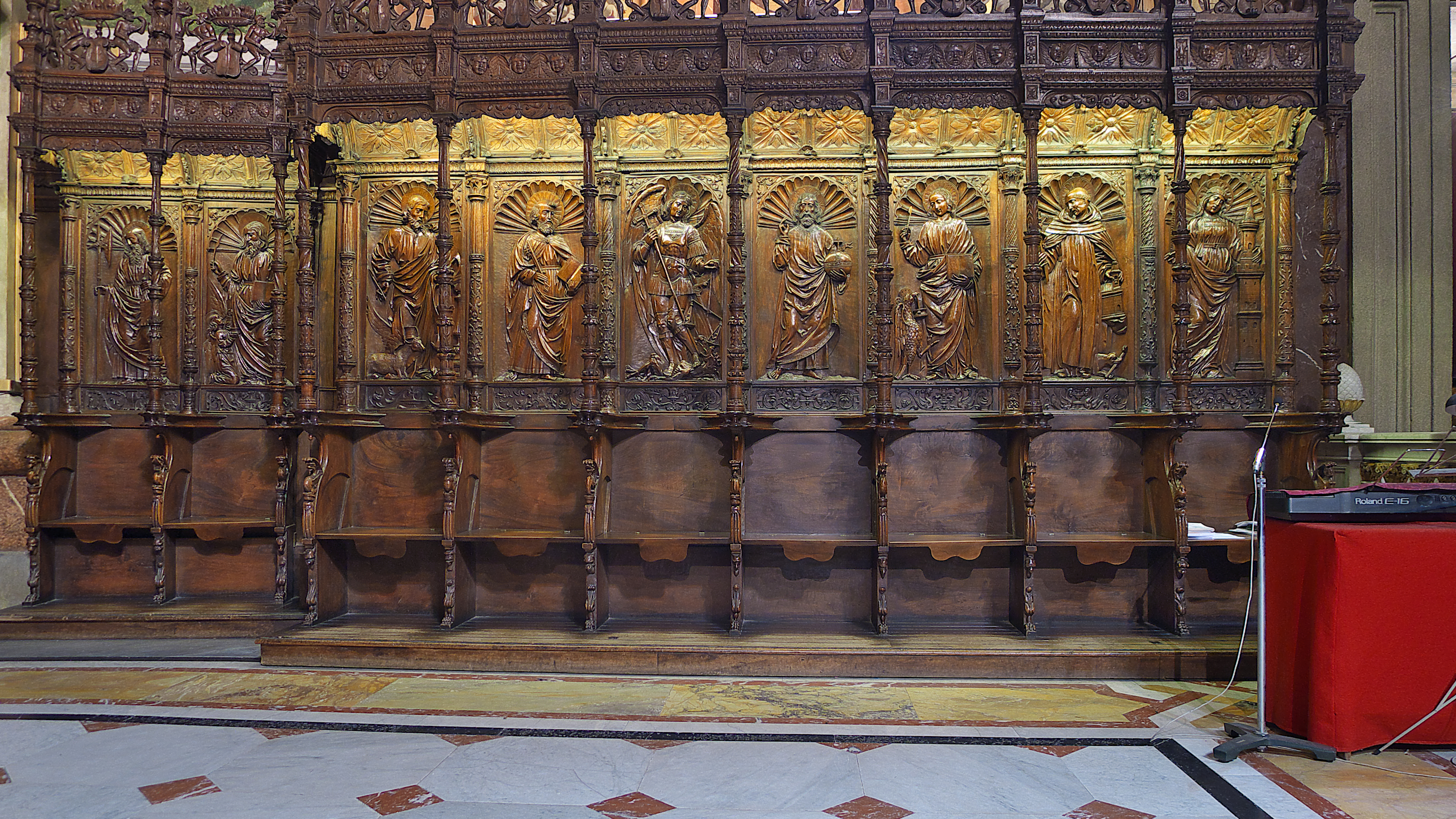
Monasterio de El Parral (Segovia). Sillería del coro

Por otra parte, dentro de la escuela segoviana se distingue el escultor Bartolomé Fernández que talló la sillería del monasterio de El Parral (Segovia) con formas plenamente renacentistas. Se le atribuye también el coro del monasterio de Santa María de El Paular de Madrid.

#### Guillén de Holanda
Realizó su trabajo siempre en colaboración con otros artistas. Sus imágenes son especialmente características por unos volúmenes muy compactos y unos amplios y marcados pliegues. Una de sus obras más conocidas es el retablo del monasterio de Cañas.

#### Pedro de Guadalupe
Trabajó en Valladolid y Palencia. Fue entallador especialista en ensamblaje y talla de ornamentación y en cuanto a formación de retablos se refiere, este artista fue el gran introductor del Renacimiento. Se le considera escultor de transición pues trabajó tanto la talla gótica como la renaciente, con el mérito de ser el primer entallador en estilo renacentista, en el primer tercio del siglo XVI, cuando este arte empezaba a introducirse en España. Es el autor del retablo del Colegio de Santa Cruz de Valladolid. El cardenal Mendoza, mecenas de dicho colegio quiso que el retablo se construyera a lo romano.

#### Juan de Badajoz el Viejo
Desde 1498 se le detecta trabajando en León. En esta ciudad fue nombrado maestro de la catedral donde dirigió la obra de la Librería y decoraciones de las puertas, todo con reminiscencias góticas. Bajo su dirección se hicieron en esta fábrica las famosas Puertas Nuevas.

## Grandes maestros del segundo tercio delsigloXVI. Escultura castellana
Bartolomé Ordóñez murió joven (1520) y Diego de Siloé marchó muy pronto a trabajar a Granada, de manera que la escuela burgalesa quedó truncada hasta la presentación de los nuevos genios de la escultura, que tuvieron sus talleres en Valladolid. La aparición de grandes escultores en esta ciudad dio lugar a la escuela de Valladolid representada por Alonso Berruguete y Juan de Juni. Estos dos escultores manifestaron con sus obras el auténtico sentir estético del Renacimiento español. Los dos estaban fuertemente influenciados por la fuerza miguelangelesca aunque fueron dos artistas totalmente diferentes en la manera de trabajar: Berruguete rápido, Juan de Juni, lento. Pero ambos tienen en común el expresarse con un acusado manierismo. Los dos crearon escuela y de sus respectivos talleres salieron muy buenos seguidores, algunos de los cuales llegaron a alcanzar reconocida fama.

### Alonso Berruguete

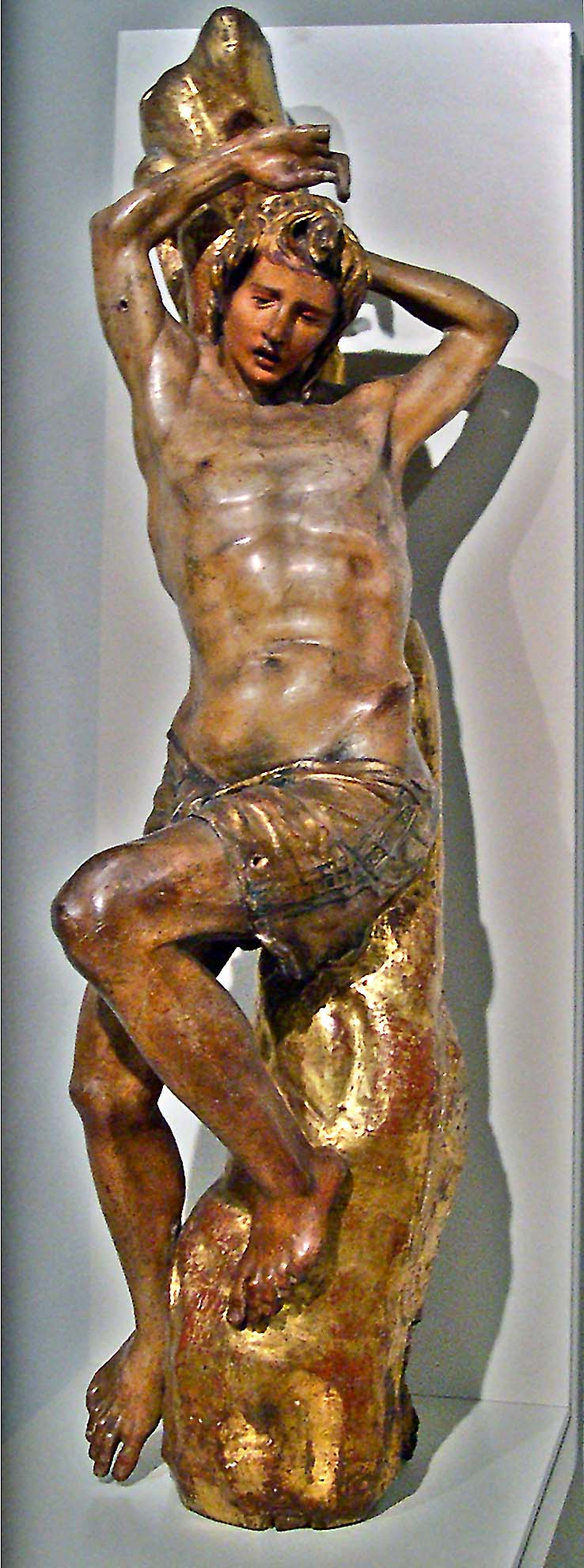
San Sebastián (1527-1532), del retablo de San Benito el Real (Valladolid), de Alonso Berruguete

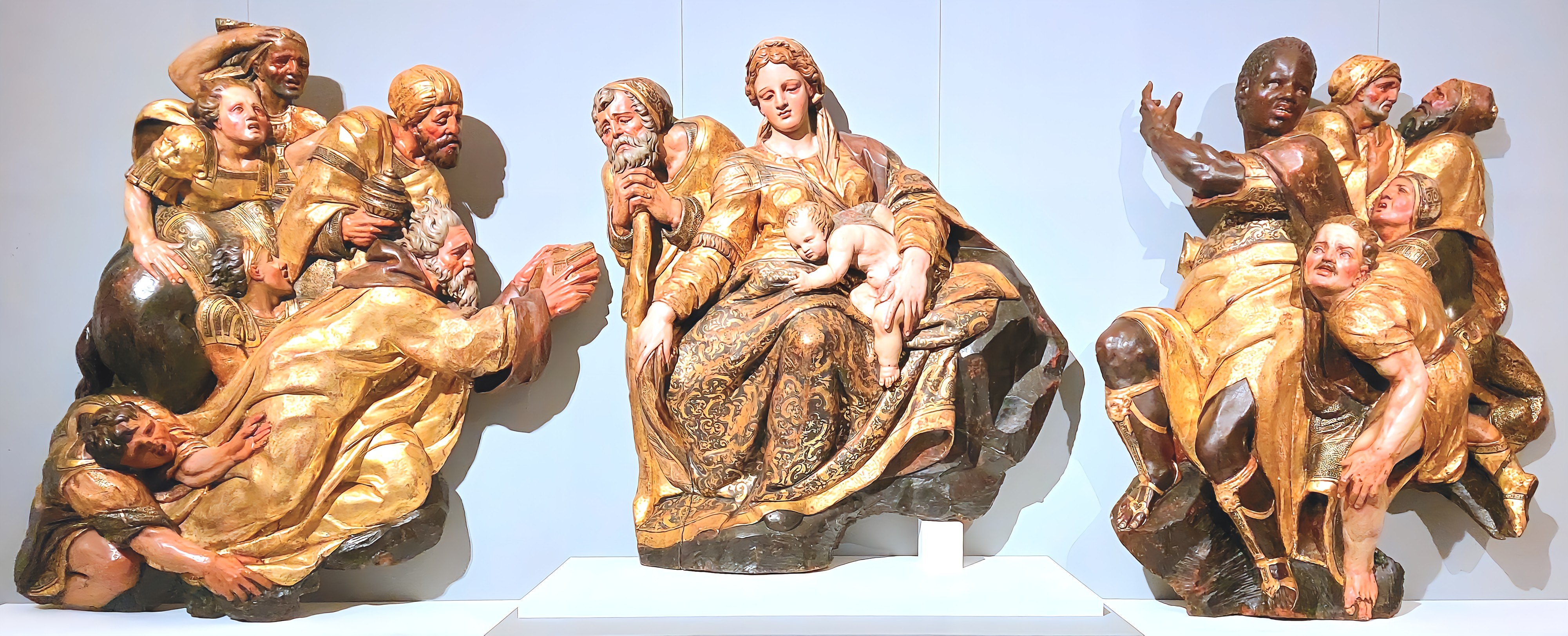
Adoración de los Reyes (1537), del retablo homónimo de la iglesia de Santiago de Valladolid, de Alonso Berruguete

Natural de Paredes de Nava, fue hijo del afamado y ya consagrado pintor Pedro Berruguete. Tuvo una buena formación italiana (Florencia y Roma) tanto en pintura como en escultura. Berruguete inició en España su gran obra escultórica con el retablo que le encargaron para la iglesia del monasterio de La Mejorada cerca de Olmedo (Valladolid). El monasterio ya no existe pero el retablo se custodia en el altar de la capilla del Museo Nacional de Escultura.
La mayor parte de las esculturas de Berruguete fueron concebidas para retablos de grandes proporciones. En muchos de los casos el propio Berruguete se ocupó de la estructura, rompiendo con los moldes de cuadrícula tradicional y creando escenarios especiales para recibir sus esculturas. Su obra maestra fue el retablo de la iglesia del monasterio de San Benito de Valladolid, en 1527, compuesto de relieves y figuras de bulto redondo, más estatuillas en los intercolumnios. Este retablo, propiedad del Estado tras la desamortización, se encuentra expuesto en el Museo Nacional de Escultura de Valladolid. Otra de sus grandes obras fue el retablo de la Adoración de los Reyes para la iglesia de Santiago de Valladolid, con un intenso movimiento de sus personajes donde se adivina la gran influencia de Miguel Ángel. Su última obra fue el sepulcro del Cardenal Tavera para el Hospital de Tavera en Toledo.
Berruguete creó escuela y sus seguidores trabajaron en La Rioja, en Cuenca y en Toledo. En Cuenca hubo una verdadera eclosión de retablos renacentistas en que se adivina la elegancia de Berruguete, su canon alargado y su gran refinamiento. Maestros escultores seguidores de la escuela de Berruguete fueron: Joanes, Angelo, Jamete, Giraldo de Flugo, Diego de Tiedra, Antonio Flórez, Miguel Hernández. Como discípulos directos y seguidores de su gran estilo están los escultores Francisco Giralte, Isidro de Villoldo e Inocencio Berruguete, su sobrino.
Francisco Giralte trabajó en el taller de Berruguete hacia 1530, siendo un gran discípulo y difusor de su estilo. El mismo Berruguete le eligió para trabajar con él en la sillería del coro de la catedral de Palencia. La obra más representativa de Giralte es la ejecutada en la capilla del Obispo (Madrid): retablo mayor, sepulcro de Gutierre de Carvajal y sepulcro de los padres de este personaje, todo en alabastro.
Isidro de Villoldo fue un discípulo directo que colaboró con el maestro en sus últimas obras en Toledo: coro de la catedral y sepulcro del cardenal Tavera. Su gran obra es el retablo de alabastro para la sacristía de la catedral de Ávila, ejecutada entre 1549 y 1553. Todo el retablo está profusamente adornado con motivos plateresco-renacentista. Villoldo demostró en esta obra un gran sentido escenográfico y un gran conocimiento para representar la profundidad. Este escultor llevó su arte y sus experiencias a Andalucía donde dejó una gran muestra de esculturas.
Inocencio Berruguete era sobrino y discípulo de Berruguete. Con él se formó en el arte de la escultura y en su taller ayudó a la labra de la sillería del coro de la catedral de Toledo.

### Juan de Juni

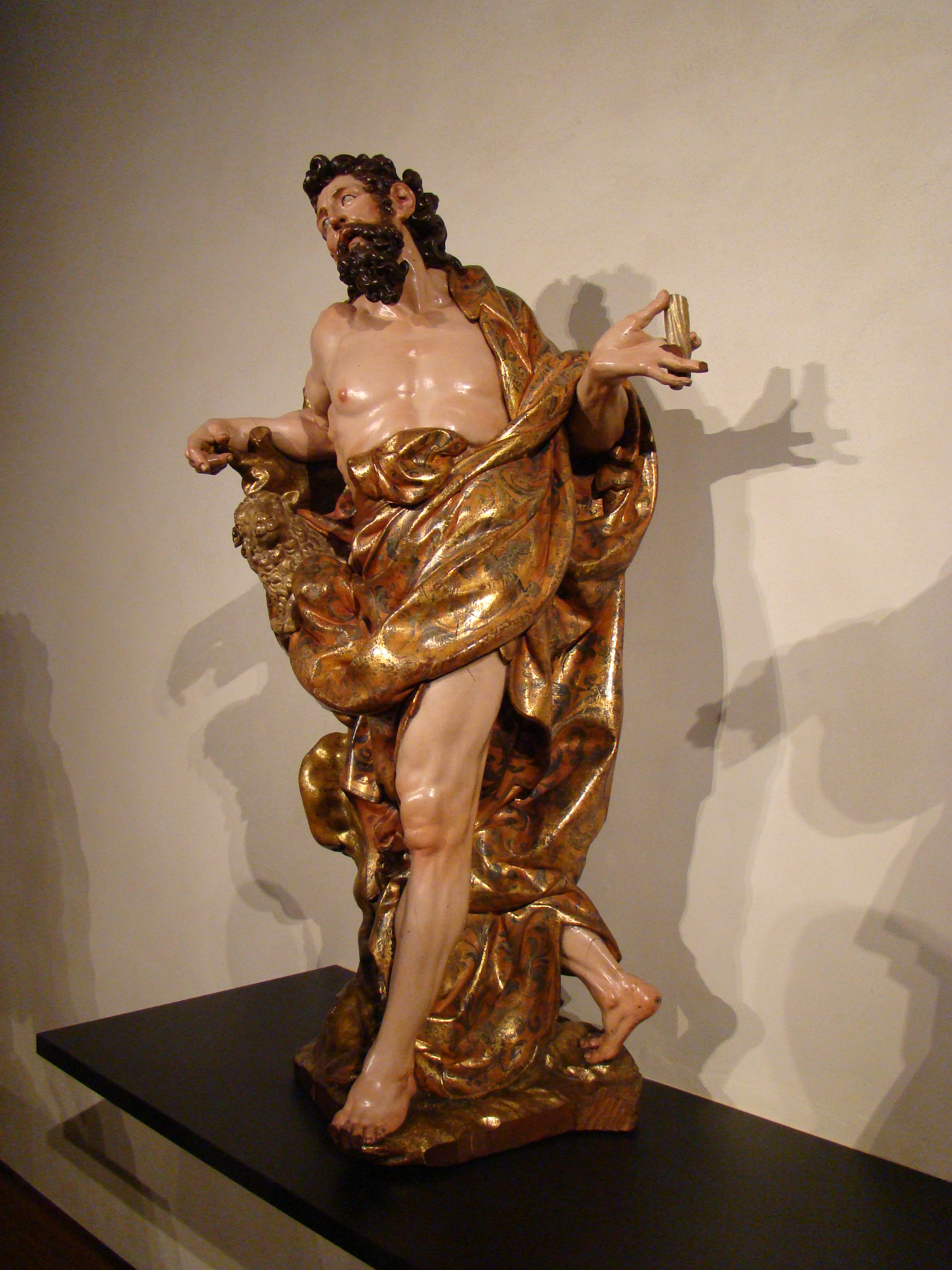
San Juan Bautista de Juan de Juni, obra procedente del desaparecido convento de San Benito (Valladolid).

Juan de Juni, junto con Berruguete fue el gran maestro del Renacimiento español dentro de la escuela castellana. Su manera de trabajar era totalmente opuesta a la de Berruguete. Juan de Juni era lento, demostrando en sus obras el estudio realizado y cuidando al máximo las composiciones y las figuras de ropaje abultado y con grandes pliegues. Su estilo refleja el doble influjo de lo francés con el norte de Italia donde se educó y donde debió aprender el tema de los Entierros. Dominó distintas técnicas en distintos materiales: madera, barro y mármol. Su obra se caracteriza por los violentos escorzos y las siluetas helicoidales (influencia del manierismo romano), abriendo la puerta al barroco venidero. Juni trabajó en Burgos, en Salamanca y finalmente en Valladolid, donde creó escuela. Fue en esta ciudad donde esculpió su obra representativa: Santo Entierro, para la capilla de fray Antonio de Guevara en el desaparecido convento de San Francisco. En Valladolid tuvo su gran taller y en esta ciudad murió, siendo enterrado en el convento de monjas de Santa Catalina.

## Escultura del Renacimiento en Andalucía

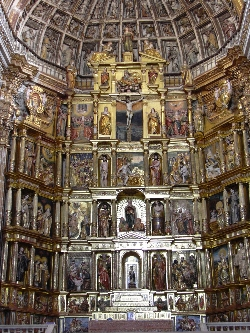
Retablo de la Iglesia de San Jerónimo en Granada, obra de Juan Bautista Vázquez El Mozo.

Durante el primer tercio del siglo XVI Andalucía fue la gran protagonista en escultura renacentista por los sepulcros marmóreos importados y por las obras de los escultores florentinos afincados en España y que trabajaron especialmente en esta región del sur: Domenico Fancelli, Pietro Torrigiano y Jacobo Florentino.
Castilla exportó su escuela y sus escultores sobre todo a Sevilla que se convirtió en un foco renacentista muy importante. En Granada trabajó con éxito Bartolomé Ordóñez en los cenotafios de don Felipe y doña Juana para la capilla Real. El burgalés Diego de Siloé acudió a Granada en 1528 requerido por el duque de Sessa afincándose en esta ciudad como arquitecto dedicando parte de su tiempo en esculpir encargos. Uno de sus mejores trabajos como escultor fueron las figuras de los Reyes Católicos que están junto al altar mayor de la capilla Real. El taller de Siloé fue muy acreditado en la ciudad de Granada.
Por los años en que Torrigiano trabajaba en Sevilla y que se importaban desde Italia los lujosos sepulcros de mármol (entre 1517 y 1526), iniciaba su carrera el escultor de origen nórdico Miguel Perrin. Era un escultor con reminiscencias góticas en sus fondos paisajísticos, en consonancia con su origen nórdico y formación francesa. La mayor parte de su trabajo la dejó en la catedral de Sevilla y muchas obras fueron hechas en barro cocido siguiendo la tradición sevillana: Relieve de la Adoración de los Reyes, Entrada de Jesús en Jerusalén, estatuas de las dos portadas orientales, relieves y estatuas de la Puerta del Perdón. También en Sevilla hizo el San Jerónimo del Panteón de los duques de Osuna (también en barro cocido).

## Escultura del Renacimiento en Aragón

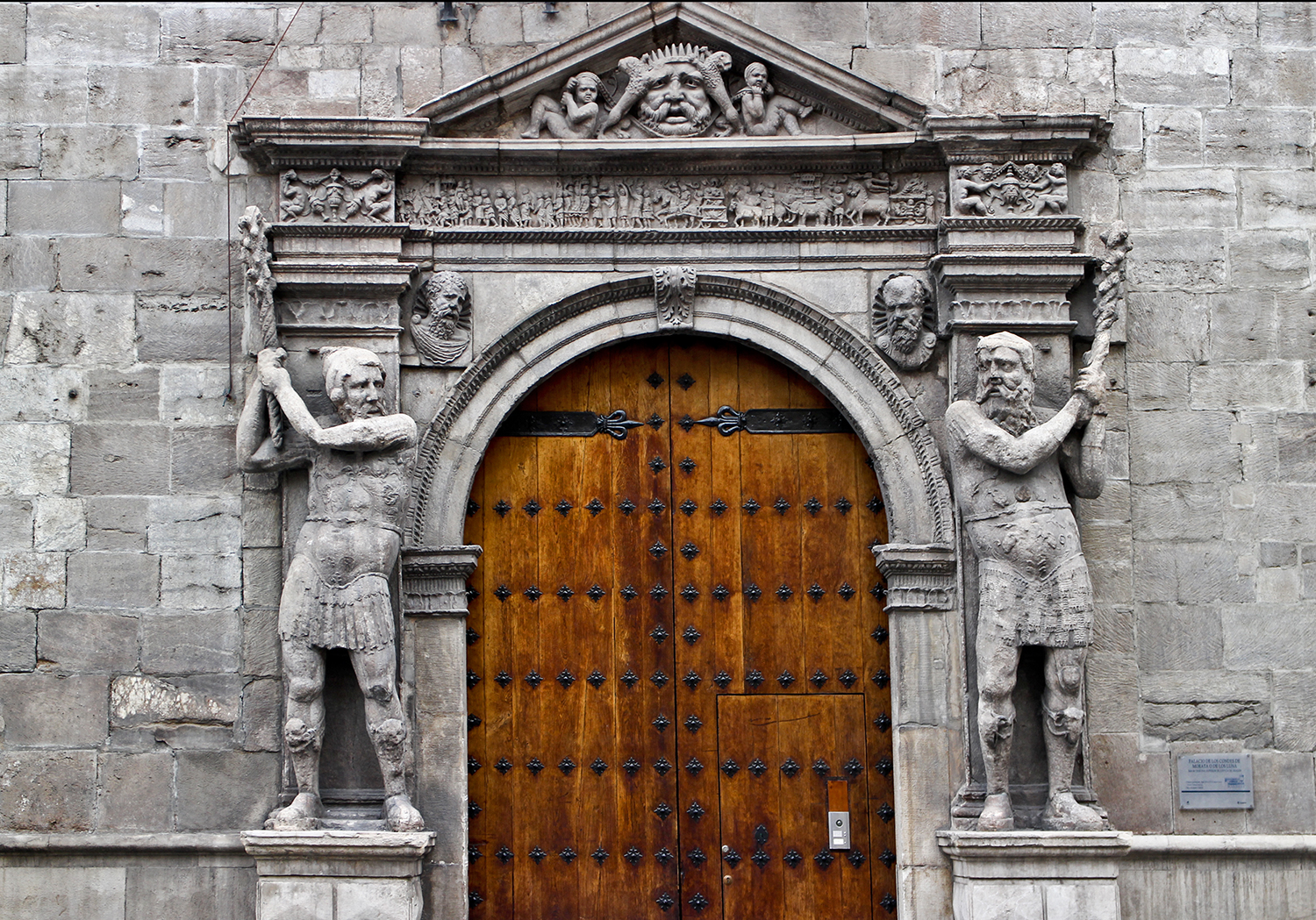
Palacio de los condes de Morata en Zaragoza.

La escultura del Renacimiento en Aragón presenta características propias muy distintas de la escuela castellana. Así como en ésta puede apreciarse una exaltación nerviosa y patética en la labra de los rostros, paños y actitudes, en la aragonesa las formas son más serenas y líricas, con un fondo goticista que se verá claramente en la obra de su mejor representante, el escultor Damián Forment. Esta etapa supone para la escultura aragonesa una época de gran esplendor y junto con la escuela castellana van a dar a España lo mejor de este arte.
A pesar de las buenas relaciones existentes entre el reino de Aragón e Italia no se dio el hecho (como en Castilla y Andalucía) de que trabajaran artistas llegados de Italia, con excepción del florentino Juan de Moreto, afincado en Aragón. La única pieza importada fue la del sarcófago de Ramón Folc de Cardona-Anglesola, de Bellpuig en la región catalana.
La escultura aragonesa está muy ligada a la arquitectura civil y puede verse en portadas de palacios (como ejemplo, el de los condes de Morata en Zaragoza llamado palacio de los Luna), patios y fachadas. Los materiales empleados fueron la madera y el alabastro. La madera se empleó tanto en blanco para sillerías de coro, como policromada para retablos. El alabastro fue muy frecuente pues había muchas canteras de gran calidad en la región. El taller de Damián Forment alcanzó el máximo nivel con sus obras realizadas en este material.
En el primer tercio del siglo XVI destacó en Aragón la figura de Gil Morlanes el Viejo, natural de Daroca, que había comenzado su carrera como escultor en pleno arte gótico y cuyos méritos le otorgaron desde 1493 el título de “Escultor de Fernando el Católico”. Los tres grandes escultores renacentistas fueron Damián Forment, Joly y Juan de Moreto. Con ellos terminó la primera etapa de escultura aragonesa renacentista. El periodo siguiente no aportó grandes figuras. En los últimos años del siglo XVI comenzó el lento proceso de cambio hacia la escultura romanista con la figura de Juan de Ancheta.

### Damián Forment

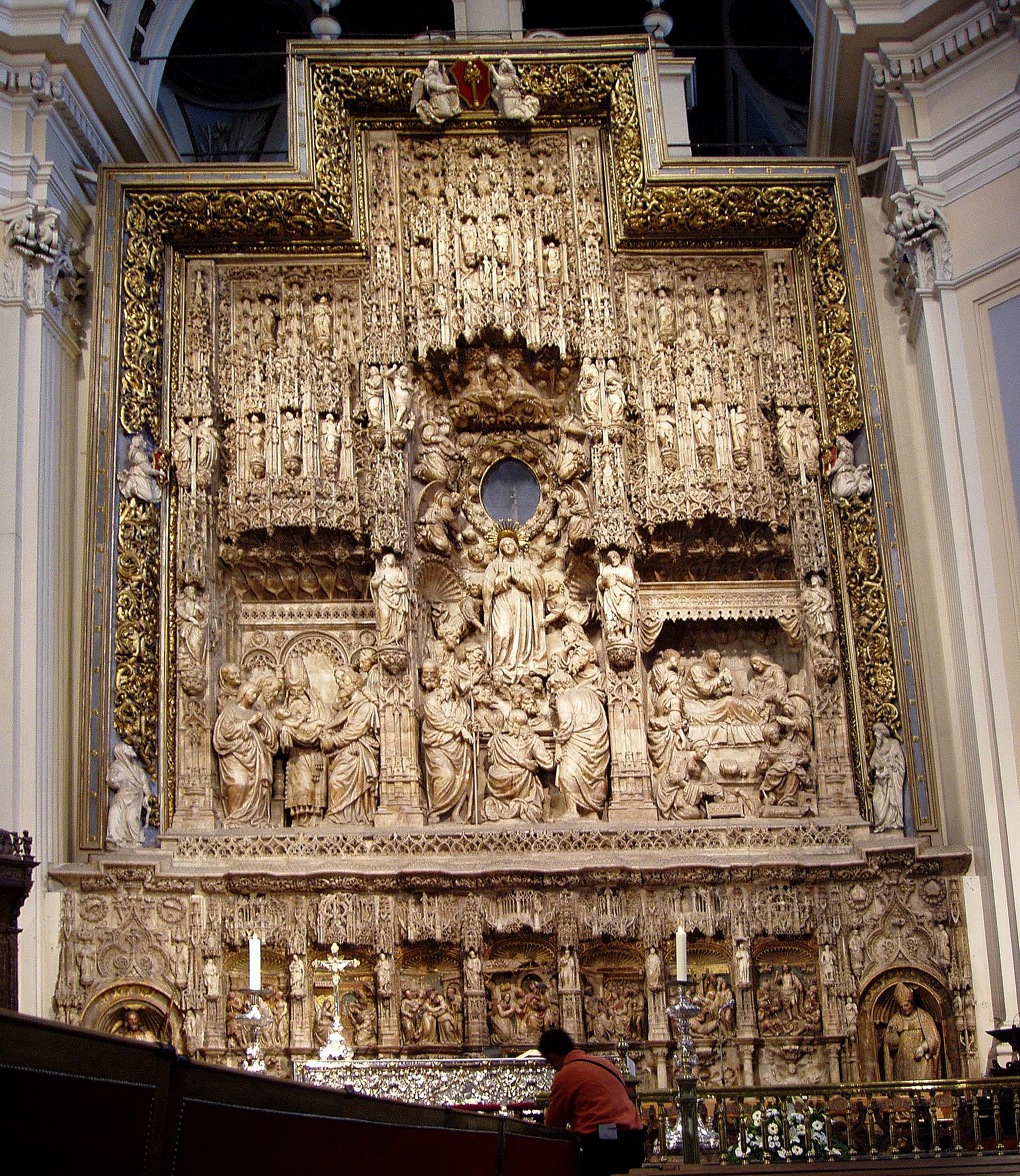
Retablo mayor de la Basílica del Pilar (1512-1518), de Damián Forment

Verdadero creador de una escuela renacentista en Aragón, tuvo una extensa actividad, con grandes demandas de obras, muchas de ellas imposible de atender personalmente y por tanto llevadas a cabo por su propio taller en que como maestro y director formó escultores muy dignos que supieron seguir estrictamente sus enseñanzas.
Su primera obra importante fue el retablo mayor de la Basílica del Pilar de Zaragoza en 1509, que había sido encargado anteriormente a Miguel Gilbert, que murió antes de poder comenzar la obra. Su parte arquitectónica de entablamento es todavía gótica salvo en el banco donde sus formas son renacentistas. En esta parte baja del retablo se hallan los medallones esculpidos con los rostros de Damián Forment y su esposa, obra del propio Forment. Otra de sus grandes obras fue el retablo para el monasterio de Poblet donde el maestro muestra ya un pleno dominio del renacimiento y donde el gótico está totalmente ausente.
Su obra maestra final fue el retablo renacentista de la Catedral de Santo Domingo de la Calzada (La Rioja), obra que no verá terminada, pues comenzada en 1537 su conclusión se demora cerca de 17 años. En ella introduce el grutesto, el moresco y el estofado, con una compleja labor de ornamentación y policromado.
Gabriel Joly (españolizado Yoly) fue el segundo gran maestro de la escultura aragonesa, muy influenciado por la obra de Forment. Trabajó en Aragón y en Navarra. Tuvo una estrecha colaboración con el escultor Gil Morlanes el Joven hasta tal punto que desde 1520 y durante cuatro años hicieron a medias todos los contratos. En Teruel hizo retablos en distintas iglesias, obras éstas de gran inspiración y belleza.
El escultor florentino Juan de Moreto tuvo una enorme influencia en la consolidación de las nuevas formas renacentistas en Aragón. Sin tener una gran personalidad, su arte es correcto y bello. Su trabajo fue casi siempre en colaboración con otros maestros. Mucha de su producción está perdida pero queda como ejemplo de buen hacer toda la estructura del retablo del obispo Conchillos en la catedral de  Tarazona (1535), cuya escultura se debe a Gabriel Joly y la policromía y dorado a Antón de Plasencia y Francisco de la Puente. Su obra final fue la taracea de los respaldos de la sillería del coro de la basílica del Pilar donde trabajaron en colaboración los escultores-tallistas Juan de Moreto, Nicolás Lobato y Esteban de Obray. El trabajo de Moreto está firmado con estas palabras:

Iuan Moreto Florentin me fecit

## Escultura del Renacimiento en Cataluña
La escultura del Renacimiento en Cataluña, va ligada a la cultura humanista procedente de Italia, aunque la repercusión inicial fue escasa y por lo tanto, tardía la aceptación del nuevo estilo, con lo cual las decoraciones góticas todavía se fueron intercalando con el nuevo estilo hasta ya entrado el siglo XVI. En la primera mitad del siglo XVI salieron a la luz las primeras esculturas renacentistas, frecuentemente rodeadas de marcos góticos: la arquitectura de los retablos donde se dispusieron se componían de columnas de fuste estriado con y la zona inferior decorada con medallones y grutescos.
En Cataluña, se realizó la escultura en su mayor parte a través de artistas foráneos italianos o bien llegados del resto de España. Entre las obras llegadas de Italia destacaron el sepulcro de Juan II de Ribagorza (1508) y el sarcófago de Ramón Folc de Cardona-Anglesola (1522-1525), realizado por Giovanni da Nola (1488-1558) en Nápoles y que su viuda mandó instalar en su villa natal, en la iglesia parroquial de Bellpuig (Lérida). Entre los artistas con formación en Italia se encontraba el burgalés Bartolomé Ordóñez (1480-1520), autor de las mamparas para el acceso a la sillería del coro y del trascoro de la catedral de Barcelona entre los años 1515 hasta su muerte en 1520; en su taller trabajaron artistas de origen italiano: Simón de Bellalana, Vitorio Cogono, Juan Florentino y el flamenco Juan Petit Monet. Tras el fallecimiento de Ordóñez, se hizo cargo de la terminación de los trabajos del trascoro de la catedral, el aragonés Pedro Villar, que aunque presenta una clara influencia de Damián Forment, tuvo que realizar esta obra con la obligación que se le imponía en su contrato, es decir, de hacerla a la máxima semejanza para la armonización con los relieves realizados por Ordóñez. De Villar merece mencionarse el panel de la Crucifixión de Santa Eulalia. 
También realizaron obras en Cataluña arte el valenciano, establecido en Zaragoza, Damián Forment (1480-1540), con su obra del retablo en alabastro para el monasterio de Poblet y la consiguiente influencia de la escuela aragonesa en Cataluña; el vallisoletano Esteban Jordán (1530-1598), que por encargo de Felipe II realizó el retablo del monasterio de Montserrat, siguiendo la traza de Francisco de Mora. el abulense Cristóbal de Salamanca  (?-1592), autor de la sillería para el monasterio de Montserrat (1578) y la de la catedral de Tortosa (1587); así como el austriaco Perris Hostri u Ostri y Jeroni Xanxo, barcelonés, autores de la caja del órgano de la catedral de Tarragona.  el escultor de origen francés Joan de Tours (también llamado de Torres), que llevó a cabo una gran producción en madera y en piedra por encargo de varias iglesias de Barcelona; y Gil de Medina, autor de un San Cristóbal y una Virgen para la iglesia de San Miguel, conservadas ambas esculturas en el Museo Diocesano de Barcelona, 
Los artistas catalanes quedaron en un segundo término ante la gran influencia externa, destacándose Jaume Amigó, Jeroni Xanxo, Pere Blai, Andreu Ramírez y Agustí Pujol  (1554-1620), autor de numerosos retablos. Se ha de decir que Ordóñez y Forment, solo ejecutaron unos encargos concretos y no son representativos del resto que mantuvo su taller y toda su actividad en tierras catalanas. En el segundo tercio de siglo, el escultor de origen vasco Martín Díez de Liatzasolo (ca. 1500-1583) montó uno de los talleres más productivos en Barcelona. y fue autor de la Virgen de la Victoria para el antiguo retablo mayor de la iglesia del Palau.
- Obras renacentistas en Cataluña
- Sepulcro de Bernat II de Vilamarí (1516) en el atrio del monasterio de Montserrat
- Retablo (1527-1529) del Monasterio de Poblet
- Detalle del Sant Enterrament  (1539-1544), de Martín Díez de Liatzasolo
- Trascoro (1515-1564), de la catedral de Barcelona

## Escultura del Renacimiento en Galicia

Fachada del monasterio de San Martín Pinario.

La escultura del Renacimiento en Galicia se dio principalmente, en la realización de los retablos, de los cuales han llegado muy pocos a nuestros días, en primer lugar porque tras las reformas litúrgicas muchos fueron desmontados, llevando las esculturas a otros lugares y en segundo lugar porque el estilo barroco entró con mucha fuerza en Galicia y los retablos fueron cambiados casi todos. Gracias a que sus imágenes no se destruyeron sino que se arrinconaron en otros lugares se han podido conservar. El periodo de escultura renacentista comenzó desde el primer cuarto del siglo XVI, pero los retablos que mejor se conservan y pueden ser estudiados datan desde 1590 a 1605.
El escultor y gran decorador Juan de Álava, que ya había trabajado en Salamanca y Plasencia, trajo a Santiago de Compostela su entusiasmo por las nuevas formas. Trabajó en grandes obras en la catedral, en el claustro, en portadas de capillas y sobre todo en el sepulcro del canónigo Diego de Castilla que se encuentra en la capilla de San Bartolomé.
El maestro Cornielles de Holanda aportó en sus obras renacentistas influencias nórdicas. Trabajó desde finales del gótico, estilo que no llegó a olvidar nunca. Ejecutó el gran retablo de la catedral de Orense, terminado en 1520 y el de la catedral de Lugo en 1534.
Como gran ejemplo del Renacimiento en Galicia se pueden mostrar las estatuas de la fachada de San Martín Pinario del escultor Mateo López.
En el periodo romanista hubo una gran actividad. En Orense trabajó a partir de 1587 Juan de Angés el Mozo, escultor leonés afincado en Galicia y seguidor de Juan de Juni, seguido por Gregorio Español que hizo un buen trabajo en el retablo mayor de la iglesia de Santa María de Castro Caldelas (Orense). Este periodo alcanzó los primeros años del siglo XVII.

## Escultura del Renacimiento en Navarra

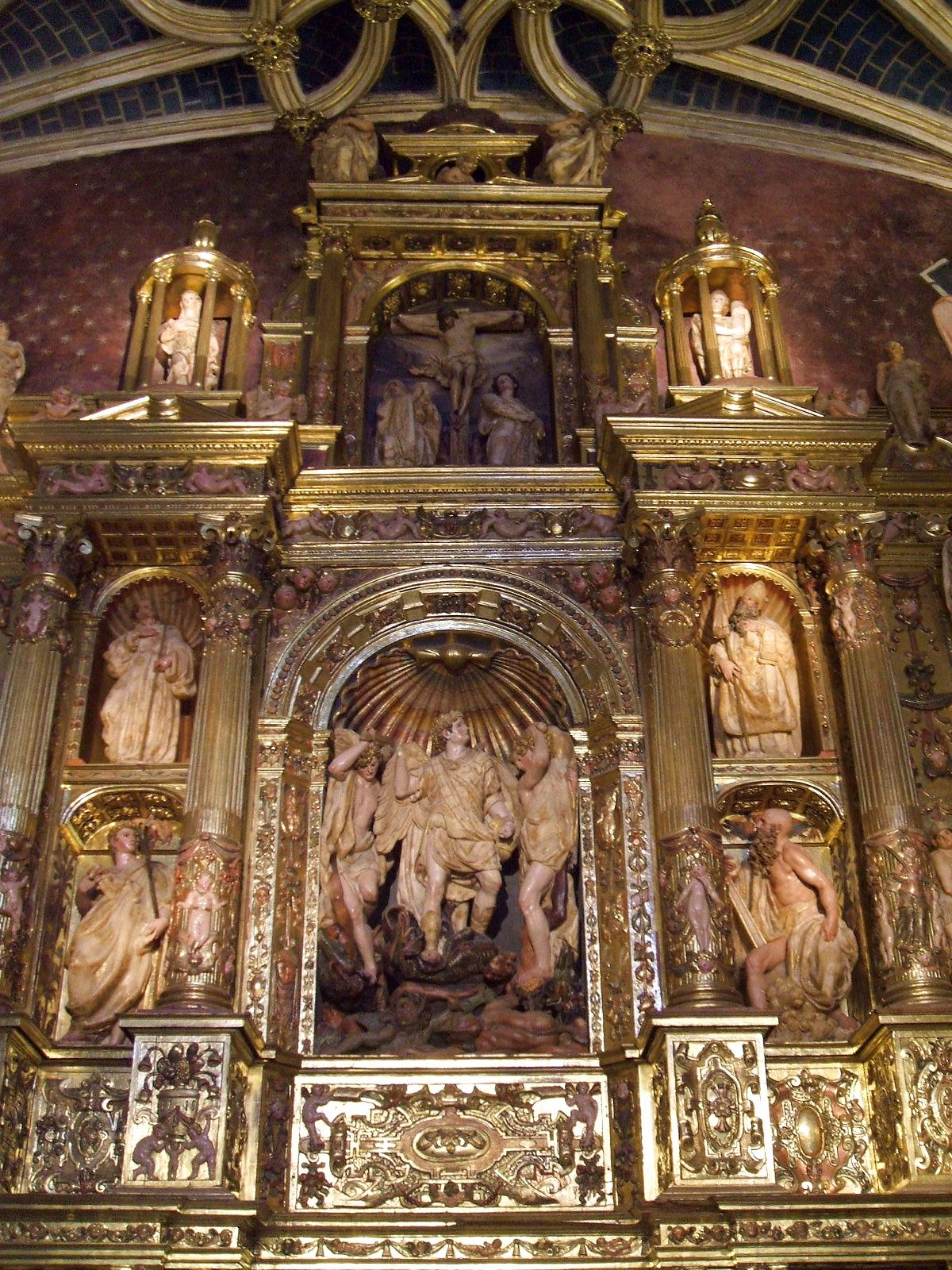
Capilla de Gabriel Zaporta de la Seo de Zaragoza, esculpida hacia 1575 por Juan de Ancheta.

La primera etapa del Renacimiento en Navarra tuvo gran influencia castellana a través de los maestros riojanos relacionados con Burgos y Valladolid que recordaban bastante el estilo de Berruguete. También es de tener en cuenta la influencia aragonesa con reminiscencias de la obra de Forment y Yoly. Pero sobre todo hubo una gran abundancia de autores franceses muy influenciados por el italianismo y que pronto supieron adaptarse al carácter español.
La primera escuela del Renacimiento navarro fue a mitad del siglo XVI y su representante es Jorge de Flandes que hizo los retablos de Santa María la Real de Sangüesa y de Orcoyen. Después de esta primera etapa en que abundan los adornos y relieves platerescos surge el Renacimiento romanista cuya figura principal es Juan de Ancheta; este escultor estuvo afincado en Pamplona y tuvo su taller en la calle de la Navarrería, muy cerca de la catedral.
El Renacimiento navarro dio gran cantidad de retablos; se conservan la gran mayoría, algunos verdaderas obras maestras como el de Genevilla, del escultor Andrés de Araoz. Según palabras de Camón Aznar algunos autores consideran este retablo como el más interesante dentro del Renacimiento de Navarra. Sus esculturas muestran unas cabezas con rostros muy expresivos y cabellos y barbas serpenteantes y greñudos, perfectamente labrados. Araoz fue el autor de otros retablos de gran calidad (Lapoblación, Eibar, Iciar) y de la sillería del coro de Guetaria.

### Los retablos de Navarra y sus autores

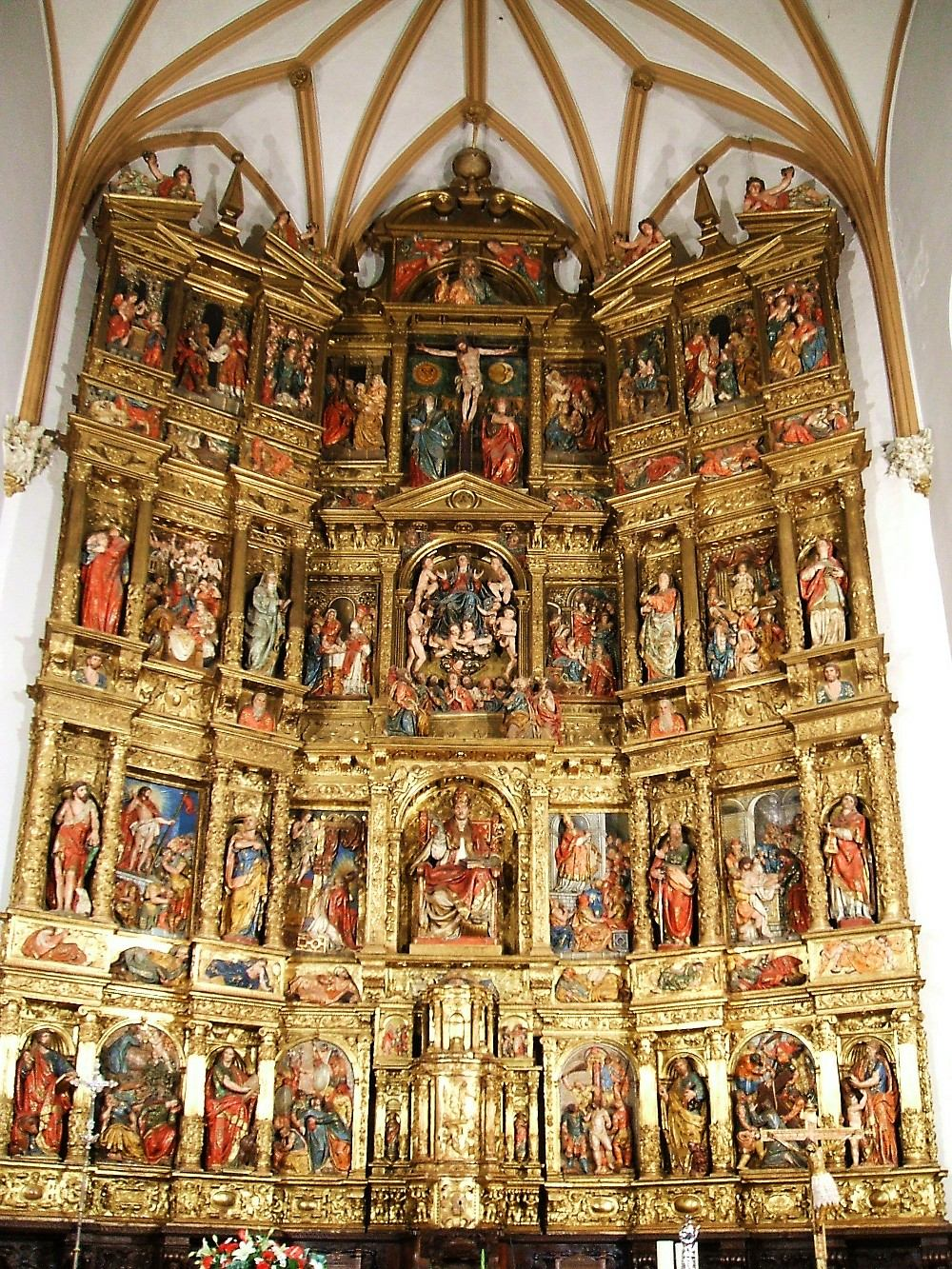
Retablo mayor de la parroquia de Valtierra.

Además de los ya citados hay que tener en cuenta al autor Pierre Picart que trabajó mucho en Navarra y de cuyo taller salieron los retablos de Santa Catalina en Allo, de Irateña y de Alsasua. En el retablo de la iglesia de San Juan de la ciudad de Estella (1563) hizo la estructura que resultó una gran obra arquitectónica. Las esculturas son de fray Juan de Beauves que se manifiesta aquí como un excelente tallista. Beauves trabajó siempre en segundo plano, en contratos de otros escultores, y siempre pudo demostrar su calidad profesional, siendo un gran especialista en imágenes marianas. Dejó un buen trabajo en los retablos de Ochagavía (donde se aprecian las influencias francesas en la decoración), y de la parroquia de Lumbier (en colaboración con el entallador Pedro de Moret, maestro de Pamplona).
El gran retablo de la iglesia parroquial de Valtierra está ya en los límites del Renacimiento plateresco. Es una obra monumental con una estricta arquitectura en que se advierten el inicio de las formas clásicas del romanismo. La escultura fue realizada sucesivamente por cuatro escultores, comenzando por Juan Martínez de Salamanca en 1577; a su muerte continuó Blas de Arbizo a quien sucedieron Juan de Cambray y Lope de Larrea.
En el último cuarto del siglo XVI tiene lugar la propagación del romanismo. Navarra será quien lleve este estilo por tierras de La Rioja, Aragón, Burgos y País Vasco de la mano del escultor Juan de Ancheta. Años más tarde se introdujo en Navarra la tendencia clasicista implantada por las obras de El Escorial, por mediación del obispo Antonio Zapata que encargó la adaptación de la traza escurialense en el retablo de la catedral de Pamplona. A partir de esta obra los retablos de la escuela navarra se harán siguiendo esta composición de traza clasicista y escultura romanista.

## Escultura del Renacimiento en Valencia

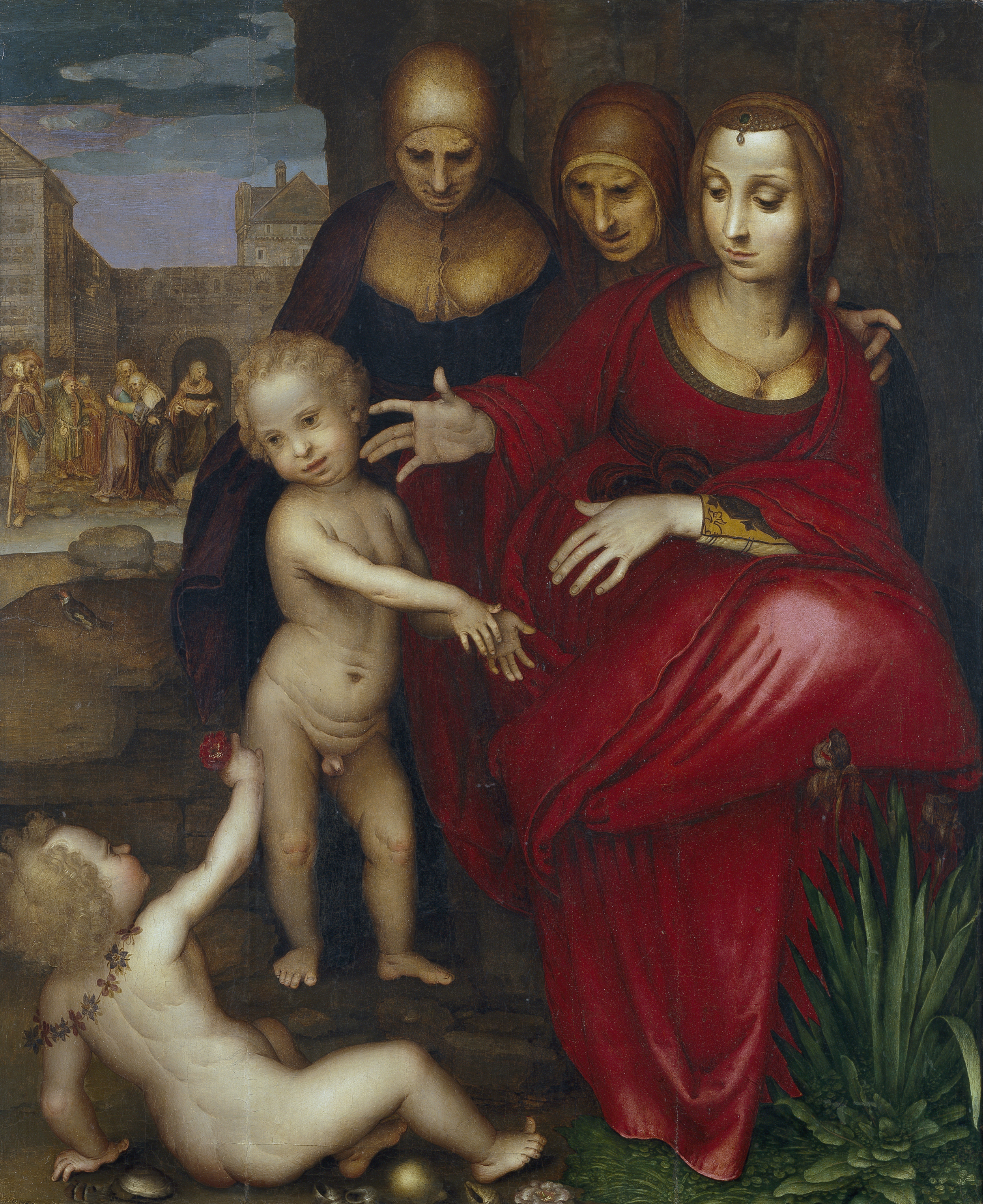
Tabla del pintor Fernando Yáñez de la Almedina

En Valencia se conocía la obra renacentista desde época temprana de finales del siglo XV. Valencia tuvo grandes relaciones con Italia sobre todo con Nápoles desde los tiempos de Alfonso el Magnánimo. En 1472 el cardenal Rodrigo de Borja procuró la llegada de tres pintores italianos: Paolo de San Leocadio, Francesco Pagano y Ricardo Quartararo. En 1506 llegaron los pintores Fernando Yáñez de la Almedina y Fernando Llanos procedentes de Italia donde habían trabajado en Florencia con Leonardo. De este pintor habían aprendido la estética del Cinquecento italiano.
En Valencia comenzó su carrera artística como escultor Damián Forment, al lado de su padre Paulo que era maestro de retablos y de su hermano Onofre que era mazonero (albañil). Entre 1501 y 1507 trabajaron los tres en la ejecución del retablo mayor de la colegiata de Gandía. Participaron también los tres en la labra de las figurillas del retablo del Convento de la Puridad de Valencia que se encuentra hoy en el Museo de Bellas Artes. La última obra de Forment en Valencia (en colaboración con su hermano) fue el retablo de San Eloy (obra desaparecida), según las trazas de los pintores Almedina y Llanos. Con esta obra Forment entró de lleno en contacto con la nueva moda renacentista italiana.

## Última etapa del Renacimiento en España

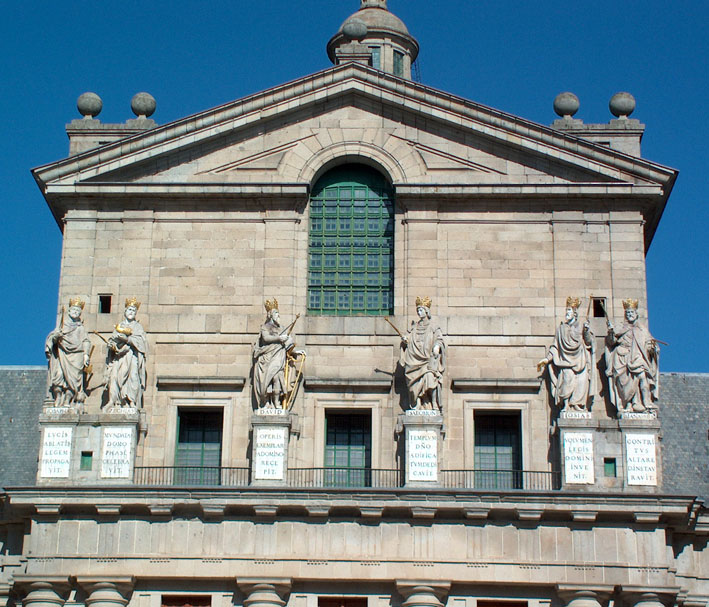
Reyes de Israel (El Escorial) obra de Monegro.

El Renacimiento fue evolucionando hacia un manierismo clasicista o romanista (también llamado trentino por coincidir con las normas dadas por el Concilio de Trento), al mismo tiempo que surgió en la Corte madrileña de Felipe II un foco cortesano cuyo núcleo principal se dio en las obras de El Escorial. Semejante colosal obra atrajo de nuevo (como en los primeros años del siglo) a artistas italianos que aportaron técnicas nuevas (entre otras, el trabajo en bronce) y temas olvidados (el retrato en bronce y en mármol). Los artistas escultores que trabajaron en Madrid fueron los Leoni, padre e hijo; León Leoni había sido escultor del emperador Carlos V y su hijo Pompeyo trabajó siempre a su lado.
Pompeyo Leoni sentó escuela, enseñó a trabajar el bronce y tuvo bastantes discípulos y seguidores. Hizo el sepulcro de la infanta Juana, para las Descalzas Reales y los sepulcros reales de la capilla mayor de El Escorial. En Valladolid llevó a cabo el sepulcro del duque de Lerma que se conserva en la capilla del Museo Nacional de Escultura). Contemporáneo de los Leoni fue el toledano Juan Bautista Monegro que trabajó en El Escorial. Son suyas las grandiosas estatuas de los reyes de Israel en el Patio de los Reyes y los cuatro Evangelistas del Patio de los Evangelistas, más una fuente en el claustro.
Mientras este arte (que en arquitectura se traduce al estilo herreriano) transcurría sobre todo en la Corte de Madrid y alrededores, las formas renacentistas iban evolucionando en el resto de España hacia un estilo más miguelangelesco, el llamado romanismo por tener más influencia de Roma que de Florencia. La obra del escultor Juan de Juni fue para las generaciones futuras otro modelo a seguir pues fue un precursor de las formas romanistas, con su ordenamiento equilibrado y sus modelos de la Piedad y de la Asunción.

### Escultura romanista en España

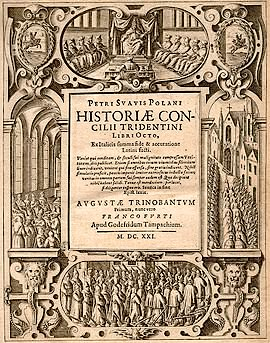
Historia Concilii Tridentinii.

La escultura renacentista del último tercio del siglo XVI siguió las pautas del manierismo como en años anteriores aunque con características propias. Surgió la llamada escultura romanista muy en consonancia con las formas y modelos de Miguel Ángel y los círculos romanos manieristas cercanos a él, añadiendo las propias características hispanas y la influencia del Concilio de Trento que tanto tuvo que ver con la escultura religiosa. Esta influencia hizo que se diera gran importancia a las imágenes de culto de la Virgen, los santos, las reliquias y todo lo relacionado con los sacramentos. El carácter de esta escultura es religioso-popular y muy uniforme en las distintas regiones de España en lo referente a iconografía y calidad técnica. El escultor Gaspar Becerra con su obra del retablo mayor de la catedral de Astorga es el más representativo de este periodo. Le siguen en importancia Esteban Jordán (retablo de Nuestra Señora de Mediavilla en Medina de Rioseco (Valladolid), Pedro López de Gámiz (retablo mayor del convento de Santa Clara en Briviesca) y el guipuzcoano Juan de Ancheta, una de las figuras más prominentes del romanismo.
Los principales mecenas y promotores de esta segunda etapa fueron los obispos, y las obras requeridas fueron principalmente los retablos. En las bibliotecas diocesanas se guardaban como verdaderos tesoros los tratados de arquitectura italianos, especialmente los de Sebastiano Serlio. Existían también en estas bibliotecas y en manos de los propios artistas obras teóricas de Vignola, Vitrubio, Leon Battista Alberti y Palladio. Algunos escultores tenían en su poder estampas de maestros italianos, de Durero y de otros maestros antiguos. Es sabido que Pedro López de Gámiz dejó a su muerte dos libros de estampas. Becerra tenía una serie de dibujos sobre el Juicio Final de Miguel Ángel, realizados por él, y que después pasaron a manos de Esteban Jordán, de los Bolduque y del pintor riojano Pedro Ruiz de Cenzano.

#### Iconografía más representada
El retablo adquirió un especial valor al ser el expositor de la iconografía de la Virgen María y de Jesús, abordando todos los temas del Nuevo Testamento, sobre todo aquellos relacionados con la redención del género humano, culminando siempre con el Calvario en el ático. El primero de todos fue el de la catedral de Astorga de Gaspar Becerra, que sirvió de modelo para todos los demás.
Los temas escultóricos llamados a causar más impresión fueron el Cristo atado a la columna (o flagelación), la Piedad (uno de los favoritos de Juan de Juni), el Resucitado (cuyo prototipo vuelve a ser Miguel Ángel, esta vez con el ejemplo del Cristo de Santa María sopra Minerva de Roma), y sobre todo la Crucifixión, tema muy divulgado, siguiendo el modelo del Cristo muerto, con la cabeza inclinada, tres clavos y una buena anatomía de bellas proporciones. En cuanto a la tradicional imagen de la Virgen con el Niño se representó como una verdadera matrona romana siguiendo los modelos de Sansovino y Miguel Ángel especialmente.
El grupo de la Asunción de la Virgen cuando aparece en un retablo ocupa un lugar privilegiado. La escena más clásica representa a la Virgen sentada en un trono de nubes y elevada por un grupo de ángeles. Se dan dos ejemplos: María con un ligero contraposto y los brazos abiertos o María con las manos unidas.
Los temas de los profetas, los santos y sus martirios, las Virtudes, fueron representados a la manera romanista con inspiración de los desnudos y Sibilas de la capilla Sixtina y también con inspiración de otros esquemas italianos como los dibujos que se conocían de Baccio Bandinelli.

Iconografía
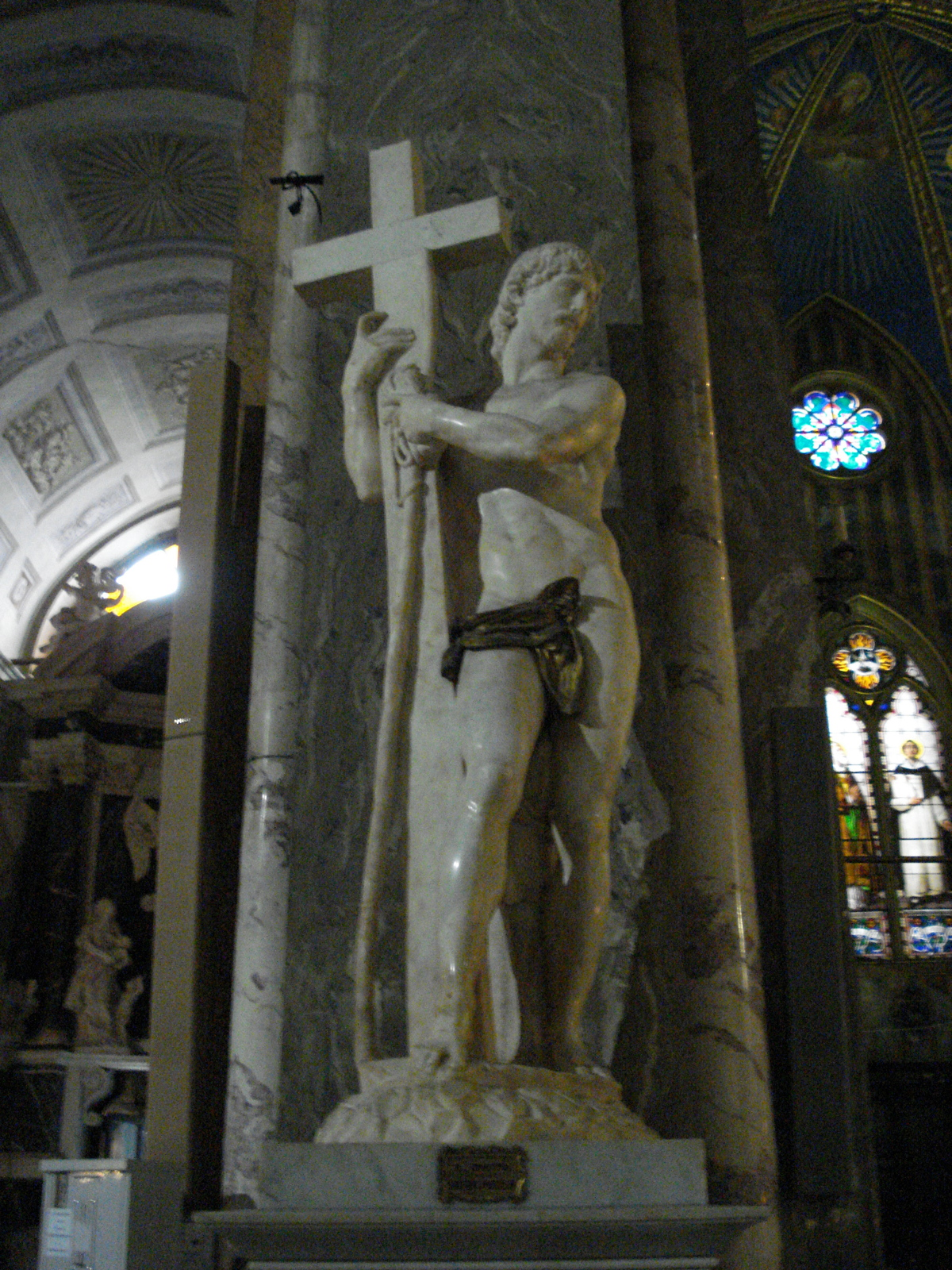
Cristo de Santa María sopra Minerva, obra de Miguel Ángel
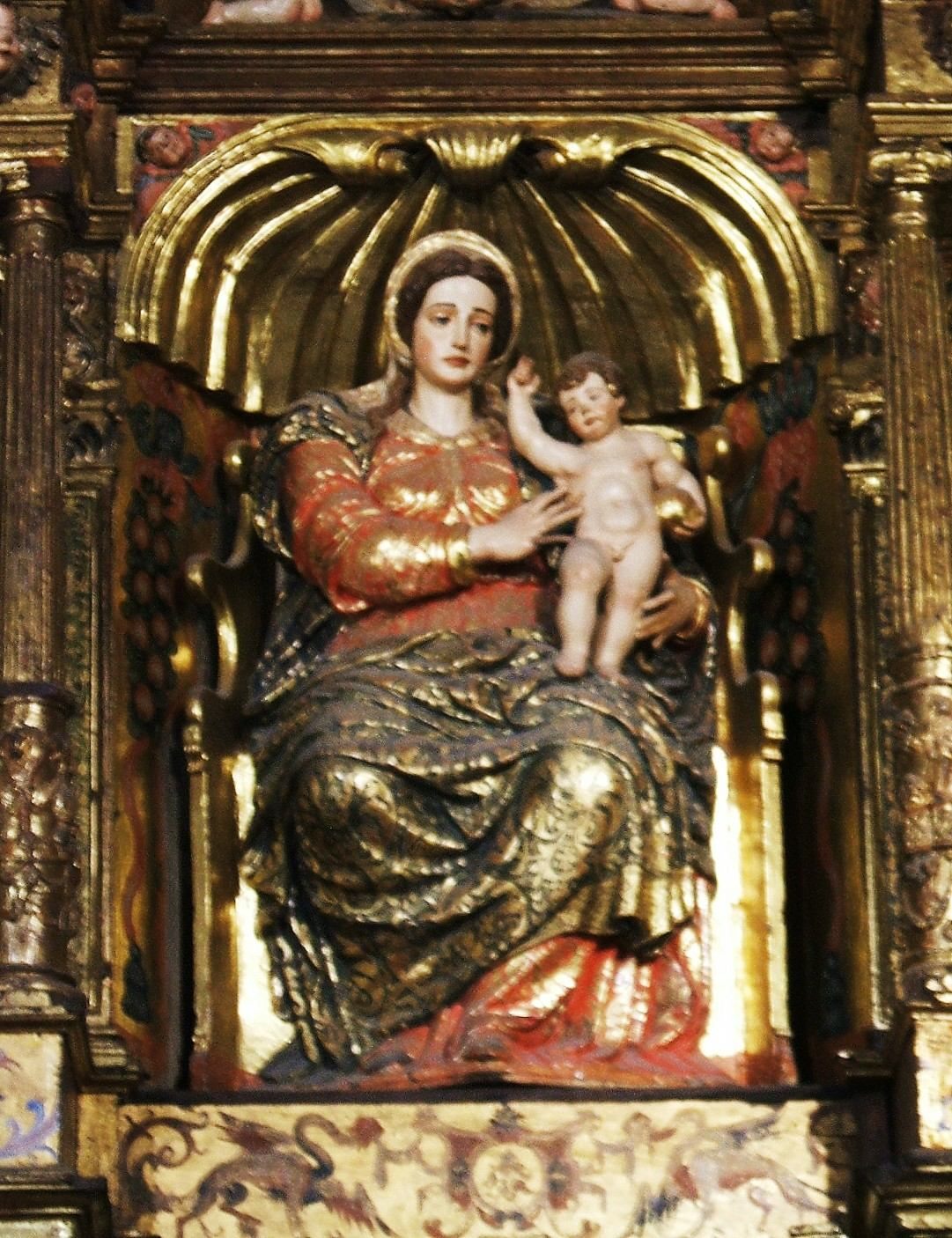
Virgen con Niño del retablo de Santa María la Mayor (Soria), atribuido a Gaspar Becerra.
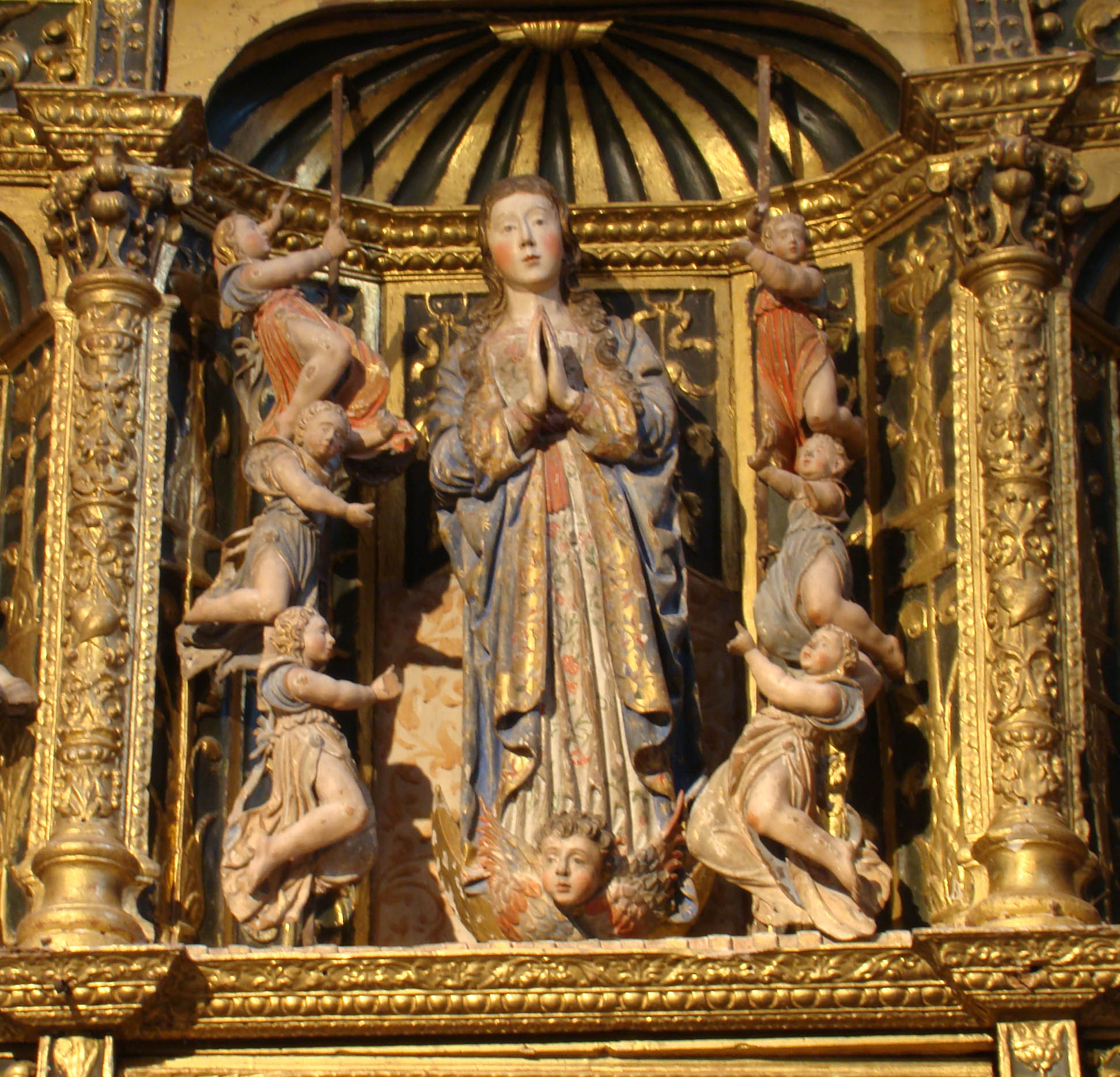
Grupo de la Asunción. Retablo mayor de la iglesia de San Juan en Arrabal de Portillo (Valladolid).

#### Sillerías de coro
Las sillerías de esta segunda época ya no se caracterizan por los adornos de grutescos ni por los temas mitológicos. Se talla todo el santoral pero con austeridad y elegancia. Galicia es la gran protagonista en este tema, con obras magníficas como la sillería de la catedral de Orense de Juan de Angers y Diego Solís (1587) o la de Santiago de Compostela de Juan Dávila (escultor) y Gregorio Español hecha en 1599 para sustituir la anterior románica labrada en piedra por el Maestro Mateo. (Esta sillería fue trasladada a la tribuna alta de San Martín Pinario tras un proceso de restauración.)

#### Sepulcros

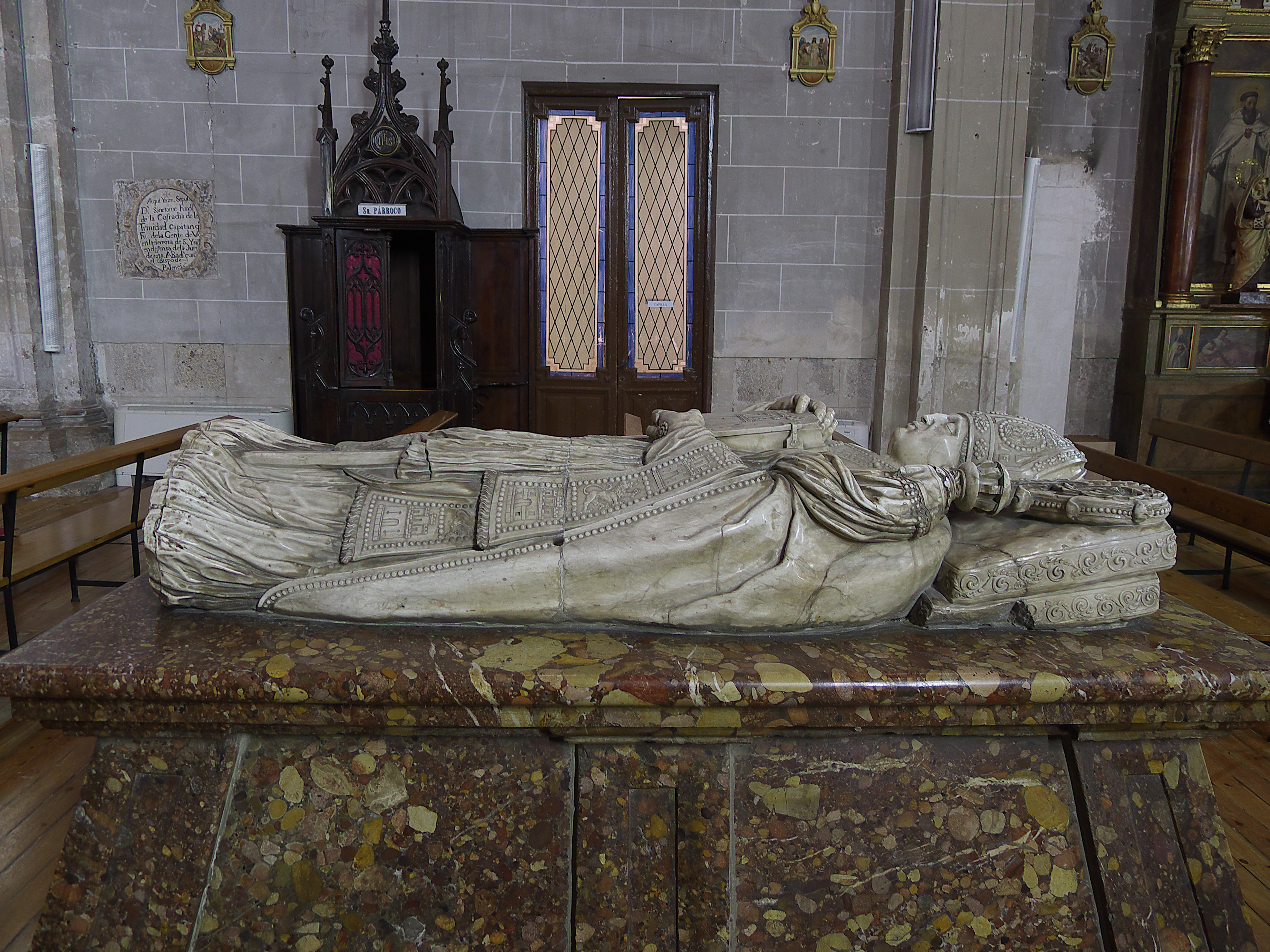
Pedro de la Gasca. Iglesia de Santa María Magdalena (Valladolid).

Para la ejecución de los sepulcros se mantuvieron las mismas ideas renacentistas de culto a la fama y exaltación de la vida del difunto. Hubo dos tipos de modelo, el de cama exenta y el de arcosolio con el personaje de rodillas en actitud de orar. Unos de los mejores ejemplos están en el sepulcro de Pedro de la Gasca en la iglesia de la Magdalena de Valladolid (1571), del escultor Esteban Jordán y el sepulcro de Fray Bernardo de Fresneda (confesor de Carlos V y Felipe II) en el convento de San Francisco de Santo Domingo de la Calzada (1602), obra de García de Arredondo.

### Gaspar Becerra
Con Gaspar Becerra entró de lleno la renovación artística del último Renacimiento. En Italia tuvo la oportunidad de tratar y colaborar con Giorgio Vasari y Daniele da Volterra, lo que le proporcionó un conocimiento y un aprendizaje de primera mano de las obras de Miguel Ángel y sus seguidores, es decir, la esencia del romanismo-manierista. Becerra aprendió no solo en las obras de Miguel Ángel; otros grandes artistas italianos influyeron también en su estilo y en el de la escultura hispana: Francesco Rustici, Baccio Bandinelli, Jacopo Sansovino, Sebastiano del Piombo, entre otros.
La obra de Gaspar Becerra Retablo mayor de la catedral de Astorga (1558-1562) fue la introductora de las nuevas formas manieristas miguelangelescas del romanismo. Más tarde, cuando el escultor estuvo afincado en Madrid al servicio de Felipe II realizó el retablo de las Descalzas Reales (1563), que desapareció en un incendio en 1862.
Los discípulos y colaboradores de Becerra difundieron por el resto de España el modelo del retablo de Astorga. Los más destacados fueron Esteban Jordán, Juan de Ancheta, Gregorio Español, Juan de Angers, Juan Dávila (escultor), Juan Bautista Celma (rejero).

### Esteban Jordán

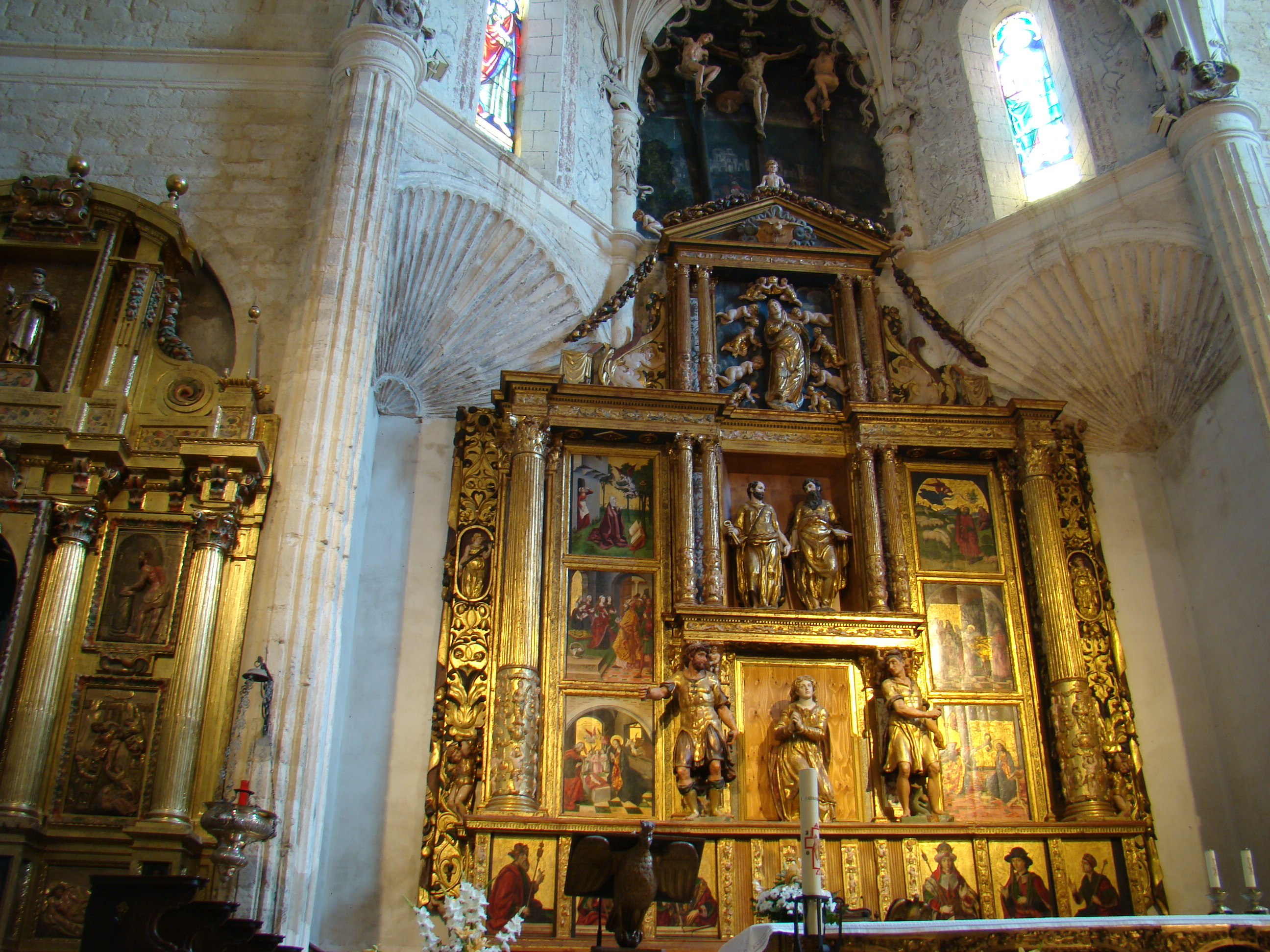
Retablo mayor de Paredes de Nava, obra de Pedro Berruguete, Inocencio Berrugute y Esteban Jordán.

Esteban Jordán fue ensamblador, pintor y escultor, con taller en la ciudad de Valladolid. Fue uno de los mejores discípulos de Gaspar Becerra que junto con Ancheta supo interpretar y difundir el arte y estilo de su maestro, aunque se advierte en su obra una cierta influencia de Juan de Juni y de Alonso Berruguete (son evidentes las cabezas grandes y teatrales). Intervino en la obra del retablo de Astorga, donde se formó como artista. Realizó numerosas obras y fue llamado en bastantes ocasiones como tasador, lo que contribuyó a que se relacionase con los mejores escultores del momento y a que fuese considerado como el principal escultor del último tercio del siglo XVI en Castilla. Su fama le llevó a realizar en piedra varios sepulcros de encargo, yacentes y orantes. Como ejemplo se puede dar el sepulcro exento de Pedro de la Gasca en la iglesia de la Magdalena de Valladolid (1571). Para esta misma iglesia hizo el retablo mayor, concebido ya enteramente clasicista. El rey Felipe II le encargó el gran retablo del monasterio de Montserrat con traza de Francisco de Mora. Fue una obra de grandes dimensiones, destruida en la Guerra de la Independencia Española.

### Pedro López de Gámiz

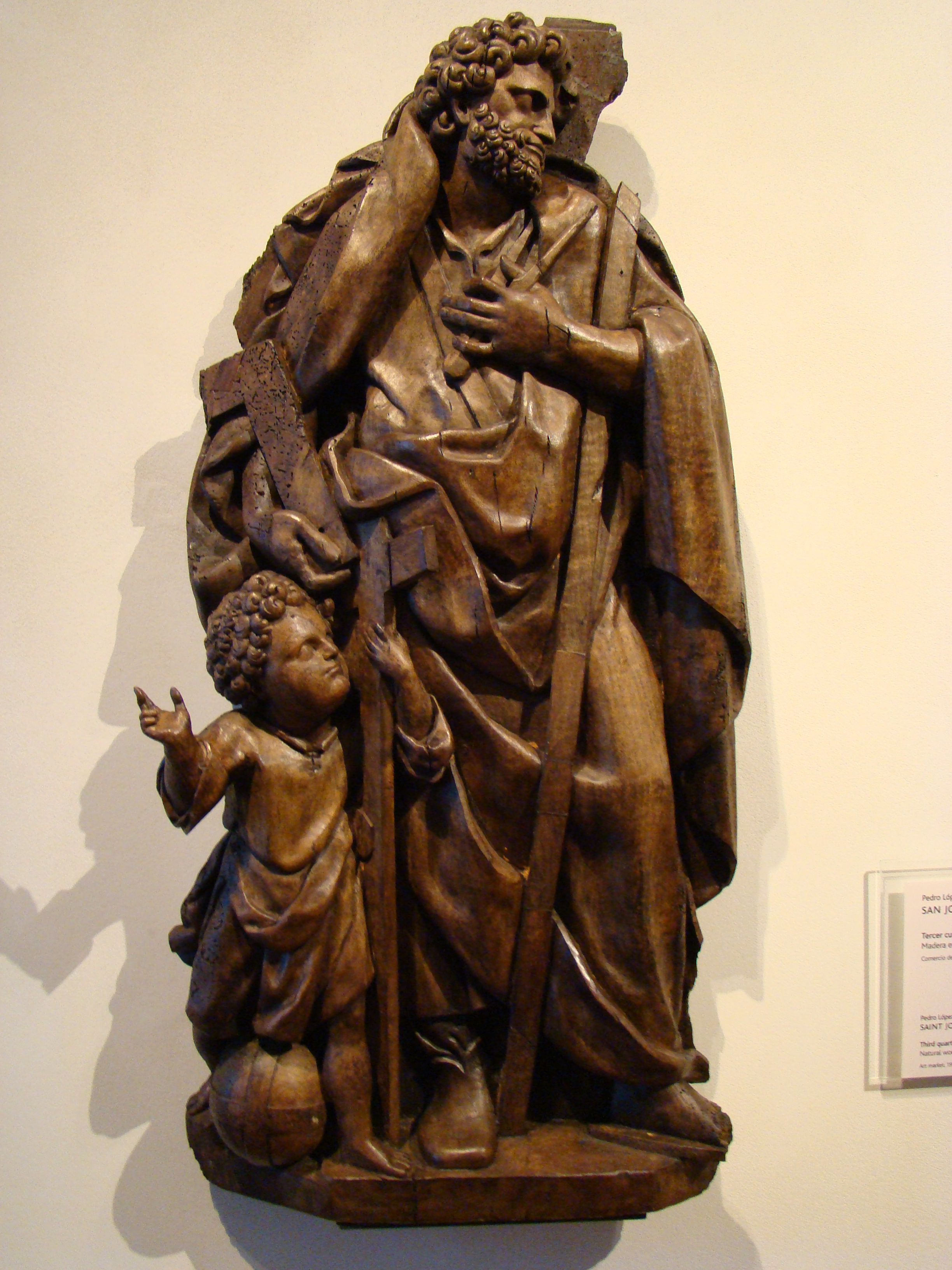
San José con el Niño. Museo Nacional Colegio de San Gregorio.

Pedro López de Gámiz aprendió el oficio en la ciudad de Burgos donde realizó algunas obras en colaboración con otros escultores. En 1549 y tras su matrimonio se asentó en Miranda de Ebro donde ya se había establecido un gran número de escultores. Su obra maestra y representativa del romanismo en el norte de España fue el retablo de colosal tamaño de la iglesia de Santa Clara de Briviesca, terminado en 1570. En este retablo colaboraron artistas de la talla de Ancheta; fue un trabajo que influyó en gran medida en este escultor (Ancheta) no solo en las formas sino en los temas e iconografía. López de Gámiz puso en esta obra lo mejor de sus conocimientos artísticos. La talla de las cabezas, los cabellos y las barbas son de un gran virtuosismo así como el tratamiento de los paños. Aunque ésta fue su obra cumbre, realizó trabajos en el monasterio de Santa María la Real de Vileña así como en Briviesca, Zambrana, Ircio, Ezcaray y Valluércanes. Sus colaboradores y seguidores introdujeron los nuevos modelos del romanismo en el País Vasco, Navarra y la Rioja, siendo el más representativo Juan de Ancheta.

### Juan de Ancheta
Estudió en Italia y se formó profesionalmente en Valladolid donde tuvo la oportunidad de conocer a los escultores Esteban Jordán, Gaspar Becerra y Juan de Juni. En esta ciudad aprendió a compaginar la demostración de misticismo español con las enseñanzas puramente renacentistas aprendidas en Italia.

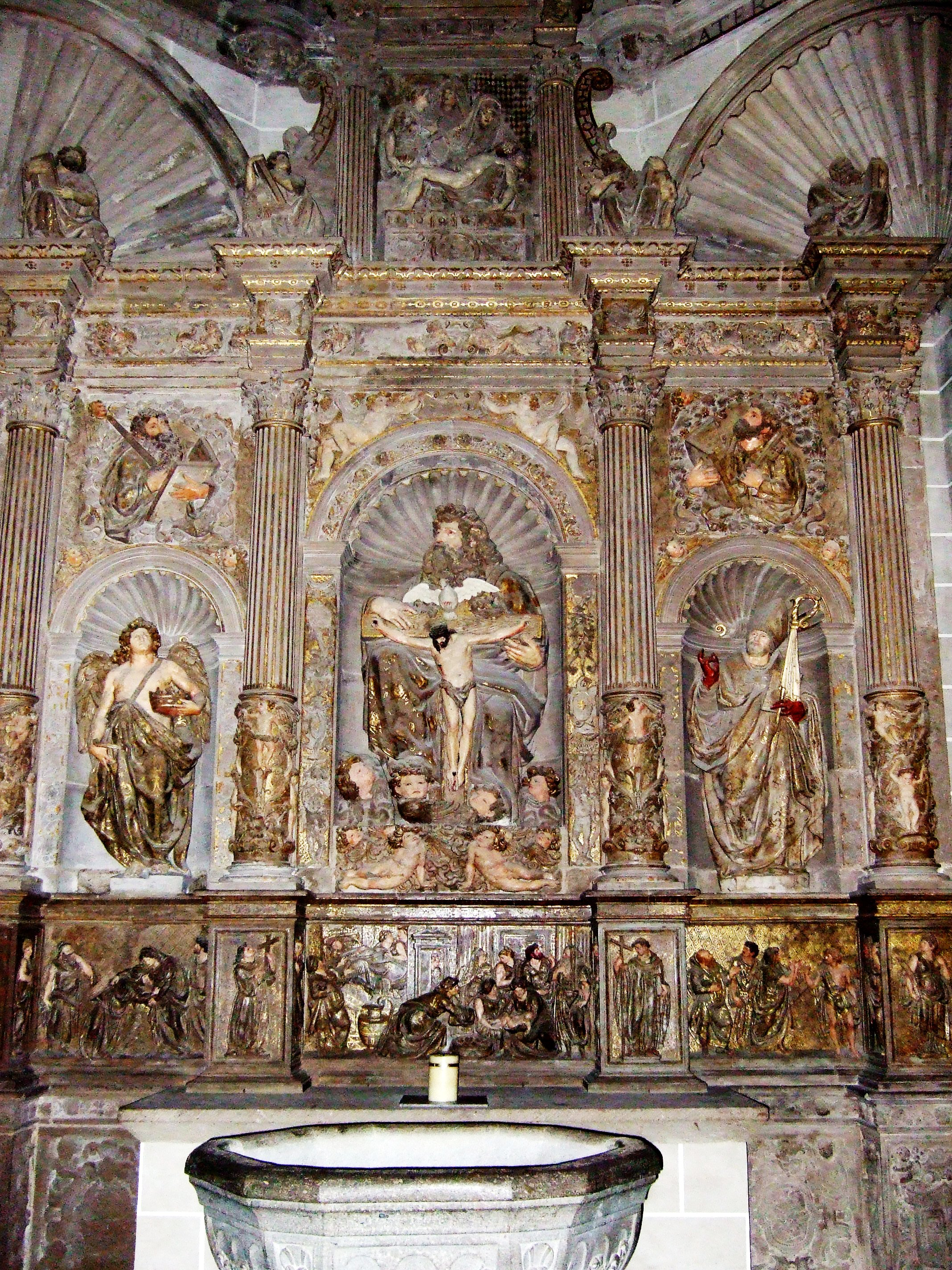
Retablo de la Trinidad en la catedral de Jaca. Detalle del grupo escultórico de la Trinidad.

Su primera obra documentada es el retablo para la capilla de San Miguel de la Seo de Zaragoza. Sus mejores retablos son el de San Pedro de Zumaya (1574), con una traza sencilla de conjunto de frontones y arco-dintel en la calle central, siguiendo el esquema serliano. Destaca la figura hercúlea de San Pedro en cátedra; Santa María de Cáseda (1576), que hizo con su mejor colaborador, el ensamblador Pedro de Contreras, con las figuras sobresalientes de la Piedad y la Asunción; Santa María de Añorbe (1576), con calle central y dos cuerpos y la figura de una Virgen de aspecto rudo; y el retablo de la capilla de la Trinidad de Jaca donde hizo el grupo escultórico de la Trinidad, considerado como la escultura más cercana a la terribilità de Miguel Ángel; el Padre Eterno tiene las barbas laocontianas y la mirada fiera.

## Transición del Renacimiento al Barroco

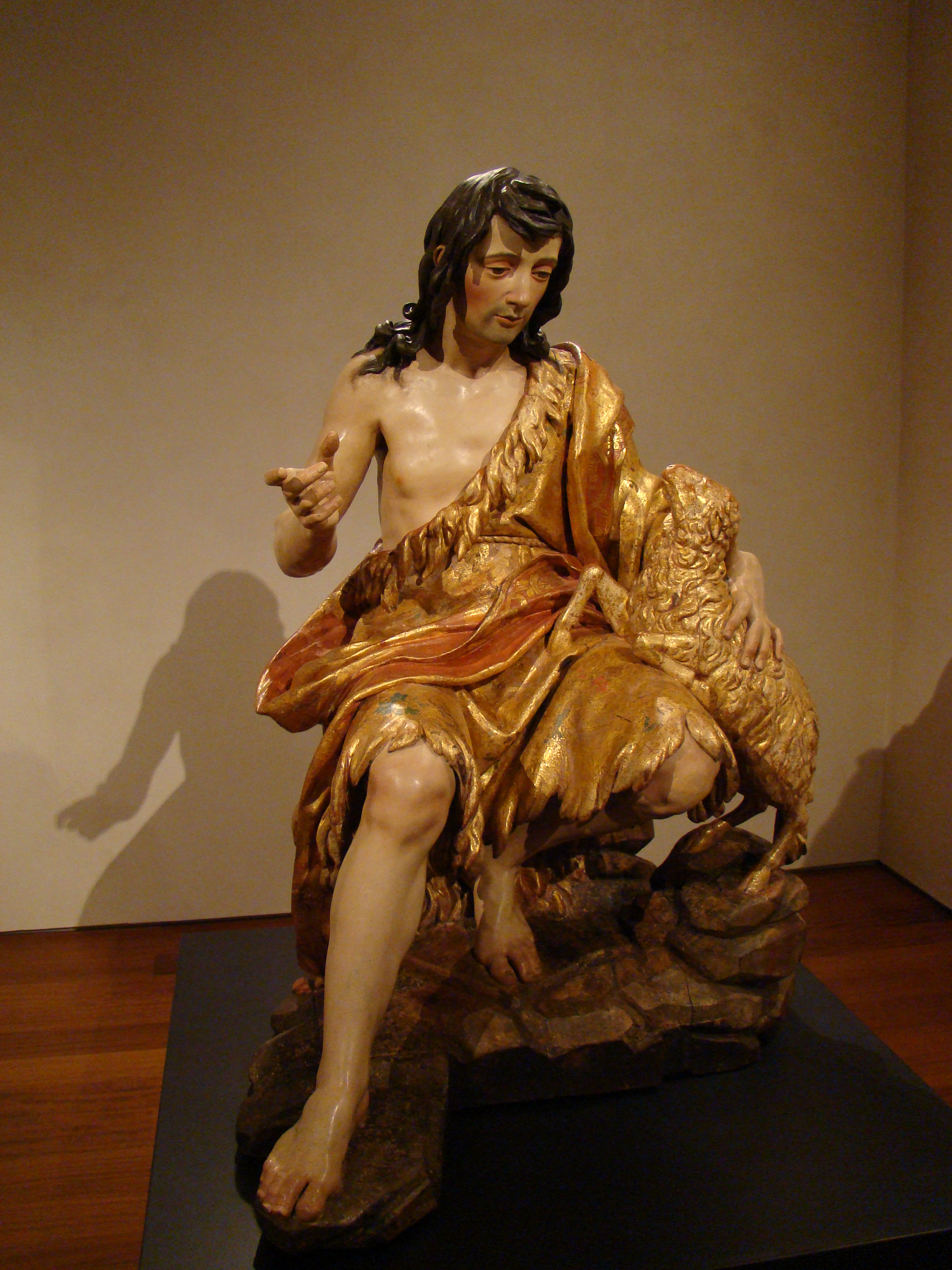
San Juan Bautista de Alonso Cano, escultor nacido en Granada. Museo Nacional de Escultura. La obra fue contratada en 1634 para el retablo mayor de la iglesia de Villana de San Juan de la Palma.

Tras los elementos clasicistas y manierista-romanistas del siglo XVI, entró e imperó desde comienzos del siglo XVII, con gran éxito en España, el arte llamado barroco. Sus antecedentes hay que buscarlos en pleno Renacimiento cuando el Concilio de Trento y sus mandatos influyeron de manera activa en la espiritualidad y religiosidad del mundo católico. Estos fenómenos fueron calando en el arte de la escultura que finalmente llegó a expresar el sentir realista del pueblo. La escultura barroca fue casi exclusivamente religiosa respondiendo a un sentido ascético de la vida frente a la escultura renacentista que respondía a un sentido místico. Las imágenes religiosas pasaron de ser un símbolo venerado en la intimidad de un templo a ser un símbolo itinerante incluso dentro de las propias iglesias, en los hogares y en las calles. Fue entonces cuando surgió la imagen procesional.
A lo largo de la segunda mitad del siglo XVI el ejemplo italiano a seguir había sido Miguel Ángel. Entrado el siglo XVII fue Bernini el escultor que más llamó la atención y cuya influencia se extendió hasta finales del siglo XVIII.
La escuela de Valladolid fue decayendo a finales del siglo XVI hasta que de nuevo apareció el genio de un escultor: Gregorio Fernández que impuso su personalidad dentro de la nueva tendencia barroca. Por otro lado, en Andalucía surgió un foco bien diferenciado con artistas de primera magnitud que darían vida a la escultura del barroco andaluz.